# 1980
Portal Geschichte | Portal Biografien | Aktuelle Ereignisse | Jahreskalender | Tagesartikel

◄ |
19. Jahrhundert |
20. Jahrhundert
| 21. Jahrhundert

◄ |
1950er |
1960er |
1970er |
1980er
| 1990er | 2000er | 2010er | ►

◄◄ |
◄ |
1976 |
1977 |
1978 |
1979 |
1980
| 1981 | 1982 | 1983 | 1984 | ► | ►►
 Jan.
| Feb.
| Mär.
| Apr.
| Mai
| Jun.
| Jul.
| Aug.
| Sep.
| Okt.
| Nov.
| Dez.
Staatsoberhäupter · Wahlen · Nekrolog  · Literaturjahr · Musikjahr · Filmjahr · Rundfunkjahr · Sportjahr
| Januar | Januar | Januar | Januar | Januar | Januar | Januar | Januar |
| Kw     | Mo     | Di     | Mi     | Do     | Fr     | Sa     | So     |
| ------ | ------ | ------ | ------ | ------ | ------ | ------ | ------ |
| 1      |        | 1      | 2      | 3      | 4      | 5      | 6      |
| 2      | 7      | 8      | 9      | 10     | 11     | 12     | 13     |
| 3      | 14     | 15     | 16     | 17     | 18     | 19     | 20     |
| 4      | 21     | 22     | 23     | 24     | 25     | 26     | 27     |
| 5      | 28     | 29     | 30     | 31     |        |        |        |

| Februar | Februar | Februar | Februar | Februar | Februar | Februar | Februar |
| Kw      | Mo      | Di      | Mi      | Do      | Fr      | Sa      | So      |
| ------- | ------- | ------- | ------- | ------- | ------- | ------- | ------- |
| 5       |         |         |         |         | 1       | 2       | 3       |
| 6       | 4       | 5       | 6       | 7       | 8       | 9       | 10      |
| 7       | 11      | 12      | 13      | 14      | 15      | 16      | 17      |
| 8       | 18      | 19      | 20      | 21      | 22      | 23      | 24      |
| 9       | 25      | 26      | 27      | 28      | 29      |         |         |

| März | März | März | März | März | März | März | März |
| Kw   | Mo   | Di   | Mi   | Do   | Fr   | Sa   | So   |
| ---- | ---- | ---- | ---- | ---- | ---- | ---- | ---- |
| 9    |      |      |      |      |      | 1    | 2    |
| 10   | 3    | 4    | 5    | 6    | 7    | 8    | 9    |
| 11   | 10   | 11   | 12   | 13   | 14   | 15   | 16   |
| 12   | 17   | 18   | 19   | 20   | 21   | 22   | 23   |
| 13   | 24   | 25   | 26   | 27   | 28   | 29   | 30   |
| 14   | 31   |      |      |      |      |      |      |

| April | April | April | April | April | April | April | April |
| Kw    | Mo    | Di    | Mi    | Do    | Fr    | Sa    | So    |
| ----- | ----- | ----- | ----- | ----- | ----- | ----- | ----- |
| 14    |       | 1     | 2     | 3     | 4     | 5     | 6     |
| 15    | 7     | 8     | 9     | 10    | 11    | 12    | 13    |
| 16    | 14    | 15    | 16    | 17    | 18    | 19    | 20    |
| 17    | 21    | 22    | 23    | 24    | 25    | 26    | 27    |
| 18    | 28    | 29    | 30    |       |       |       |       |

| Mai | Mai | Mai | Mai | Mai | Mai | Mai | Mai |
| Kw  | Mo  | Di  | Mi  | Do  | Fr  | Sa  | So  |
| --- | --- | --- | --- | --- | --- | --- | --- |
| 18  |     |     |     | 1   | 2   | 3   | 4   |
| 19  | 5   | 6   | 7   | 8   | 9   | 10  | 11  |
| 20  | 12  | 13  | 14  | 15  | 16  | 17  | 18  |
| 21  | 19  | 20  | 21  | 22  | 23  | 24  | 25  |
| 22  | 26  | 27  | 28  | 29  | 30  | 31  |     |

| Juni | Juni | Juni | Juni | Juni | Juni | Juni | Juni |
| Kw   | Mo   | Di   | Mi   | Do   | Fr   | Sa   | So   |
| ---- | ---- | ---- | ---- | ---- | ---- | ---- | ---- |
| 22   |      |      |      |      |      |      | 1    |
| 23   | 2    | 3    | 4    | 5    | 6    | 7    | 8    |
| 24   | 9    | 10   | 11   | 12   | 13   | 14   | 15   |
| 25   | 16   | 17   | 18   | 19   | 20   | 21   | 22   |
| 26   | 23   | 24   | 25   | 26   | 27   | 28   | 29   |
| 27   | 30   |      |      |      |      |      |      |

| Juli | Juli | Juli | Juli | Juli | Juli | Juli | Juli |
| Kw   | Mo   | Di   | Mi   | Do   | Fr   | Sa   | So   |
| ---- | ---- | ---- | ---- | ---- | ---- | ---- | ---- |
| 27   |      | 1    | 2    | 3    | 4    | 5    | 6    |
| 28   | 7    | 8    | 9    | 10   | 11   | 12   | 13   |
| 29   | 14   | 15   | 16   | 17   | 18   | 19   | 20   |
| 30   | 21   | 22   | 23   | 24   | 25   | 26   | 27   |
| 31   | 28   | 29   | 30   | 31   |      |      |      |

| August | August | August | August | August | August | August | August |
| Kw     | Mo     | Di     | Mi     | Do     | Fr     | Sa     | So     |
| ------ | ------ | ------ | ------ | ------ | ------ | ------ | ------ |
| 31     |        |        |        |        | 1      | 2      | 3      |
| 32     | 4      | 5      | 6      | 7      | 8      | 9      | 10     |
| 33     | 11     | 12     | 13     | 14     | 15     | 16     | 17     |
| 34     | 18     | 19     | 20     | 21     | 22     | 23     | 24     |
| 35     | 25     | 26     | 27     | 28     | 29     | 30     | 31     |

| September | September | September | September | September | September | September | September |
| Kw        | Mo        | Di        | Mi        | Do        | Fr        | Sa        | So        |
| --------- | --------- | --------- | --------- | --------- | --------- | --------- | --------- |
| 36        | 1         | 2         | 3         | 4         | 5         | 6         | 7         |
| 37        | 8         | 9         | 10        | 11        | 12        | 13        | 14        |
| 38        | 15        | 16        | 17        | 18        | 19        | 20        | 21        |
| 39        | 22        | 23        | 24        | 25        | 26        | 27        | 28        |
| 40        | 29        | 30        |           |           |           |           |           |

| Oktober | Oktober | Oktober | Oktober | Oktober | Oktober | Oktober | Oktober |
| Kw      | Mo      | Di      | Mi      | Do      | Fr      | Sa      | So      |
| ------- | ------- | ------- | ------- | ------- | ------- | ------- | ------- |
| 40      |         |         | 1       | 2       | 3       | 4       | 5       |
| 41      | 6       | 7       | 8       | 9       | 10      | 11      | 12      |
| 42      | 13      | 14      | 15      | 16      | 17      | 18      | 19      |
| 43      | 20      | 21      | 22      | 23      | 24      | 25      | 26      |
| 44      | 27      | 28      | 29      | 30      | 31      |         |         |

| November | November | November | November | November | November | November | November |
| Kw       | Mo       | Di       | Mi       | Do       | Fr       | Sa       | So       |
| -------- | -------- | -------- | -------- | -------- | -------- | -------- | -------- |
| 44       |          |          |          |          |          | 1        | 2        |
| 45       | 3        | 4        | 5        | 6        | 7        | 8        | 9        |
| 46       | 10       | 11       | 12       | 13       | 14       | 15       | 16       |
| 47       | 17       | 18       | 19       | 20       | 21       | 22       | 23       |
| 48       | 24       | 25       | 26       | 27       | 28       | 29       | 30       |

| Dezember | Dezember | Dezember | Dezember | Dezember | Dezember | Dezember | Dezember |
| Kw       | Mo       | Di       | Mi       | Do       | Fr       | Sa       | So       |
| -------- | -------- | -------- | -------- | -------- | -------- | -------- | -------- |
| 49       | 1        | 2        | 3        | 4        | 5        | 6        | 7        |
| 50       | 8        | 9        | 10       | 11       | 12       | 13       | 14       |
| 51       | 15       | 16       | 17       | 18       | 19       | 20       | 21       |
| 52       | 22       | 23       | 24       | 25       | 26       | 27       | 28       |
| 1        | 29       | 30       | 31       |          |          |          |          |

| Januar | Januar | Januar | Januar | Januar | Januar | Januar | Januar |
| Kw     | Mo     | Di     | Mi     | Do     | Fr     | Sa     | So     |
| ------ | ------ | ------ | ------ | ------ | ------ | ------ | ------ |
| 1      |        | 1      | 2      | 3      | 4      | 5      | 6      |
| 2      | 7      | 8      | 9      | 10     | 11     | 12     | 13     |
| 3      | 14     | 15     | 16     | 17     | 18     | 19     | 20     |
| 4      | 21     | 22     | 23     | 24     | 25     | 26     | 27     |
| 5      | 28     | 29     | 30     | 31     |        |        |        |

| Februar | Februar | Februar | Februar | Februar | Februar | Februar | Februar |
| Kw      | Mo      | Di      | Mi      | Do      | Fr      | Sa      | So      |
| ------- | ------- | ------- | ------- | ------- | ------- | ------- | ------- |
| 5       |         |         |         |         | 1       | 2       | 3       |
| 6       | 4       | 5       | 6       | 7       | 8       | 9       | 10      |
| 7       | 11      | 12      | 13      | 14      | 15      | 16      | 17      |
| 8       | 18      | 19      | 20      | 21      | 22      | 23      | 24      |
| 9       | 25      | 26      | 27      | 28      | 29      |         |         |

| März | März | März | März | März | März | März | März |
| Kw   | Mo   | Di   | Mi   | Do   | Fr   | Sa   | So   |
| ---- | ---- | ---- | ---- | ---- | ---- | ---- | ---- |
| 9    |      |      |      |      |      | 1    | 2    |
| 10   | 3    | 4    | 5    | 6    | 7    | 8    | 9    |
| 11   | 10   | 11   | 12   | 13   | 14   | 15   | 16   |
| 12   | 17   | 18   | 19   | 20   | 21   | 22   | 23   |
| 13   | 24   | 25   | 26   | 27   | 28   | 29   | 30   |
| 14   | 31   |      |      |      |      |      |      |

| April | April | April | April | April | April | April | April |
| Kw    | Mo    | Di    | Mi    | Do    | Fr    | Sa    | So    |
| ----- | ----- | ----- | ----- | ----- | ----- | ----- | ----- |
| 14    |       | 1     | 2     | 3     | 4     | 5     | 6     |
| 15    | 7     | 8     | 9     | 10    | 11    | 12    | 13    |
| 16    | 14    | 15    | 16    | 17    | 18    | 19    | 20    |
| 17    | 21    | 22    | 23    | 24    | 25    | 26    | 27    |
| 18    | 28    | 29    | 30    |       |       |       |       |

| Mai | Mai | Mai | Mai | Mai | Mai | Mai | Mai |
| Kw  | Mo  | Di  | Mi  | Do  | Fr  | Sa  | So  |
| --- | --- | --- | --- | --- | --- | --- | --- |
| 18  |     |     |     | 1   | 2   | 3   | 4   |
| 19  | 5   | 6   | 7   | 8   | 9   | 10  | 11  |
| 20  | 12  | 13  | 14  | 15  | 16  | 17  | 18  |
| 21  | 19  | 20  | 21  | 22  | 23  | 24  | 25  |
| 22  | 26  | 27  | 28  | 29  | 30  | 31  |     |

| Juni | Juni | Juni | Juni | Juni | Juni | Juni | Juni |
| Kw   | Mo   | Di   | Mi   | Do   | Fr   | Sa   | So   |
| ---- | ---- | ---- | ---- | ---- | ---- | ---- | ---- |
| 22   |      |      |      |      |      |      | 1    |
| 23   | 2    | 3    | 4    | 5    | 6    | 7    | 8    |
| 24   | 9    | 10   | 11   | 12   | 13   | 14   | 15   |
| 25   | 16   | 17   | 18   | 19   | 20   | 21   | 22   |
| 26   | 23   | 24   | 25   | 26   | 27   | 28   | 29   |
| 27   | 30   |      |      |      |      |      |      |

| Juli | Juli | Juli | Juli | Juli | Juli | Juli | Juli |
| Kw   | Mo   | Di   | Mi   | Do   | Fr   | Sa   | So   |
| ---- | ---- | ---- | ---- | ---- | ---- | ---- | ---- |
| 27   |      | 1    | 2    | 3    | 4    | 5    | 6    |
| 28   | 7    | 8    | 9    | 10   | 11   | 12   | 13   |
| 29   | 14   | 15   | 16   | 17   | 18   | 19   | 20   |
| 30   | 21   | 22   | 23   | 24   | 25   | 26   | 27   |
| 31   | 28   | 29   | 30   | 31   |      |      |      |

| August | August | August | August | August | August | August | August |
| Kw     | Mo     | Di     | Mi     | Do     | Fr     | Sa     | So     |
| ------ | ------ | ------ | ------ | ------ | ------ | ------ | ------ |
| 31     |        |        |        |        | 1      | 2      | 3      |
| 32     | 4      | 5      | 6      | 7      | 8      | 9      | 10     |
| 33     | 11     | 12     | 13     | 14     | 15     | 16     | 17     |
| 34     | 18     | 19     | 20     | 21     | 22     | 23     | 24     |
| 35     | 25     | 26     | 27     | 28     | 29     | 30     | 31     |

| September | September | September | September | September | September | September | September |
| Kw        | Mo        | Di        | Mi        | Do        | Fr        | Sa        | So        |
| --------- | --------- | --------- | --------- | --------- | --------- | --------- | --------- |
| 36        | 1         | 2         | 3         | 4         | 5         | 6         | 7         |
| 37        | 8         | 9         | 10        | 11        | 12        | 13        | 14        |
| 38        | 15        | 16        | 17        | 18        | 19        | 20        | 21        |
| 39        | 22        | 23        | 24        | 25        | 26        | 27        | 28        |
| 40        | 29        | 30        |           |           |           |           |           |

| Oktober | Oktober | Oktober | Oktober | Oktober | Oktober | Oktober | Oktober |
| Kw      | Mo      | Di      | Mi      | Do      | Fr      | Sa      | So      |
| ------- | ------- | ------- | ------- | ------- | ------- | ------- | ------- |
| 40      |         |         | 1       | 2       | 3       | 4       | 5       |
| 41      | 6       | 7       | 8       | 9       | 10      | 11      | 12      |
| 42      | 13      | 14      | 15      | 16      | 17      | 18      | 19      |
| 43      | 20      | 21      | 22      | 23      | 24      | 25      | 26      |
| 44      | 27      | 28      | 29      | 30      | 31      |         |         |

| November | November | November | November | November | November | November | November |
| Kw       | Mo       | Di       | Mi       | Do       | Fr       | Sa       | So       |
| -------- | -------- | -------- | -------- | -------- | -------- | -------- | -------- |
| 44       |          |          |          |          |          | 1        | 2        |
| 45       | 3        | 4        | 5        | 6        | 7        | 8        | 9        |
| 46       | 10       | 11       | 12       | 13       | 14       | 15       | 16       |
| 47       | 17       | 18       | 19       | 20       | 21       | 22       | 23       |
| 48       | 24       | 25       | 26       | 27       | 28       | 29       | 30       |

| Dezember | Dezember | Dezember | Dezember | Dezember | Dezember | Dezember | Dezember |
| Kw       | Mo       | Di       | Mi       | Do       | Fr       | Sa       | So       |
| -------- | -------- | -------- | -------- | -------- | -------- | -------- | -------- |
| 49       | 1        | 2        | 3        | 4        | 5        | 6        | 7        |
| 50       | 8        | 9        | 10       | 11       | 12       | 13       | 14       |
| 51       | 15       | 16       | 17       | 18       | 19       | 20       | 21       |
| 52       | 22       | 23       | 24       | 25       | 26       | 27       | 28       |
| 1        | 29       | 30       | 31       |          |          |          |          |

Das Jahr 1980 markierte den Beginn der 1980er-Jahre. International stand es insbesondere im Zeichen der Geiselnahme von Teheran und dem Einmarsch der UdSSR in Afghanistan, wodurch sich auch die Fronten im Ost-West-Konflikt nach der Entspannungspolitik der 1970er wieder verschärften. Die USA und mehrere weitere Westmächte boykottierten die Olympischen Sommerspiele in Moskau. Auch der Beginn des acht Jahre andauernden Ersten Golfkriegs fiel ins Jahr 1980.

## Ereignisse

### Jahreswidmungen
- Das Birkhuhn (Lyrurus tetrix) ist Vogel des Jahres.

### Politik und Weltgeschehen

#### Januar
- 01. Januar: Georges-André Chevallaz wird Bundespräsident der Schweiz
- 01. Januar: Neue Verkehrsvereinbarung zwischen der Bundesrepublik Deutschland und der DDR
- 01. Januar: Eine Neuregelung der elterlichen Sorgfaltspflicht tritt in der Bundesrepublik Deutschland in Kraft
- 01. Januar: In der Bundesrepublik Deutschland tritt das Gerätesicherheitsgesetz (GSG) in Kraft und soll den Arbeits- und Unfallschutz verbessern.
- 01. Januar: Die DDR wird für zwei Jahre Mitglied im Sicherheitsrat der Vereinten Nationen
- 02. Januar: Die sowjetischen Streitkräfte beginnen eine Großoffensive im Afghanistankrieg.
- 03. Januar: In Portugal löst der Sozialdemokrat Francisco Sá Carneiro die bislang einzige Ministerpräsidentin des Landes, Maria de Lourdes Pintasilgo, im Amt ab.
- 03. Januar: Die durch ihr Buch Born Free über die Aufzucht der Löwin Elsa bekannt gewordene Schriftstellerin Joy Adamson wird in Kenia bei einer Abendwanderung durch einen von ihr entlassenen Angestellten ermordet.
- 05. Januar: Die USA verhängen wegen des Einmarsches in Afghanistan Sanktionen gegen die Sowjetunion
- 13. Januar: In Karlsruhe wird von linken und ökologischen Gruppen die Bundespartei Die Grünen (heute Bündnis 90/Die Grünen) gegründet.
- 14. Januar: Indira Gandhi löst Chaudhary Charan Singh als Premierminister in Indien ab, nachdem ihre Kongresspartei in den vorausgegangenen Wahlen gesiegt hat.
- 16. Januar: Botswana wird Mitglied in der UNESCO
- 22. Januar: São Tomé und Príncipe wird Mitglied in der UNESCO
- 30. Januar: In der Bundesrepublik Deutschland wird die Wehrsportgruppe Hoffmann (WSG) durch den Bundesinnenminister Gerhart Baum als verfassungsfeindlich verboten und offiziell aufgelöst.

#### Februar
- 06. Februar: Das Bundesverfassungsgericht veröffentlicht einen Beschluss, der die friedliche Nutzung der Kernenergie als mit dem Grundgesetz vereinbar erklärt.
- 10. Februar: Daniel arap Moi, Präsident von Kenia trifft zu einem Staatsbesuch in der Bundesrepublik Deutschland ein.
- 11. Februar: Drei ehemalige SS-Mitarbeiter werden vom Landgericht Köln wegen Beihilfe zum Mord an französischen Juden zu langjährigen Freiheitsstrafen verurteilt – Kurt Lischka (10 Jahre), Herbert Hagen (12 Jahre) und Ernst Heinrichsohn (6 Jahre).

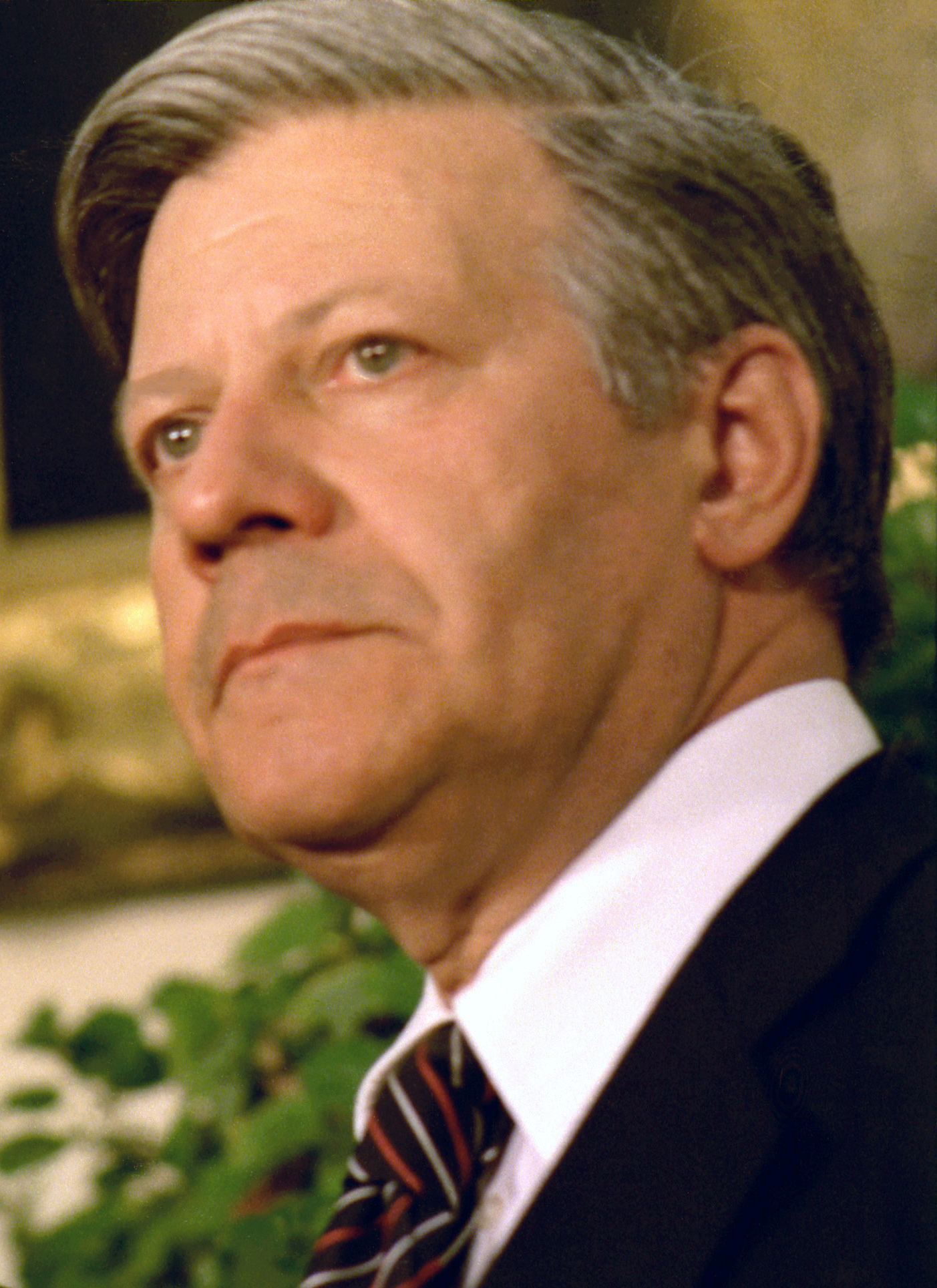
Helmut Schmidt (1977)

- 14. Februar: Bundeskanzler Helmut Schmidt trifft zu einem offiziellen Besuch in Belgien ein.
- 19. Februar: Der iranische Präsident Abolhassan Banisadr wird als Nachfolger von Ajatollah Khomeini zum Oberkommandierenden der Streitkräfte ernannt.
- 20. Februar: Der US-amerikanische Präsident Carter entscheidet sich definitiv für einen Olympiaboykott der Spiele in Moskau, nachdem die UdSSR ein Ultimatum zum Rückzug der Streitkräfte aus Afghanistan hat verstreichen lassen.
- 20. Februar: Erste Wahl in Simbabwe nach der neuen Verfassung
- 22. Februar: In der afghanischen Hauptstadt Kabul wird das Kriegsrecht ausgerufen, nachdem antisowjetische Demonstrationen zu schweren Ausschreitungen und Anschlägen geführt haben.
- 25. Februar: In Suriname wird durch den Sergeantencoup die Regierung gestürzt und die Macht von Militärs übernommen. Zu den Putschführern zählt Desi Bouterse.
- 28. Februar: Das Bundesverfassungsgericht erklärt die wichtigsten Bestandteile der Eherechtsreform (Zerrüttungsprinzip und Versorgungsausgleich) für verfassungskonform.
- 29. Februar: Der thailändische Premierminister Kriangsak Chomanan tritt zurück, nachdem die Opposition mit einem Misstrauensantrag gedroht hat.

#### März
- 03. März: General Prem Tinsulanonda wird zum neuen thailändischen Premierminister gewählt.
- 03. März: Der französische Staatspräsident Valéry Giscard d’Estaing erkennt erstmals offiziell das Selbstbestimmungsrecht der Palästinenser an.
- 04. März: Bundeskanzler Helmut Schmidt reist zu einem Besuch in die USA (bis zum 8. März); die Gespräche mit Präsident Carter haben den sowjetischen Einmarsch in Afghanistan zum Thema.

Wappen von St. Lucia

- 06. März: St. Lucia wird Mitglied in der UNESCO.
- 07. März: In Kuala Lumpur wird ein Abkommen zur wirtschaftlichen Zusammenarbeit zwischen der Europäischen Gemeinschaft und ASEAN abgeschlossen.
- 07. März: Im Westteil von Berlin wird ein Bombenanschlag auf das sowjetische Generalkonsulat verübt.
- 08. März: Kanzlerkandidat Franz Josef Strauß reist zu einem achttägigen Besuch in die USA.
- 10. März: Die maoistische Kommunistische Partei Deutschlands (Aufbauorganisation) gibt ihre Auflösung bekannt.
- 23. März: Der ehemalige Schah von Persien, Mohammad Reza Pahlavi, reist aus seinem Exil in Panama nach Ägypten, um einer drohenden Auslieferung zuvorzukommen.
- 23. März: Der seit dem 3. Juni 1979 andauernde Ölaustritt aus einem Bohrloch vor Campeche im Golf von Mexiko wird gestoppt.

#### April
- 02. April: Die Europäische Gemeinschaft und Jugoslawien schließen einen Vertrag über wirtschaftliche Zusammenarbeit.
- 05. April: Die Sowjetunion und Afghanistan ratifizieren einen Vertrag über die Stationierung sowjetischer Soldaten in Afghanistan.
- 06. April: Wiedereinführung der Sommerzeit in der Bundesrepublik Deutschland
- 07. April: Die USA brechen die diplomatischen Beziehungen zu Iran ab und verhängen neue Handelsbeschränkungen, nachdem Ajatollah Khomeini eine Freilassung der US-amerikanischen Geiseln abgelehnt hatte.
- 09. April: In Belgien tritt Wilfried Martens als Premierminister zurück, nachdem es auch ihm nicht gelungen war, den Sprachenstreit zwischen Flamen und Wallonen zu schlichten.
- 12. April: Durch Ermordung des amtierenden Präsidenten Tolbert Jr. putscht sich Samuel K. Doe in Liberia an die Macht.
- 16. April: Günter Mittag, Mitglied des Politbüros der SED und Parteisekretär für Wirtschaftsfragen, trifft nach seinem Besuch der Hannover-Messe mit Bundeskanzler Helmut Schmidt zusammen.

Flagge von Simbabwe

- 18. April: Südrhodesien wird unter dem Namen Simbabwe unabhängiger Staat. Die weiße Minderheitsregierung Ian Smiths (1964–1980) war international kaum anerkannt und mit Sanktionen belegt.
- 22. April: Die Staaten der EG beschließen auf einer Sitzung in Luxemburg Handelssanktionen gegen Iran, wenn die US-amerikanischen Geiseln nicht freikommen sollten.
- 22. April: In Liberia werden 13 Vertreter der zuvor von Samuel K. Doe durch einen Putsch abgesetzten Regierung erschossen.
- 24. April: Die Operation Eagle Claw zur Beendigung der Geiselnahme von Teheran scheitert.
- 30. April: Beatrix von Oranien-Nassau wird Königin der Niederlande und folgt damit ihrer Mutter Juliana von Oranien-Nassau
- 30. April: In London beginnt die Geiselnahme in der iranischen Botschaft. Eine vom Irak finanzierte Terrorgruppe verlangt die Freilassung von 91 Gesinnungsgenossen aus iranischer Haft und Autonomie für die ölreiche iranische Provinz Chuzestan.

#### Mai
- 03. Mai: Bei Gorleben (Niedersachsen) errichten etwa 5.000 Atomkraftgegner ein „Runddorf“, das eine dauerhafte Besetzung ermöglichen soll.
- 03. Mai: Die Helsinki-Konvention tritt in Kraft.
- 04. Mai: Der jugoslawische Staatspräsident Josip Broz Tito stirbt in Ljubljana.
- 05. Mai: In Paris werden fünf mutmaßliche deutsche Terroristinnen verhaftet, unter ihnen Ingrid Hofmann, die an der Ermordung des Bankiers Jürgen Ponto beteiligt gewesen sein soll.
- 06. Mai: Die öffentliche Gelöbnisfeier der Bundeswehr in Bremen löst schwere Krawalle von Anhängern der Friedensbewegung aus.
- 09. Mai: In der Islamischen Republik Iran genehmigt Ajatollah Chomeini als Staatsoberhaupt das neue Staatswappen, das sich als stilisierter Namenszug des Wortes Allah lesen lässt.
- 18.–27. Mai: Demonstrationen und einen Aufstand (s. Gwangju-Aufstand) gegen das Militärregime werden in Gwangju, in Südkorea, von dem Militär brutal und blutig niedergeschlagen. Je nach Quelle werden zwischen 154 und 2.300 wehrlose Studenten und Bürger getötet, eine nicht bekannte Anzahl verletzt.
- 18. Mai: Rudolf Kirchschläger wird zum österreichischen Bundespräsidenten gewählt (2. Amtsperiode).
- 20. Mai: In einem Referendum verweigern sich die Wähler Québecs mit rund 60 Prozent Neinstimmen Sezessionsüberlegungen ihrer Regierung. Sie strebt die vollständige Souveränität der kanadischen Provinz an.

#### Juni
- 02. Juni: Eine Serie von Bombenanschlägen erschüttert das von Israel besetzte Westjordanland.
- 04. Juni: Polizei und BGS räumen die „Republik Freies Wendland“, ein von Atomkraftgegnern errichtetes Dorf im niedersächsischen Landkreis Lüchow-Dannenberg (siehe 3. Mai).
- 10. Juni: Das deutsche Bundesarbeitsgericht erklärt Aussperrungen „zur Abwehr begrenzter Teilstreiks“ für zulässig, soweit im Rahmen der Verhältnismäßigkeit sind.
- 13. Juni: Die sogenannte Nationalversammlung von Namibia wählt als Vorsitzenden Dirk Mudge, den Sprecher der Demokratischen Turnhallenallianz.
- 14. Juni: Der als mutmaßlicher Terrorist gesuchte Rudolf Raabe kehrt freiwillig aus Irland nach Frankfurt am Main zurück und stellt sich dort den Behörden; der seit 1979 bestehende Haftbefehl wird am 24. Juni außer Vollzug gesetzt.
- 16. Juni: König Chalid ibn Abd al-Aziz kommt zu einem viertägigen Staatsbesuch nach Deutschland.
- 18. Juni: Das deutsche Bundeskabinett beschließt Maßnahmen gegen den Asylmissbrauch; ggf. werden die Arbeitserlaubnis und das Kindergeld eingeschränkt.
- 20. Juni: Erstmals seit 22 Jahren wird im Irak das Parlament in einer freien Wahl gewählt, wobei die Bath-Partei 175 der 250 Sitze erringt.
- 22. Juni: Die Sowjetunion gibt einen Teilabzug ihrer Truppen aus Afghanistan bekannt.
- 25. Juni: Der deutsche Bundestag verabschiedet das von allen Fraktionen übereinstimmend als ein erster Schritt zum Schutz von Mensch und Umwelt gewürdigte Chemikaliengesetz.
- 26. Juni: Das deutsche Bundeskabinett verabschiedet einen Visumzwang für Bürger der Türkei.
- 27. Juni: Die bayrische Staatsregierung droht mit der Kündigung des ARD-Vertrages nach der Fernsehberichterstattung über den Wirtschaftsgipfel in Venedig und über die geplante Reise von Bundeskanzler Helmut Schmidt nach Moskau.
- 29. Juni: In Island wird als erste Frau Vigdís Finnbogadóttir zur Staatspräsidentin gewählt.
- 30. Juni: Papst Johannes Paul II. trifft zum Auftakt seiner Reise nach Brasilien in Brasília ein.
- 30. Juni: Bundeskanzler Helmut Schmidt und Außenminister Hans-Dietrich Genscher treffen zu einem zweitägigen Besuch in Moskau ein, der vor allem von der Opposition kritisiert wird. Bei Gesprächen mit Leonid Breschnew wird die sowjetische Intervention in Afghanistan und der NATO-Doppelbeschluss erörtert.

#### Juli
- 01. Juli: Die Bundesrepublik Deutschland und Kiribati nehmen diplomatische Beziehungen auf
- 02. Juli: Der Deutsche Bundestag billigt ein Gesetz zur Beschleunigung des Asylverfahrens, dem auch der Bundesrat am 18. Juli zustimmt.
- 03. Juli: Der Deutsche Bundestag verabschiedet das „Gesetz zur vorläufigen Regelung des Tiefseebergbaus“, lehnt gleichzeitig eine Vorlage der Koalition zur Neuordnung des Rechts auf Kriegsdienstverweigerung mit den Stimmen von CDU/CSU und 11 Abgeordneten der SPD ab.
- 07. Juli: Der französische Staatspräsident Valéry Giscard d’Estaing trifft zu einem fünftägigen Staatsbesuch in der Bundesrepublik Deutschland ein.
- 09. Juli: Die baden-württembergische Landesregierung beschließt die Einrichtung von Sammellagern für Asylsuchende.
- 10. Juli: Der US-amerikanische Präsident Jimmy Carter und der chinesische Regierungschef Hua Guofeng treffen in Tokio erstmals zusammen. Anlass sind die Beisetzungsfeierlichkeiten für den japanischen Ministerpräsidenten Ohira.
- 15. Juli: Doppelbesteuerungsabkommen zwischen der Bundesrepublik Deutschland und Portugal
- 15. Juli: Das deutsche Bundesverfassungsgericht veröffentlicht ein Urteil, nach dem es den Gesetzgeber auffordert, Renten und Pensionen gleichmäßig zu besteuern.
- 17. Juli: Der frühere Gouverneur von Kalifornien, Ronald Reagan, wird vom Wahlkonvent der Republikaner zum Präsidentschaftskandidaten gewählt.
- 17. Juli: In Bolivien findet 19 Tage nach der Präsidentenwahl ein Putsch statt, die amtierende Präsidentin Lidia Gueiler Tejada wird zum Rücktritt gezwungen.
- 17. Juli: Zenko Suzuki wird zum japanischen Premierminister gewählt.
- 18. Juli: Die Malediven werden Mitglied in der UNESCO.
- 18. Juli: Der ehemalige iranische Ministerpräsident Schapur Bachtiar entgeht in Neuilly-sur-Seine einem Attentat.
- 18. Juli: Indien wird das sechste Land, das eigene Satelliten in den Weltraum befördern kann und schießt einen Erdbeobachtungssatelliten in eine erdnahe Umlaufbahn.
- 21. Juli: Der sowjetische Staats- und Parteichef Leonid Breschnew eröffnet in Moskau die 22. Olympischen Sommerspiele, bei denen 57 Nationen wegen der Krise um Afghanistan fernbleiben. Unter ihnen sind die Bundesrepublik Deutschland, Japan und die USA.
- 22. Juli: Der als Gegner des islamischen Ajatollah Chomeini bekannte frühere Presseattaché Ali Tabatabai wird in Washington ermordet.
- 23. Juli: Israel erklärt Jerusalem zur ewigen Hauptstadt. Die Knesset bestätigt dies sieben Tage später.
- 25. Juli: Die Töchter des deutschen Fernsehjournalisten Dieter Kronzucker, Susanne und Sabine, werden gemeinsam mit ihrem Cousin Martin Wächtler in der Toskana entführt. Nach 68 Tagen kommen sie am 1. Oktober gegen eine Lösegeldzahlung von 4,3 Millionen DM wieder frei.
- 29. Juli: Die Neuen Hebriden, früher unter britisch-französischer Verwaltung, werden als Vanuatu unabhängig. Während der Unabhängigkeitsfeiern findet auf der Hauptinsel ein sezessionistischer Aufstand statt.
- 30. Juli: Die Annexion Ostjerusalems und dessen Vereinigung mit dem Westteil der Stadt wird trotz weltweiter Kritik vom israelischen Parlament gesetzlich verankert.
- 30. Juli: Vanuatu wird unabhängig.
- 31. Juli: Der Terrorist Knut Folkerts wird wegen dreifachen Mordes zu lebenslanger Haft verurteilt.

#### August
- 02. August: Durch einen Sprengstoffanschlag rechtsextremistischer Kreise kommen auf dem Bahnhof von Bologna 85 Menschen ums Leben.
- 05. August: Belgien wird Bundesstaat und in die Regionen Flandern und Wallonien aufgeteilt. Beide Regionen wählen im Herbst 1982 erstmals eigene Parlamente.
- 06. August: Brasilien verschärft das Ausländerrecht, vor allem gegenüber den Bürgern anderer südamerikanischer Staaten.
- 06. August: Die USA ändern unter Präsident Jimmy Carter ihre Atomkriegsstrategie gegenüber der Sowjetunion; das Hauptgewicht eines Atomschlags liegt nun nicht mehr auf den bevölkerungsreichen Städten, sondern auf Militär- und Kommandozentralen.
- 08. August: Eine Wirtschaftsdelegation unter Bundeswirtschaftsminister Otto Lambsdorff reist in die Volksrepublik China und führt die erste Tagung eines deutsch-chinesischen Wirtschaftsausschusses durch.
- 12. August: Im Vertrag von Montevideo gründen elf überwiegend südamerikanische Staaten die Lateinamerikanische Integrationsvereinigung.
- 13. August: Johan Ferrier, der erste Staatspräsident von Surinam, wird vom Militär zum Rücktritt gezwungen.
- 14. August: Auf dem Parteikongress der Demokraten wird US-Präsident James Carter erneut zum Präsidentschaftskandidaten gewählt.
- 14. August: In der Danziger Lenin-Werft beginnt ein Streik, der sich auf ganz Polen ausweitet. Die Forderungen: Mehr Freiheit und bessere Lebensqualität. Siehe auch: August-Streiks 1980 in Polen
- 16. August: In der Bundesrepublik Deutschland tritt das 2. Asylverfahrensbeschleunigungsgesetz in Kraft und soll die steigende Flut an ungerechtfertigter Asylgesuche eindämmen und den Missbrauch einschränken.
- 18. August: Der polnische Parteichef Edward Gierek sagt die für den 19./20. August geplanten Gespräche mit dem deutschen Bundeskanzler Helmut Schmidt wegen der „angespannten innenpolitischen Situation“ in Polen ab.
- 20. August: Der UN-Sicherheitsrat verurteilt das israelische Jerusalem-Gesetz, das Jerusalem zur ungeteilten Hauptstadt von Israel erklärt.
- 22. August: Bundeskanzler Helmut Schmidt sagt das geplante Treffen mit SED-Chef Erich Honecker wegen der „jüngsten politischen Entwicklung in Europa“ ab.
- 24. August: Der polnische Ministerpräsident Edward Babiuch wird nach tiefgreifenden Umbesetzungen in Staats- und Parteiführung als Folge der Streiks in den Ostseehäfen durch den Wirtschaftsfachmann Pińkowski abgelöst.
- 25. August: Simbabwe wird Mitglied bei den Vereinten Nationen
- 27. August: Chun Do Hwan wird zum neuen Präsidenten von Südkorea gewählt.
- 30. August: In Stettin wird eine Vereinbarung zwischen den Streikenden und Regierungsvertretern unterzeichnet, die ein Ende der Streiks unter Anerkennung aller 21 Forderungen der Streikenden vorsieht, darunter die Errichtung freier Gewerkschaften sowie der Einführung des Streikrechts.
- 31. August: In Danzig wird eine Vereinbarung ausgehandelt, die der vom Vortag in Stettin entspricht.

#### September
- 01. September: Im Zuge einer Fahndungsaktion nach Mitgliedern rechtsradikaler Organisationen wird der frühere Rechtsanwalt Manfred Roeder als Rädelsführer einer terroristischen Vereinigung festgenommen.
- 05. September: Das Oberlandesgericht Düsseldorf verurteilt die Terroristen Christof Wackernagel und Gert Schneider zu je 15 Jahren Freiheitsstrafe.
- 06. September: Der Vorsitzende der Kommunistischen Partei Polens, Edward Gierek, wird „aus Krankheitsgründen“ von Stanisław Kania abgelöst.
- 10. September: Nach dem Rücktritt von Hua Guofeng als chinesischer Premierminister übernimmt dessen Stellvertreter Zhao Ziyang das Amt.
- 10. September: Syrien und Libyen geben den Zusammenschluss zu einem einheitlichen Staat bekannt.
- 12. September: Unblutiger Militärputsch in der Türkei: Das Militär putscht unter General Kenan Evren zum dritten Mal in der Türkei und verhängt das Kriegsrecht über das gesamte Land. Der Putsch wird unterstützt von der NATO und den USA. Die NATO stationiert anschließend schnelle Eingreiftruppen in Kurdistan, in Van und Batman. Kenan Evren begründet den Putsch damit, „zu den Quellen des Kemalismus zurückkehren“ zu wollen und „die separatistischen Umtriebe zu bekämpfen“. Am Tag darauf übernimmt Evren das Amt des Präsidenten.
- 12. September: Der Innenausschuss des Deutschen Bundestages beschäftigt sich mit angeblichen Pannen im Zuge der Fahndung nach den Terroristen Christian Klar und Adelheid Schulz, für die Innenminister Gerhart Rudolf Baum verantwortlich gemacht wird.
- 13. September: Ein vorab in der Frankfurter Rundschau veröffentlichter Hirtenbrief der Katholischen Bischöfe zur Ausweitung staatlicher Befugnisse und der gefährlich hohen Staatsverschuldung führt zu heftigem Streit über das politische Engagement der Kirche.
- 16. September: St. Vincent und die Grenadinen wird Mitglied bei den Vereinten Nationen
- 16. September: Der deutsche UNO-Botschafter Rüdiger von Wechmar wird für ein Jahr zum Präsidenten der UN-Vollversammlung gewählt.
- 16. September: Investitionsschutz- und Förderungsvertrag zwischen Portugal und der Bundesrepublik Deutschland
- 16. September: In Danzig wird die Gewerkschaft Solidarność gegründet, entgegen den vorherigen Ankündigungen des Arbeitführers Lech Wałęsa.
- 17. September: Beginn des zweiten Reichsbahnerstreikes in Berlin.
- 17. September: Der frühere Präsident von Nicaragua, Anastasio Somoza Debayle, wird in seinem Exil in Asunción (Paraguay) ermordet.
- 17. September: Der südkoreanische Oppositionspolitiker Kim Dae-jung wird von einem Militärgericht wegen Gründung staatsfeindlicher Organisationen und versuchten Umsturzes zum Tode verurteilt.
- 22. September: Beginn des Ersten Golfkrieges zwischen Iran und dem Irak
- 22. September: Simbabwe wird Mitglied in der UNESCO
- 23. September: Beginn kriegerischer Auseinandersetzungen zwischen dem Irak und Iran, irakische Truppen marschieren in Iran ein
- 23. September: Letztes Konzert von Bob Marley
- 24. September: Der Verkauf von Kalbfleisch wird in Italien generell verboten, nachdem in Proben das Hormon Östrogen entdeckt worden ist.
- 24. September: Der Nationalpark Jaú wird in Brasilien gegründet. Der größte Nationalpark des Landes liegt nordwestlich von Manaus im Amazonasbecken.
- 26. September: Bombenattentat auf dem Münchner Oktoberfest, 13 Tote, über 200 Verletzte; der rechtsradikale Attentäter stirbt ebenfalls.
- 26. September: Der deutsche Terrorist Rolf Clemens Wagner wird von einem Schweizer Schwurgericht zu lebenslänglichem Zuchthaus verurteilt, nachdem er in Zürich eine Bank überfallen hatte und festgenommen wurde.
- 27. September: Der italienische Ministerpräsident Francesco Cossiga tritt zurück.
- 29. September: Tonga wird Mitglied in der UNESCO

#### Oktober
- 01. Oktober: Beide Töchter und ein Neffe des deutschen Journalisten Dieter Kronzucker werden von ihren Entführern nach mehrwöchiger Entführung in Italien gegen ein Lösegeld in Millionenhöhe freigelassen.
- 03. Oktober: Bei einem Anschlag französischer Neonazis auf eine Synagoge in Paris werden vier Menschen getötet.
- 04. Oktober: Die ehemalige Staatspräsidentin von Bolivien, Lidia Gueiler Tejada, darf ins Exil nach Paris ausreisen.
- 05. Oktober: Bei der Wahl zum 9. Bundestag wird die politische Konstellation in Bonn bestätigt: Helmut Schmidt bleibt Kanzler und setzt sich gegen Franz Josef Strauß durch, dessen CDU/CSU 4,1 % einbüßt.
- 05. Oktober: Bei der Parlamentswahl in Portugal erhält die Regierung von Francisco Sá Carneiro eine überraschend deutliche Mehrheit (134 von 250 Sitzen im Parlament).
- 06. Oktober: Die polnische Vereinigte Arbeiterpartei schließt sechs Mitglieder der ehemaligen Parteiführung aus, weitere werden auf eigenen Wunsch von ihren Ämtern entbunden.
- 07. Oktober: König Baudouin I. von Belgien nimmt das Rücktrittsgesuch von Ministerpräsident Wilfried Martens an.
- 09. Oktober: Vor dem Hintergrund der politischen Entwicklung in Polen erhöht die DDR überraschend den Zwangsumtausch für Besucher aus dem Westen auf 25 D-Mark.
- 12. Oktober: In Iran setzt der Ajatollah Ruhollah Chomeini einen Obersten Verteidigungsrat ein, der für die Führung des Krieges gegen den Irak verantwortlich ist.
- 13. Oktober: Erich Honecker trägt als Staatsratsvorsitzender der DDR die Geraer Forderungen vor. Die Bundesrepublik Deutschland soll die Elbgrenze in der Strommitte akzeptieren, die Erfassungsstelle für Gewaltverbrechen der DDR in Salzgitter auflösen, die DDR-Staatsbürgerschaft respektieren und die Ständigen Vertretungen in Botschaften umwandeln. Die Wünsche bleiben unerfüllt.
- 18. Oktober: Neue italienische Regierung unter Arnaldo Forlani (Christlich-Demokratische Partei) wird Nachfolgerin der unter Francesco Cossiga am 27. September zurückgetretenen.
- 23. Oktober: Nikolai Alexandrowitsch Tichonow übernimmt nach dem Rücktritt Alexej Kossygins das Amt des sowjetischen Ministerpräsidenten.
- 24. Oktober: Ein Gericht in Warschau registriert offiziell die unabhängige Gewerkschaft Solidarnosc, doch nimmt es einseitig Veränderungen an dessen Statuten vor. Die Regierung nimmt nach schweren Protesten zum 31. Oktober praktisch alle beanstandeten Punkte zurück.
- 24. Oktober: Im Ersten Golfkrieg endet die über einen Monat währende Schlacht von Chorramschahr mit der Einnahme der iranischen Stadt durch irakische Truppen.
- 25. Oktober: Das Parlament Griechenlands stimmt der Rückkehr des Landes in die militärische Organisation der NATO zu.
- 26. Oktober: Der israelische Staatspräsident Jitzchak Navon trifft zum ersten offiziellen Besuch eines israelischen Staatsoberhaupts in Kairo (Ägypten) ein.
- 30. Oktober: Die DDR hebt den visafreien Verkehr mit ihrem Nachbarn Polen auf. Dort ist nach den August-Streiks die freie Gewerkschaft Solidarność entstanden.

#### November
- 01. November: Die Jungen Liberalen werden auf ihrem ersten Bundeskongress in Bonn-Bad Godesberg gegründet.
- 02. November: Das iranische Parlament stimmt den Bedingungen von Ayatollah Chomeini für die Freilassung der US-amerikanischen Geiseln vom 12. September zu; die USA erklären am Tag danach, dass sie nicht bereit seien, sich diesen Forderungen zu beugen.
- 04. November: Ronald Reagan gewinnt die US-Präsidentschaftswahlen; er erhält 51 % gegenüber 41 % für Jimmy Carter.
- 05. November: Helmut Schmidt wird im Deutschen Bundestag mit 266 von 491 abgegebenen Stimmen erneut zum Bundeskanzler gewählt und am gleichen Tag mit den 12 SPD- und 4 FDP-Ministern ernannt.
- 10. November: Der Oberste Gerichtshof Polens genehmigt die Satzung des unabhängigen Gewerkschaftsbunds „Solidarität“ in ihrer ursprünglichen Fassung; in erster Instanz hatte ein Gericht die Satzung so abgeändert, dass darin die führende Rolle der Kommunistischen Partei festgeschrieben wurde.
- 10. November: Michael Foot wird von britischen Labour Party zum Nachfolger des zurückgetretenen James Callaghan gewählt.
- 10. November: Der DDR-Staatsratsvorsitzende Erich Honecker besucht als erstes westliches Land Österreich.
- 10. November: Der deutsche Bundeskanzler Helmut Schmidt trifft in Paris ein, wo er mit dem französischen Staatspräsidenten Valéry Giscard d’Estaing zusammentrifft und die Situation nach den Wahlen in den USA erörtert.
- 11. November: Das zweite Folgetreffen der KSZE wird für eröffnet erklärt, doch kann die Tagesordnung erst nach zähen Verhandlungen am 14. November verabschiedet werden.
- 15. November: In Guinea-Bissau übernimmt das Militär nach einem Staatsstreich die Macht; Vorsitzender des Revolutionsrats wird João Bernardo Vieira.
- 15. November: Erstmals nach knapp zwei Jahrhunderten besucht mit Johannes Paul II. wieder ein Papst Deutschland; er besucht bis zum 19. November Köln, Bonn, Osnabrück, Mainz, Fulda, Altötting und München.
- 18. November: Honduras und El Salvador schließen einen Friedensvertrag und beenden einen niemals erklärten Konflikt, der 1969 nach einem Fußball-Länderspiel ausgebrochen war.
- 18. November: Bundeskanzler Helmut Schmidt und Außenminister Hans-Dietrich Genscher reisen in die USA, um mit dem scheidenden Präsidenten Jimmy Carter und dem künftigen Präsidenten Ronald Reagan zu konferieren.
- 19. November: Arbeiter der Deutschen Bundespost treten in von der Deutschen Postgewerkschaft organisierte Schwerpunktstreiks (Dauer bis zum 24. November).
- 20. November: In Peking beginnt der Prozess gegen die Viererbande, die kriminelle Handlungen während der Kulturrevolution verübt haben sollen.
- 24. November: Der Malawisee-Nationalpark wird errichtet. Am Südufer gelegen erstreckt er sich auch über einen Teil des Malawisees, der über den weltweit größten Artenreichtum von Fischen verfügt.
- 25. November: In Obervolta wird die Regierung von Sangoulé Lamizana durch einen unblutigen Putsch gestürzt, ein Militärausschuss unter Saye Zerbo übernimmt die Macht.

#### Dezember
- 02. Dezember: Das deutsche Bundesverwaltungsgericht bestätigt das im Januar ausgesprochene Verbot der Wehrsportgruppe Hoffmann
- 02. Dezember: Der Alaska National Interest Lands Conservation Act tritt in Kraft
- 02. Dezember: der frühere polnische Parteichef Edward Gierek wird aus der Polnischen Vereinigten Arbeiterpartei ausgeschlossen.
- 04. Dezember: Andrzej Perka entführt ein polnisches Passagierflugzeug nach West-Berlin und bittet um politisches Asyl
- 06. Dezember: In Bonn wird bekannt, dass für die Entwicklung des Kampfflugzeugs Tornado für 1980/81 mehr als 1,3 Milliarden D-Mark fehlen; Bundeskanzler Helmut Schmidt versichert Verteidigungsminister Hans Apel sein Vertrauen
- 08. Dezember: John Lennon wird von dem geistig verwirrten Attentäter Mark David Chapman in New York vor dem Dakota Building erschossen
- 10. Dezember: Bei den ersten Parlamentswahlen in Uganda siegt die linksgerichtete Partei des 1971 gestürzten Präsidenten Milton Obote (1924–2005); er wird am 15. Dezember vereidigt
- 10. Dezember: Das deutsche Bundesverfassungsgericht erklärt aufgrund einer Normenkontrollklage des Bundeslandes Bayern das Ausbildungsplatzförderungsgesetz von 1976 für nichtig
- 10. Dezember: Der sowjetische Staats- und Parteichef Leonid Breschnew besucht Indien und schlägt dort einen Fünfpunkteplan für Frieden und Sicherheit im Persischen Golf und im Indischen Ozean vor.
- 11. Dezember: Hannes Androsch tritt als Finanzminister und Vizekanzler von Österreich wegen privater Geschäfte zurück
- 12. Dezember: In Berlin-Kreuzberg schlägt der Konflikt um die Politik der Flächensanierung in offene Unruhen um
- 14. Dezember: Der Christdemokrat José Napoleón Duarte (1925–1990) wird zum Präsidenten der Regierungsjunta von El Salvador ernannt und am 23. Dezember vereidigt
- 16. Dezember: Der Suezkanal wurde erweitert und vertieft und wird nun für die internationale Schifffahrt geöffnet; erstmals können nun auch Supertanker mit 150.000 t Tragfähigkeit den Kanal passieren
- 16. Dezember: Truppen des Regierungschefs des Tschad, Goukouni Weddeye, die von Libyen unterstützt wurden, erobern die Hauptstadt N’Djamena zurück und erzwingen einen Waffenstillstand; sein Gegenspieler Hissène Habré muss in Kamerun einen Waffenstillstand unterzeichnen.
- 21. Dezember: Etwa 4.000 Kernkraftwerksgegner demonstrieren in Brokdorf gegen das dort geplante Kernkraftwerk, wobei es zu massiven Auseinandersetzungen kommt
- 22. Dezember: Das deutsche Bundesarbeitsgericht billigt die Kalte Aussperrung, das Recht von im Streik befindlichen Betrieben ohne Zustimmung des Betriebsrats Kurzarbeit anzuordnen.
- 23. Dezember: Die Parlamentswahlen in Singapur enden mit einem Sieg der seit 21 Jahren regierenden People’s Action Party des Ministerpräsidenten Lee Kuan Yew.
- 24. Dezember: Der ehemalige Kaiser Bokassa I. wird in Bangui (Zentralafrikanische Republik) in Abwesenheit wegen Kindermorden, Folter und Kannibalismus zum Tod verurteilt.
- 24. Dezember: Frank Schubert (23) Mitglied der neonazistischen Volkssozialistische Bewegung Deutschlands / Partei der Arbeit aus Frankfurt Main, erschießt an der Schweizer Grenze in Koblenz AG und in Böttstein zwei Menschen, verletzt zwei Grenzbeamte und tötet sich während eines anschließenden Feuergefechts selbst.
- 31. Dezember: Der Präsident Senegals, Léopold Sédar Senghor, tritt aus persönlichen Gründen zurück und widmet sich künftig wieder seinen literarischen und wissenschaftlichen Interessen; sein Nachfolger wird Abdou Diouf

### Wirtschaft
- 03. Januar: Die Deutsche Bundespost führt für Ortsgespräche am Telefon den Acht-Minuten-Takt ein.
- 27. Januar: Kuwait gründet mit der Kuwait Petroleum Corporation ein staatseigenes Unternehmen zur Vermarktung seines Erdöls. Die hergestellten Produkte werden unter dem Markennamen Q8 in einer Reihe von Ländern vertrieben.
- 06. Februar: Das Bundesverfassungsgericht stellt fest, dass die friedliche Nutzung der Kernenergie mit dem Grundgesetz für die Bundesrepublik Deutschland vereinbar sei. Eine Verfassungsbeschwerde zum Genehmigungsverfahren für das Kernkraftwerk Mülheim-Kärlich ist erfolglos.
- 24. Februar: In Israel wird als neue Währung der Schekel eingeführt. Für zehn bis dahin gültige israelische Pfund gibt es nunmehr einen Schekel.
- 27. März: Silber-Donnerstag, Höhepunkt der Silberspekulation der Brüder Hunt.
- Gründung von Ashoka

### Wissenschaft und Technik
- 06. Januar Die GPS-Zeit startet um 0 Uhr
- 26. März: Gründung der Arianespace durch Europas Raumfahrt-Firmen. Sie soll Produktion, Verkauf und Starts der ESA-Trägerraketen Ariane managen. Die vom Vorgänger ELDO entwickelte Ariane 1 hatte ihren Erststart zu Weihnachten 1979. Das Statut tritt am 13. Oktober 1980 in Kraft
- 23. Mai: Schon der zweite Start einer Ariane-Rakete (Erststart im Dezember 1979) misslingt wegen Schwingungen in der untersten, von Frankreich gebauten Stufe. Sie muss samt ihrer Ladung (u. a. der bundesdeutsche Forschungssatellit Firewheel) gesprengt werden
- 01. Juni: Der Videotext von ARD und ZDF wird in Deutschland gestartet.
- 15. Juli: Das Alfred-Wegener-Institut für Polar- und Meeresforschung (AWI) in Bremerhaven wird gegründet.
- 07. August: Das erste Solarenergie-Flugzeug Gossamer Penguin absolviert seinen Jungfernflug
- 05. September: Eröffnung des 16,9 km langen Gotthard-Strassentunnels von Göschenen nach Airolo
- 13. Oktober: Die Gründung der europäischen „Arianespace“ tritt in Kraft (siehe 26. März). Die Verhandlungen der beteiligten Firmen und ESA-Staaten wurden 1979/80 geführt
- 12. November: Die amerikanische Raumsonde Voyager 1 fliegt am Saturn vorbei und liefert viele Messungen und Fotos von Saturn, seinen Ringen und Monden
- Der deutsche Physiker Klaus von Klitzing entdeckt in Grenoble den Quanten-Hall-Effekt

### Kultur
- 21. Januar: Die Chinesische Mauer wird unter Denkmalschutz gestellt.
- 06. März: Die Autorin Marguerite Yourcenar wird als erste Frau in die Académie française aufgenommen.
- 14. April: Der Film Die Blechtrommel gewinnt den Oscar für den besten fremdsprachigen Film des Jahres 1979.

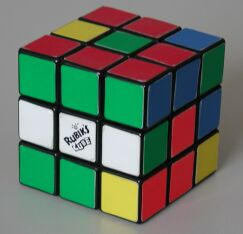
Rubiks Zauberwürfel

- 02. Juni: Ernő Rubiks „Zauberwürfel“ beginnt seinen Siegeszug in deutschen Spielzeugläden.
- 05. August: Einweihung der Deutschen Schule Manila, Philippinen
- 01. September: Gründung der Deutschen Schule Oslo, Norwegen
- 05. September: Uraufführung der Oper Satyagraha von Philip Glass an der Stadschouwburg in Rotterdam
- 08. September: Gründung der Deutschen Schule New York, USA
- 28. Oktober: Kulturabkommen zwischen der Bundesrepublik Deutschland und Luxemburg. In Kraft seit dem 1. März 1982

Großer Panda „Bao Bao“ im Zoologischen Garten Berlin

- 5. November: Der Berliner Zoo erhält mit Bao Bao und Tjen Tjen als erster und bisher einziger Zoologischer Garten in Deutschland zwei Große Pandabären.

#### Erstmalige Vergabe
- Oskar-Kokoschka-Preis
- Geschwister-Scholl-Preis
- Noma-Preises für afrikanische Literatur

#### Eröffnungen
- Kunstmuseum Basel Gegenwart
- Kunstausstellung Times Square Show in New York

#### Gründungen
- International Physicians for the Prevention of Nuclear War (IPPNW, deutsche Sektion: IPPNW Deutschland – Internationale Ärzte für die Verhütung des Atomkrieges, Ärzte in sozialer Verantwortung e. V.)
- Katholische Universität Eichstätt-Ingolstadt
- Lothringer13 in München
- Stiftung Kunstfonds
- United States Holocaust Memorial Museum, Washington, D.C., USA

#### Veröffentlichungen
- ökumenische Einheitsübersetzung der Bibel
- Videospiel Pac-Man
- Album Back in Black von AC/DC

### Gesellschaft
- 17. November: Dem FBI gelingt die Festnahme von Gerald und Charlene Gallego, die für den Serienmord an insgesamt zehn Menschen in den vergangenen Monaten aus sexuellen Motiven verantwortlich sind.

### Religion
- 09. Oktober: Im andalusischen Pedro Abad wird der Grundstein für die Bascharat-Moschee gelegt. Nach über 700 Jahren entsteht damit in Spanien wieder ein islamischer Sakralbau.
- 15. November: Papst Johannes Paul II. besucht die Bundesrepublik Deutschland. 198 Jahre vorher war zuletzt ein römisch-katholisches Kirchenoberhaupt vor ihm in Deutschland.

### Sport
Einträge von Leichtathletik-Weltrekorden siehe unter der jeweiligen Disziplin unter Leichtathletik.
- 13. Januar bis 5. Oktober: Austragung der 31. Formel-1-Weltmeisterschaft
- 03. Februar: Larry Holmes gewinnt seinen Boxkampf und Weltmeistertitel im Schwergewicht gegen Lorenzo Zanon im Caesars Palace, Las Vegas, Nevada, USA, durch K. o.
- 13. Februar bis 24. Februar: Die XIII. Olympischen Winterspiele finden in Lake Placid, USA statt.
- 10. Mai: der Berliner FC Dynamo wird zum zweiten Mal DDR-Fußballmeister, Vizemeister wird SG Dynamo Dresden.
- 17. Mai: der FC Carl Zeiss Jena gewinnt den FDGB-Pokal mit 3:1 n. V. gegen den FC Rot-Weiß Erfurt.
- 04. Juni: Fortuna Düsseldorf gewinnt durch ein 2:1 gegen den 1. FC Köln den DFB-Pokal.
- 11. Juni bis 22. Juni: Die sechste Fußball-Europameisterschaft 1980 wird in Italien ausgetragen. Die Mannschaft der Bundesrepublik Deutschland wird Europameister durch ein 2:1 gegen Belgien in Rom.
- 07. Juli: Larry Holmes gewinnt seinen Boxkampf und Weltmeistertitel im Schwergewicht gegen Scott LeDoux im Metro Centre, Bloomington, USA, durch technischen K. o.
- 19. Juli bis 3. August: Die XXII. Olympischen Sommerspiele finden in Moskau statt, Boykott durch westliche Staaten wegen des sowjetischen Einmarsches in Afghanistan.
- 16. August: Birgit Friedmann holt in der niederländischen Stadt Sittard in der Disziplin 3.000 m und der Zeit von 8:48,05 min den ersten Leichtathletik-Weltmeistertitel der Geschichte für die Bundesrepublik Deutschland.
- 20. August: Reinhold Messner bezwingt als erster Bergsteiger den Mount Everest im Alleingang und ohne Sauerstoff-Gerät.
- 28. September: Alan Jones wird Formel-1-Weltmeister.
- 02. Oktober: Larry Holmes gewinnt seinen Boxkampf und Weltmeistertitel im Schwergewicht gegen Muhammad Ali im Caesars Palace, Las Vegas, Nevada, USA, durch technischen K. o.
- Eintracht Frankfurt gewinnt den UEFA-Pokal gegen Borussia Mönchengladbach.
- Roberto Duran besiegt in Montréal sensationell den US-amerikanischen Olympiasieger und Medienliebling Sugar Ray Leonard. Der Kampf wird zu den besten des Jahrhunderts gezählt.

### Katastrophen
Kleinere Unglücksfälle sind in den Unterartikeln von Katastrophe und in der Liste von Katastrophen aufgeführt.
- 07. März: Der Öltanker Tanio bricht in einem Sturm vor der Küste der Bretagne in zwei Teile auseinander. Der entstehende Ölteppich erreicht zwei Tage danach die Küste, wo die Verschmutzung durch Schweröl erst später bekämpft werden kann.
- 27. März: Ein Sturm zerstört die norwegische Versorgungs- und Wohnplattform Alexander L. Kielland im Ekofisk-Feld in der Nordsee, 123 Menschen sterben
- 22. April: Das Fährschiff „Don Juan“ (Philippinen) sinkt nach der Kollision mit einem Tanker. 313 Tote
- 25. April: Eine Boeing 727 der britischen Dan-Air Services prallt während des Landeanflugs auf den Flughafen Teneriffa/Los Rodeos, Kanaren, Spanien gegen einen Berg; alle 146 Menschen an Bord sterben.
- 18. Mai: Beim Ausbruch des Mount St. Helens, USA sterben 57 Menschen und Tausende Tiere; zudem verwandeln Asche und Lahare Hunderte Quadratkilometer in Ödland. Der Gesamtschaden beträgt mehr als eine Milliarde US-Dollar.
- 01. bis 14. August: Hurrikan Allen in der Karibik, ca. 300 Tote
- 19. August: Beim Saudia-Flug 163 können nach der Notlandung in Riad, Saudi-Arabien nach einem Feuer an Bord die 301 Passagiere nur noch tot geborgen werden.
- 10. Oktober: Ein Erdbeben der Stärke 7,7 zerstört El-Asnam (ehemals Orléansville), Algerien, fast vollständig, ca. 20.000 Tote.
- 23. November: Beim Erdbeben in der Irpinia, (Süditalien) kommen etwa 3.000 Menschen ums Leben, etwa 9.000 werden verletzt, mehr als 390.000 Menschen werden obdachlos und müssen bei winterlichen Temperaturen im Freien übernachten.
- Eine Hitzewelle in Texas fordert 338 Tote

## Geboren

### Januar

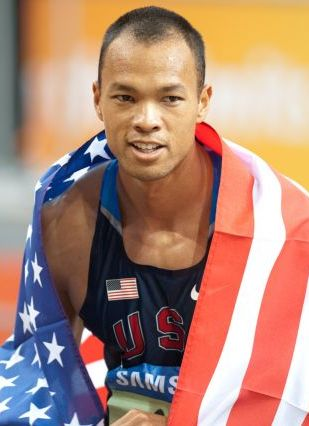
Bryan Clay

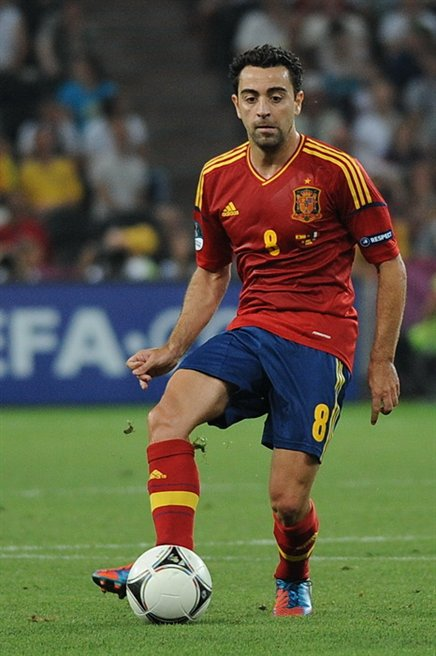
Xavi

Nick Carter

- 01. Januar: Lexi Randall, US-amerikanische Schauspielerin
- 02. Januar: Ariane Matiakh, französische Dirigentin
- 02. Januar: Jérôme Pineau, französischer Radrennfahrer
- 02. Januar: Sarah Winkenstette, deutsche Regisseurin und Drehbuchautorin
- 03. Januar: Necati Ateş, türkischer Fußballspieler
- 03. Januar: Mindaugas Baršauskas, litauischer Dartspieler
- 03. Januar: Bryan Clay, US-amerikanischer Leichtathlet
- 03. Januar: Britta Horn, deutsche Schauspielerin
- 03. Januar: Federico Insúa, argentinischer Fußballspieler
- 03. Januar: Annabelle Leip, deutsche Schauspielerin
- 04. Januar: Jaroslaw Popowytsch, ukrainischer Radrennfahrer
- 05. Januar: Srđan Andrić, kroatischer Fußballspieler
- 05. Januar: Kamber Arslan, türkischer Fußballspieler
- 05. Januar: Sebastian Deisler, deutscher Fußballspieler
- 05. Januar: Chema Rodríguez, spanischer Handballspieler und -trainer
- 06. Januar: Travis Gareth Dodd, australischer Fußballspieler
- 06. Januar: Mihael Mikić, kroatischer Fußballspieler
- 07. Januar: David Arroyo, spanischer Radsportler
- 07. Januar: Margarita Breitkreiz, deutsche Schauspielerin
- 08. Januar: Annett Böhm, deutsche Judoka
- 08. Januar: Hugo Grimm, deutscher Schauspieler
- 08. Januar: Lucia Recchia, italienische Skirennläuferin
- 09. Januar: Arta Bajrami, albanische Popmusikerin
- 09. Januar: Sergio García, Golfspieler
- 09. Januar: Sam Hancock, britischer Automobilrennfahrer
- 09. Januar: Uroš Zorman, slowenischer Handballspieler und -trainer
- 10. Januar: Martin Busker, deutscher Filmregisseur
- 10. Januar: Josef Reif, österreichischer Hornist
- 10. Januar: Sarah Shahi, US-amerikanische Schauspielerin
- 11. Januar: Eric Agyemang, ghanaischer Fußballspieler
- 11. Januar: Christian Wetklo, deutscher Fußballspieler
- 12. Januar: Juan José Abril Merino, spanischer Bahn- und Straßenradrennfahrer
- 12. Januar: Amerie Mi Marie Rogers, US-amerikanische R&B-Sängerin und Schauspielerin
- 12. Januar: Shane Stefanutto, australischer Fußballspieler
- 13. Januar: Wolfgang Loitzl, österreichischer Skispringer
- 13. Januar: María de Villota, spanische Rennfahrerin († 2013)
- 14. Januar: Oliver Arno, österreichischer Musicaldarsteller
- 15. Januar: Tommy Adams, US-amerikanischer Basketballspieler
- 15. Januar: Zenita Komad, österreichische Künstlerin
- 16. Januar: Cornelia Hirsch, deutsche Politikerin, MdB
- 16. Januar: Amira Mohamed Ali, deutsche Politikerin, MdB
- 16. Januar: Michelle Wild, ungarische Pornodarstellerin
- 17. Januar: Zooey Deschanel, US-amerikanische Schauspielerin
- 18. Januar: Nia Künzer, deutsche Fußballspielerin
- 18. Januar: Manuela Nicolosi, französische Fußballschiedsrichterassistentin
- 18. Januar: Jason Segel, US-amerikanischer Schauspieler
- 18. Januar: Estelle Swaray, britische Soul-Sängerin und Rapperin
- 19. Januar: Jenson Button, britischer Automobilrennfahrer
- 19. Januar: Cai Yun, chinesischer Badmintonweltmeister
- 19. Januar: Leonard Scott, US-amerikanischer Leichtathlet
- 20. Januar: Felicitas Woll, deutsche Schauspielerin
- 21. Januar: Fernando de Moraes, brasilianisch-australischer Fußball- und Futsalspieler
- 21. Januar: Maria Popistașu, rumänische Schauspielerin
- 22. Januar: Jake Grove, US-amerikanischer American-Football-Spieler
- 22. Januar: Chris Harms, deutscher Sänger und Gitarrist
- 22. Januar: Christopher Masterson, US-amerikanischer Filmschauspieler
- 22. Januar: Daniel Sdunek, deutscher Handballtorwart
- 22. Januar: Jonathan Woodgate, englischer Fußballspieler
- 22. Januar: Lizz Wright, US-amerikanische Jazzmusikerin
- 24. Januar: Yordanis Arencibia Verdecia, kubanischer Judoka
- 25. Januar: Paulo Assunção da Silva, brasilianischer Fußballspieler
- 25. Januar: Anna König, deutsche Schauspielerin
- 25. Januar: Christian Olsson, schwedischer Leichtathlet
- 25. Januar: Xavi, spanischer Fußballspieler
- 26. Januar: Ertuğrul Arslan, türkischer Fußballspieler
- 26. Januar: Maximiliano Pellegrino, argentinischer Fußballspieler
- 26. Januar: Tom Skinner, englischer Jazzmusiker
- 27. Januar: Eva Padberg, deutsches Fotomodell und Mannequin
- 27. Januar: Marat Michailowitsch Safin, russischer Tennisspieler tatarischer Abstammung
- 28. Januar: Nick Carter, US-amerikanischer Sänger und Mitglied der Boygroup Backstreet Boys
- 28. Januar: Yasuhito Endō, japanischer Fußballspieler
- 28. Januar: Salvatore Greco, Schweizer Schauspieler
- 29. Januar: Nils Bomhoff, deutscher Fernsehmoderator
- 29. Januar: Jenny Kirlin, US-amerikanische Schauspielerin
- 29. Januar: Ivan Klasnić, kroatischer Fußballspieler
- 29. Januar: Jason James Richter, US-amerikanischer Schauspieler und Musiker
- 30. Januar: Yvonne Leuthold, schweizerisch-britische Handballspielerin und -trainerin
- 30. Januar: Axel Schreiber, deutscher Schauspieler und Sprecher
- 30. Januar: Christoph Teinert, deutscher Fußballspieler
- 30. Januar: Wilmer Valderrama, Schauspieler
- 30. Januar: Jurica Vranješ, kroatischer Fußballspieler
- 30. Januar: Angela Williams, US-amerikanische Sprinterin
- 31. Januar: Joel Brown, US-amerikanischer Leichtathlet
- 31. Januar: Nick Leventis, britischer Automobilrennfahrer und Rennstallbesitzer

### Februar

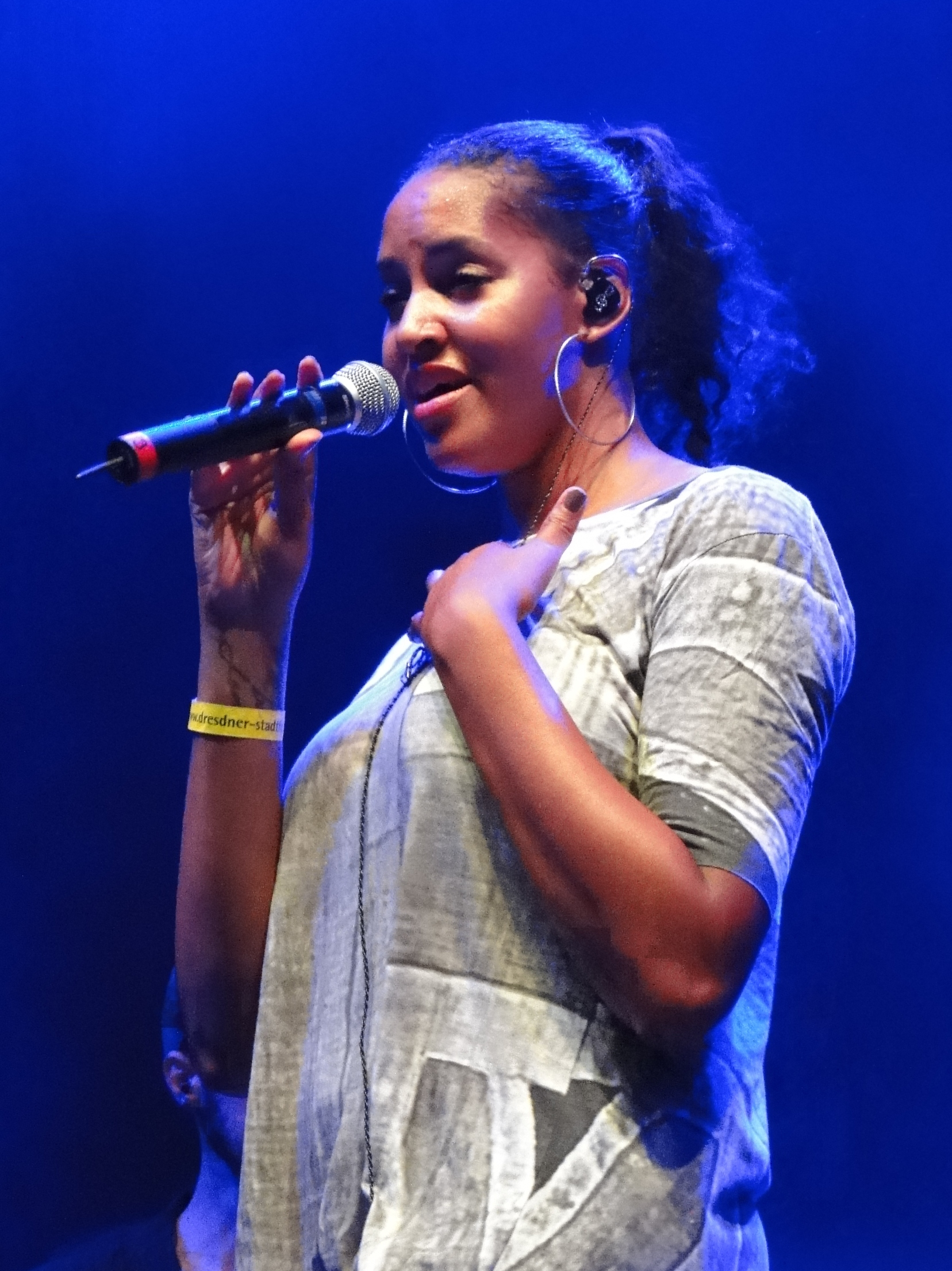
Cassandra Steen

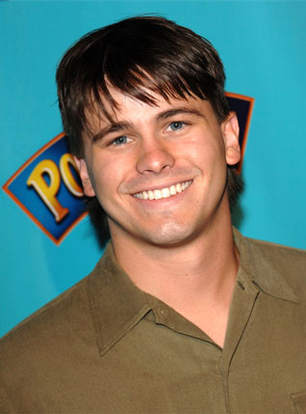
Jason Ritter

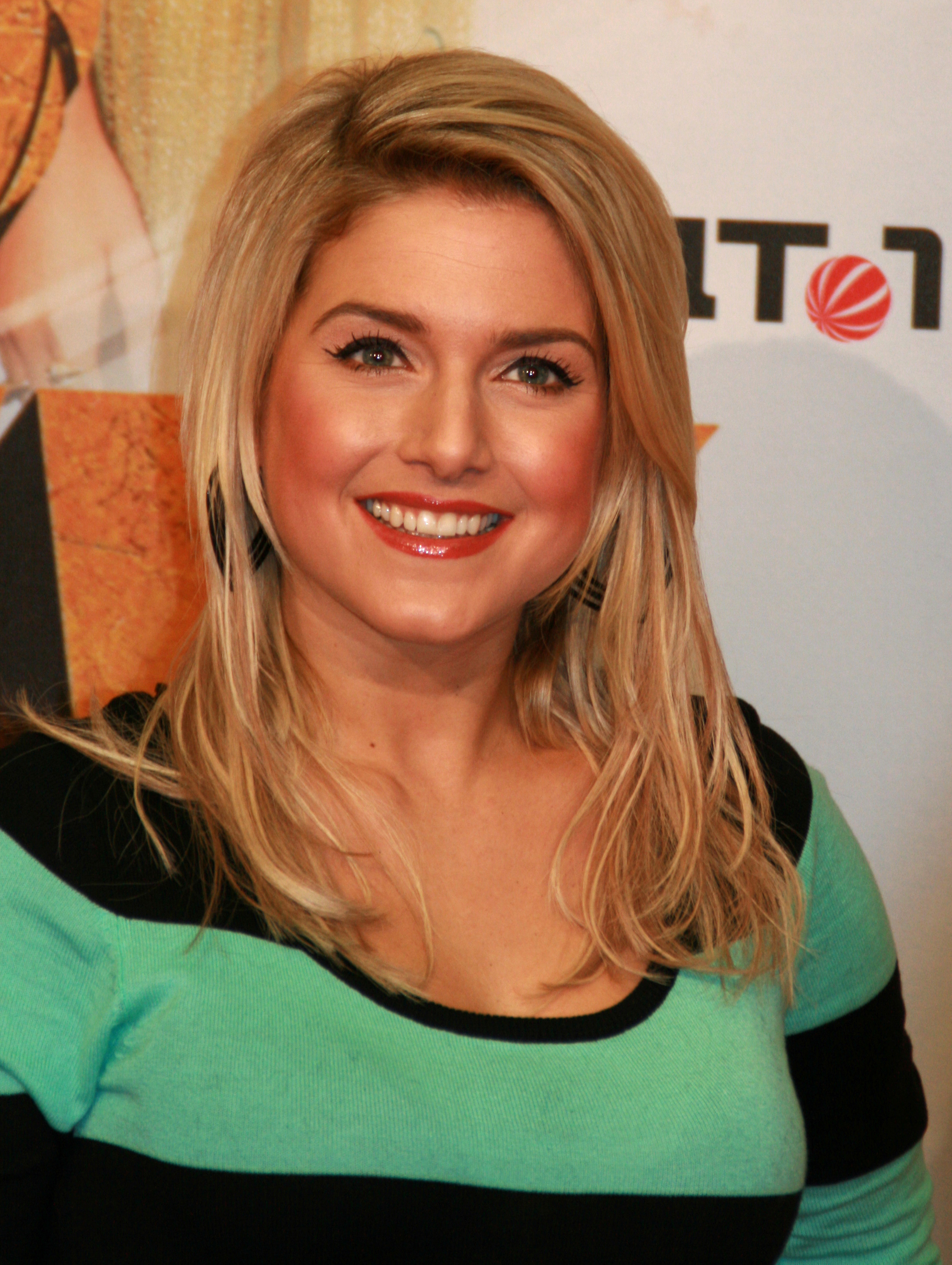
Jeanette Biedermann

- 01. Februar: Ellen Trane Nørby, dänische Politikerin
- 01. Februar: Otilino Tenorio, ecuadorianischer Fußballspieler († 2005)
- 02. Februar: Angela Finger-Erben, deutsche Fernsehmoderatorin
- 03. Februar: Markus Esser, deutscher Leichtathlet
- 03. Februar: Martin Künzle, Schweizer Skisprungtrainer
- 03. Februar: Davide Moscardelli, italienischer Fußballspieler
- 04. Februar: Yared Asmerom, eritreischer Marathonläufer
- 04. Februar: Kabelo Mmono, botswanischer Hochspringer
- 05. Februar: Meike Droste, deutsche Schauspielerin
- 05. Februar: Sayed Tahir Shah, afghanischer Fußballspieler
- 06. Februar: Frank Løke, norwegischer Handballspieler
- 06. Februar: Luke Ravenstahl, US-amerikanischer Kommunalpolitiker
- 07. Februar: Emma Iwebunor Ania, britische Sprinterin
- 07. Februar: Saša Papac, bosnisch-herzegowinischer Fußballspieler
- 07. Februar: Brigitte Urhausen, luxemburgische Schauspielerin und Sprecherin
- 07. Februar: Adina Vetter, deutsche Schauspielerin
- 08. Februar: Nico Kibat, deutscher Handballspieler
- 09. Februar: Angelos Charisteas, griechischer Fußballspieler
- 09. Februar: Cassandra Steen, deutsche Soulsängerin
- 10. Februar: Marko Baacke, deutscher Nordischer Kombinierer
- 10. Februar: Riki Flutey, englischer Rugbyspieler
- 10. Februar: Ralph Kretschmar, deutscher Schauspieler und Künstler
- 10. Februar: Enzo Maresca, italienischer Fußballspieler
- 11. Februar: Mark „Marco“ Bresciano, australischer Fußballspieler
- 11. Februar: Titi Buengo, angolanischer Fußballspieler
- 11. Februar: Jukka Erätuli, finnischer Snowboarder
- 11. Februar: Theresa Scholze, deutsche Schauspielerin
- 12. Februar: Juan Carlos Ferrero, spanischer Tennisspieler
- 12. Februar: Vittorio Magro, italienischer Popsänger
- 12. Februar: Christina Ricci, US-amerikanische Schauspielerin
- 12. Februar: Antonia Schmale, deutsche Fußballspielerin
- 13. Februar: Sebastian Kehl, deutscher Fußballspieler
- 14. Februar: Lara, österreichische Sängerin
- 14. Februar: Nadja Pieren, Schweizer Politikerin
- 15. Februar: Samira Makhmalbaf, iranische Filmregisseurin und Drehbuchautorin
- 17. Februar: Linor Abargil, israelisches Model und die Miss World 1998
- 17. Februar: Jason Ritter, US-amerikanischer Schauspieler
- 17. Februar: Tomáš Rolinek, tschechischer Eishockeyspieler
- 18. Februar: Aivar Anniste, estnischer Fußballspieler
- 18. Februar: Nikolai Antropow, kasachischer Eishockeyspieler
- 18. Februar: Bernd Friede, österreichischer Handballspieler
- 19. Februar: Kevin Arnould, französischer Skisportler
- 19. Februar: Melanie Arns, deutsche Schriftstellerin
- 19. Februar: Gavin Pickering, britischer Automobilrennfahrer
- 19. Februar: Alexander Polstjankin, russischer Badmintonspieler
- 20. Februar: Arthur Abraham, deutscher Boxer armenischer Herkunft
- 20. Februar: Thomas Andergassen, deutscher Kunstturner
- 20. Februar: Guillermo Ariel Pereyra, italienisch-argentinischer Fußballspieler
- 20. Februar: Anne Poleska, deutsche Schwimmerin
- 21. Februar: Tiziano Ferro, italienischer Popsänger
- 21. Februar: Lasse Myhr, deutscher Schauspieler
- 21. Februar: Parthiva Sureshwaren, indischer Automobilrennfahrer
- 21. Februar: Jigme Khesar Namgyel Wangchuck, fünfter König („Druk Gyalpo“) von Bhutan
- 22. Februar: Kai Albrecht, deutscher Schauspieler
- 22. Februar: Philippe Alméras, französischer Automobilrennfahrer
- 22. Februar: Jeanette Biedermann, deutsche Sängerin und Schauspielerin
- 22. Februar: Oscar Chaplin, US-amerikanischer Gewichtheber († 2022)
- 22. Februar: Femke Maes, belgische Fußballspielerin
- 23. Februar: Hannes Jón Jónsson, isländischer Handballspieler
- 23. Februar: Kim Kyung-roul, südkoreanischer Karambolagespieler († 2015)
- 23. Februar: Cornelius Meister, deutscher Dirigent und Pianist
- 24. Februar: Ioana Iacob, rumänische Schauspielerin
- 25. Februar: Ovidiu Cornea, rumänischer Ruderer
- 26. Februar: Wiratthaworn Aree, thailändische Gewichtheberin
- 26. Februar: Necat Aygün, deutsch-türkischer Fußballspieler
- 27. Februar: Bobby V, afro-amerikanischer R&B-Sänger
- 27. Februar: Chelsea Clinton, Tochter des US-Präsidenten Bill Clinton
- 28. Februar: Sigurd Pettersen, norwegischer Skispringer
- 28. Februar: Christian Poulsen, dänischer Fußballspieler
- 28. Februar: Tayshaun Prince, US-amerikanischer Basketballspieler
- 29. Februar: Çağdaş Atan, türkischer Fußballspieler
- 29. Februar: Kristin Fraser, US-amerikanische Eiskunstläuferin
- 29. Februar: Simon Gagné, kanadischer Eishockeyspieler
- 29. Februar: Mizuki Tsujimura, japanische Schriftstellerin

### März

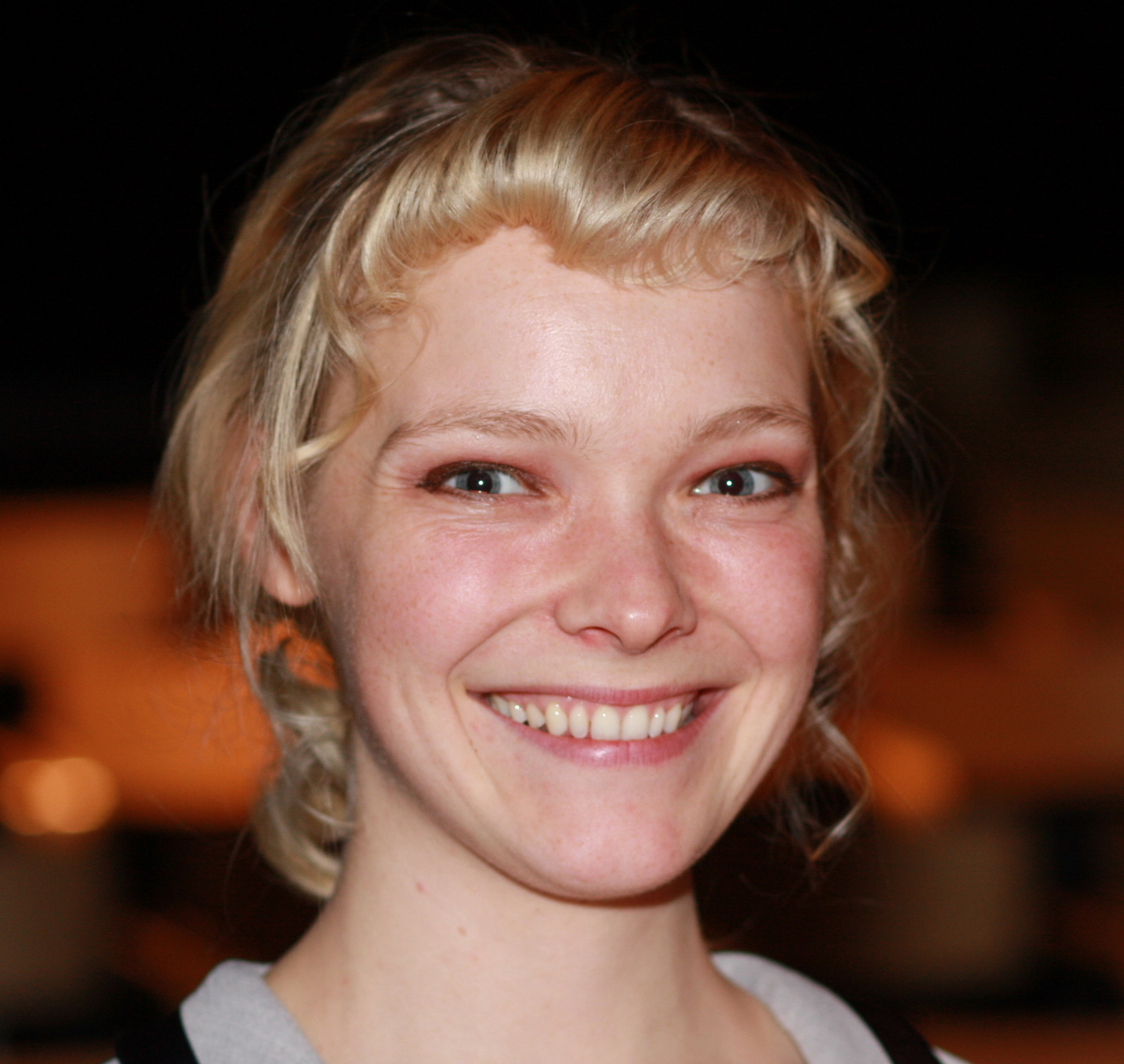
Viktoria Winge

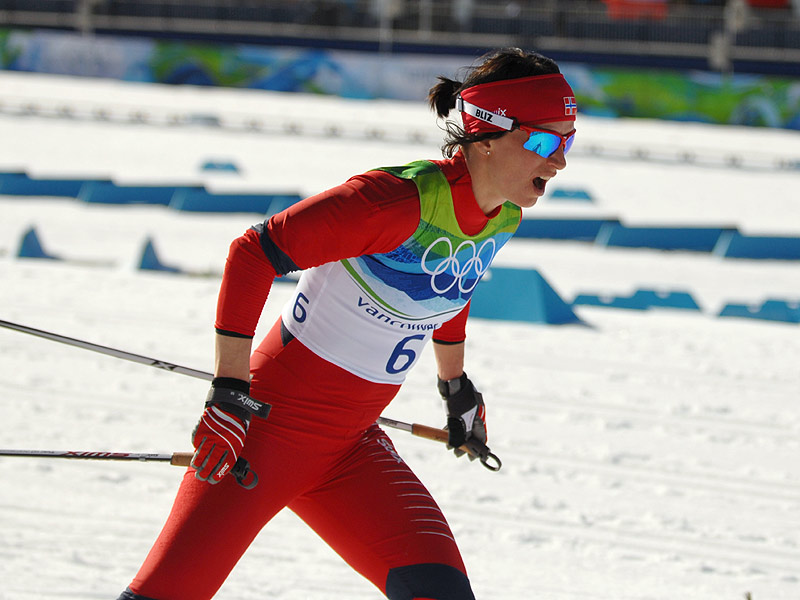
Marit Bjørgen

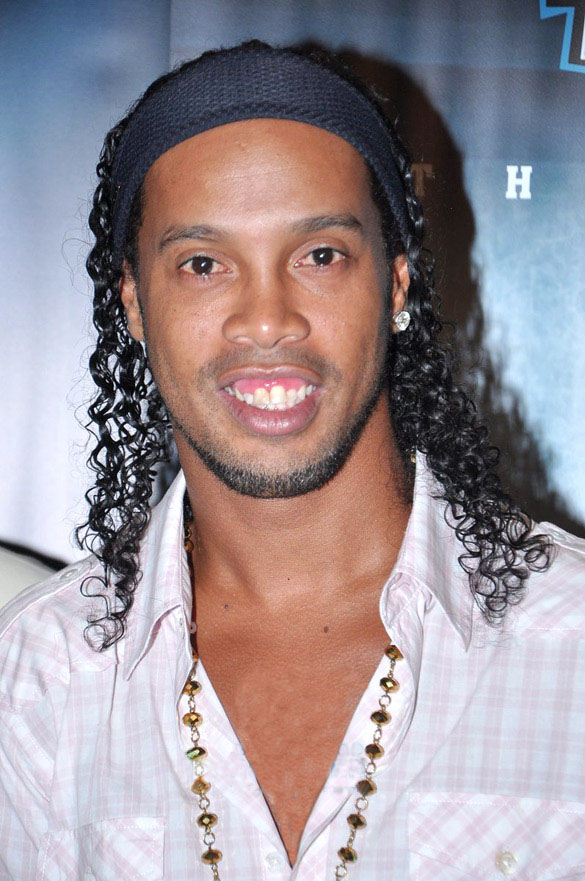
Ronaldinho

- 02. März: Édson de Jesus Nobre, angolanischer Fußballspieler
- 03. März: Anmary, lettische Sängerin
- 03. März: Christoph Semmler, deutscher Fußballspieler
- 03. März: Katherine Waterston, US-amerikanische Schauspielerin
- 05. März: Jessica Boehrs, deutsche Dancepop-Sängerin
- 05. März: Viktoria Winge, norwegische Schauspielerin
- 06. März: Patrik Anttonen, schwedischer Fußballspieler
- 06. März: Seigo Asada, japanischer Dartspieler
- 06. März: Dennis Pauls, deutscher Regisseur und Kameramann
- 07. März: Dwayne Archbold, US-amerikanischer Basketballspieler
- 07. März: Tomáš Klouček, tschechischer Eishockeyspieler († 2025)
- 07. März: Laura Prepon, US-amerikanische Schauspielerin
- 07. März: Valery Tscheplanowa, deutsche Schauspielerin
- 08. März: Mohamadou Idrissou, Fußballspieler aus Kamerun
- 09. März: Chingy, US-amerikanischer Rapper
- 09. März: Matthew Gray Gubler, US-amerikanischer Schauspieler
- 10. März: Per-Gunnar Andersson, schwedischer Rallyefahrer
- 10. März: Sandra Stumptner, österreichische Musikerin und Entertainerin
- 12. März: Cristian Fiél, spanischer Fußballspieler und Fußballtrainer
- 12. März: California Molefe, botswanischer Leichtathlet
- 13. März: Lorraine Huber, österreichische Freeride-Sportlerin
- 13. März: Gabriel Melkam, nigerianischer Fußballspieler
- 14. März: Noémi Besedes, Schweizer Schauspielerin und Model
- 15. März: Ola Afolabi, britischer Boxer
- 15. März: Shelley-Ann Brown, kanadische Bobsportlerin
- 15. März: Kang Ye-won, südkoreanische Schauspielerin
- 15. März: Camilla Renschke, deutsche Schauspielerin
- 15. März: Mathias Wecxsteen, französischer Freestyle-Skier
- 16. März: Julia Schlecht, deutsche Volleyballspielerin
- 17. März: Nora Angehrn, schweizerische Profigolferin
- 17. März: Torsten Hiekmann, deutscher Radrennfahrer
- 17. März: Oksana Pal, russische Handballspielerin
- 18. März: Sébastien Frey, französischer Fußballspieler
- 18. März: Alexei Konstantinowitsch Jagudin, russischer Eiskunstläufer
- 18. März: Juliette Schoppmann, deutsche Pop- und Musicalsängerin
- 18. März: Adrian Wichser, Schweizer Eishockeyspieler
- 19. März: Harald Ambros, österreichischer Vielseitigkeitsreiter
- 20. März: Philipp Bönig, deutscher Fußballspieler
- 20. März: Stefanie Gebauer, deutsche Politikerin
- 20. März: Surprise Moriri, südafrikanischer Fußballspieler
- 21. März: Kennevic Chua Asuncion, philippinischer Badmintonspieler
- 21. März: Eric Baumann, deutscher Radrennfahrer
- 21. März: Marit Bjørgen, norwegische Skilangläuferin
- 21. März: Andrei Kaschetschkin, kasachischer Radsportler
- 21. März: Niklas Kohrt, deutscher Schauspieler und Sprecher
- 21. März: Ronaldinho, brasilianischer Fußballspieler
- 21. März: Bamuza Sono, südafrikanischer Fußballspieler
- 22. März: Alexander Milo, deutsch-serbischer Schauspieler
- 22. März: Sebastian Schoof, deutscher Fußballspieler
- 23. März: Ryan Day, walisischer Snookerspieler
- 23. März: Roberto Rolfo, italienischer Motorradrennfahrer
- 23. März: Edrissa Sonko, gambischer Fußballspieler
- 24. März: Ramzi Abid, kanadischer Eishockeyspieler
- 24. März: Gianluca Bollini, san-marinesischer Fußballer
- 24. März: Andreas Marek-Wendorf, deutscher Produzent
- 25. März: Hanno Koffler, deutscher Schauspieler
- 25. März: Katrin Lux, österreichische Schauspielerin
- 26. März: Khalid Ali Al Thani, arabischer Straßenradrennfahrer
- 26. März: Marianne Andersen, norwegische Orientierungsläuferin
- 26. März: Krys Barch, kanadischer Eishockeyspieler
- 26. März: Eva-Maria Grein von Friedl, deutsche Schauspielerin und Musicaldarstellerin
- 26. März: Pascal Hens, deutscher Handballspieler
- 26. März: Darryl O’Young, chinesischer Rennfahrer
- 27. März: Nicolas Duvauchelle, französischer Schauspieler und Fotomodell
- 27. März: Stefan Feth, deutscher Tischtennisspieler
- 28. März: Albert Streit, deutscher Fußballspieler
- 29. März: Robert Archibald, britischer Basketballspieler († 2020)
- 29. März: Natalia Avelon, deutsche Schauspielerin
- 29. März: Kim Tae-hee, südkoreanische Schauspielerin
- 30. März: Katrine Lunde Haraldsen, norwegische Handballspielerin
- 30. März: Kristine Lunde, norwegische Handballspielerin
- 30. März: Santiago Urdiales, spanischer Handballspieler
- 30. März: Winter Ave Zoli, US-amerikanische Schauspielerin und Model
- 31. März: Martin Albrechtsen, dänischer Fußballspieler
- 31. März: Pa Dembo Touray, gambischer Fußballspieler

### April

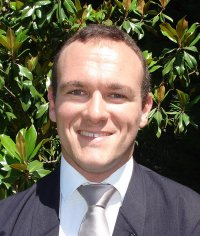
Damien Abad

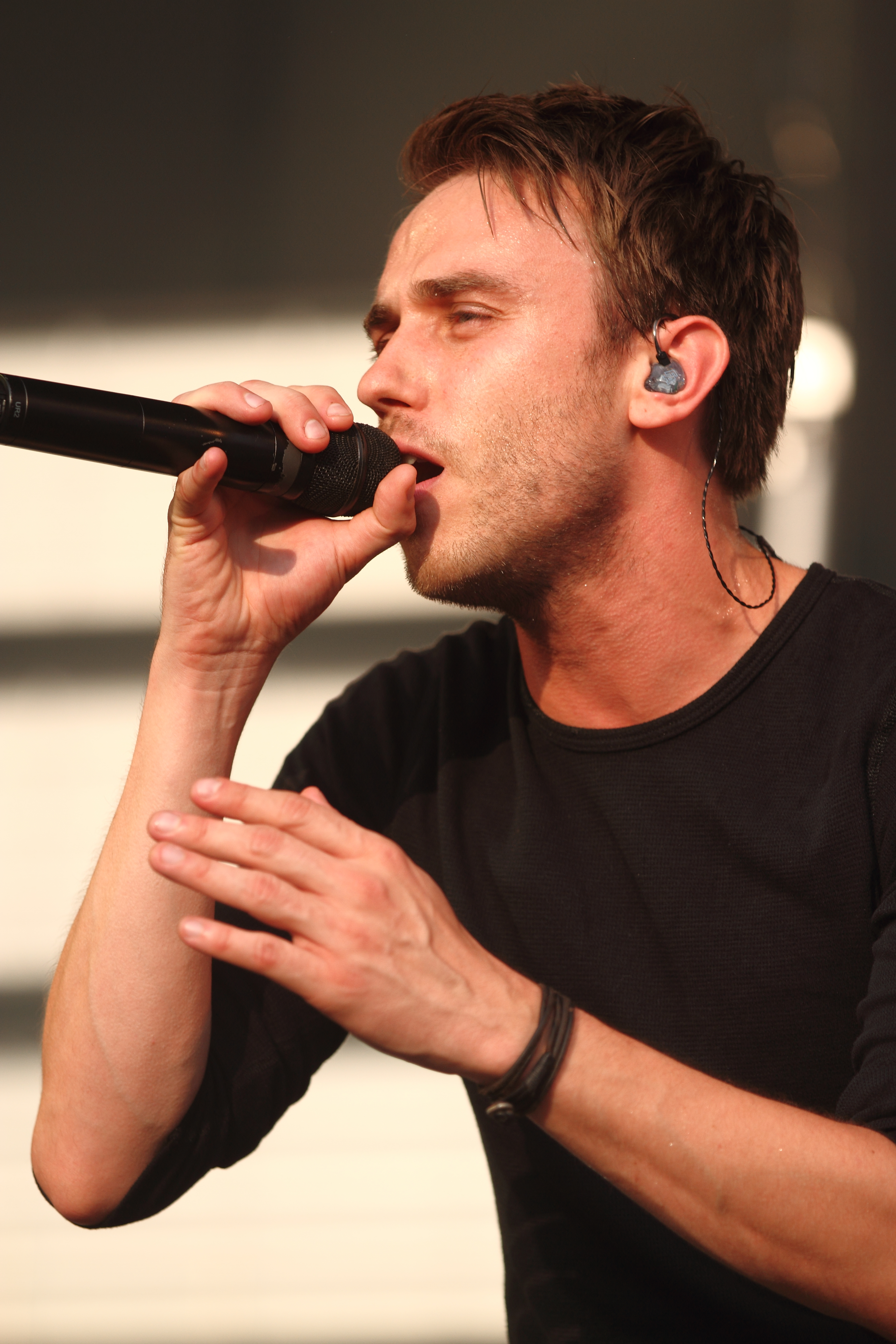
Clueso

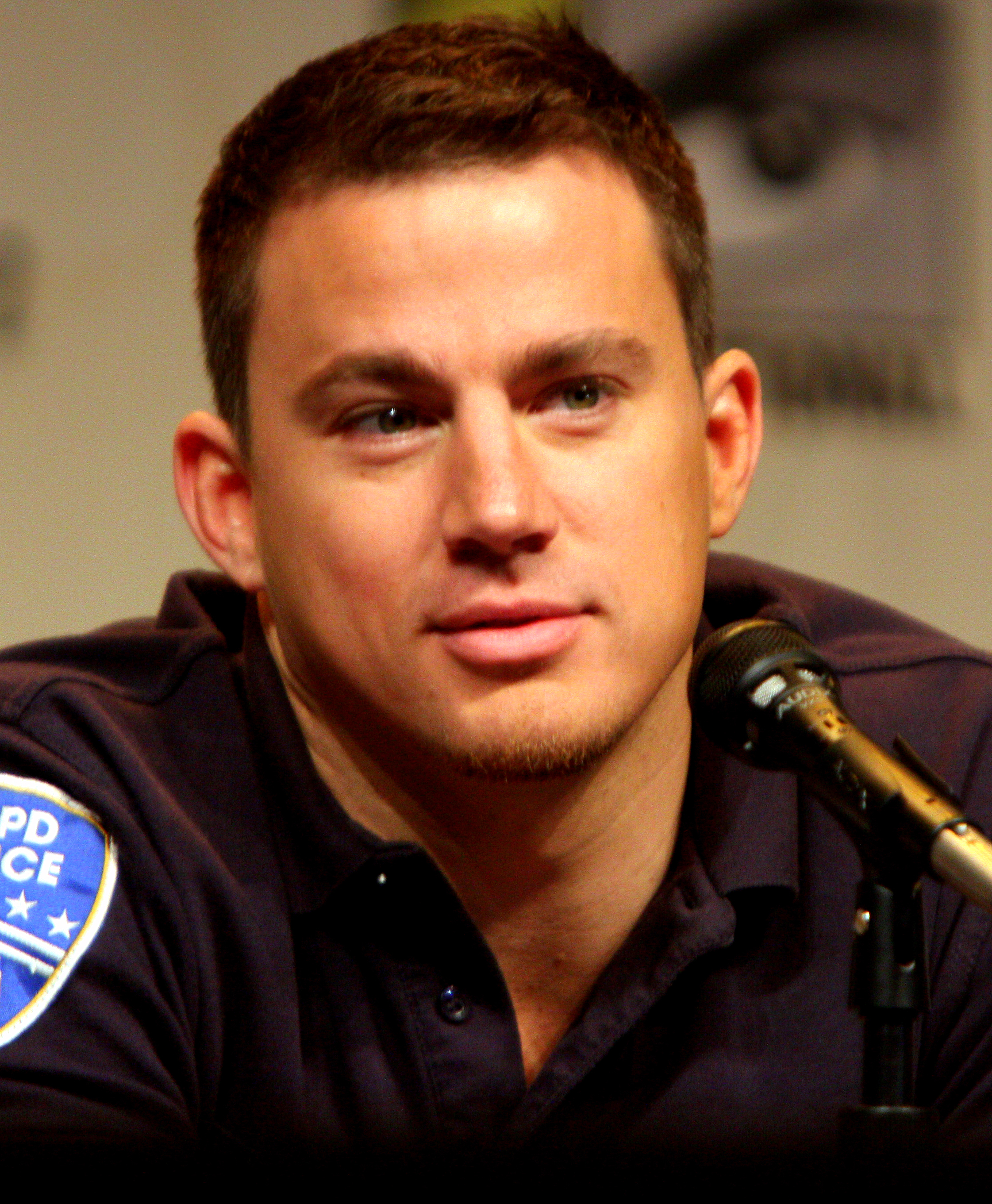
Channing Tatum

- 01. April: Danny Anclais, deutscher Handballspieler
- 01. April: Ismail Atalan, deutscher Fußballspieler und -trainer
- 01. April: James Auckland, britischer Tennisspieler
- 01. April: Agnes Avagyan, armenische Karikaturistin und Illustratorin
- 01. April: Randy Orton, US-amerikanischer Wrestler
- 02. April: Sandra Hansson, schwedische Skilangläuferin
- 02. April: Michael Mörz, österreichischer Fußballspieler
- 04. April: Johnny Borrell, britischer Sänger und Songwriter
- 04. April: Eric Steinbach, US-amerikanischer American-Football-Spieler
- 05. April: Damien Abad, französischer Politiker
- 06. April: Tommi Evilä, finnischer Sportler
- 08. April: Josep Ayala, andorranischer Fußballspieler
- 08. April: Simone Oberer, Schweizer Leichtathletin
- 08. April: Katee Sackhoff, US-amerikanische Schauspielerin
- 09. April: Clueso, deutscher Sänger und Produzent
- 09. April: Luciano Galletti, argentinischer Fußballspieler
- 09. April: Albert Hammond Jr., US-amerikanischer Musiker
- 09. April: Lee Yo-won, südkoreanische Schauspielerin
- 09. April: Len Sassaman, US-amerikanischer Programmierer († 2011)
- 09. April: Rachel Specter, US-amerikanische Schauspielerin
- 10. April: Lorenzo Fontana, italienischer Politiker
- 10. April: Gro Hammerseng-Edin, norwegische Handballspielerin
- 10. April: Charlie Hunnam, englischer Schauspieler
- 10. April: Jimmy Rosenberg, niederländischer Jazzgitarrist
- 10. April: Jiayi Shao, chinesischer Fußballspieler
- 11. April: Alexandre Anselmet, französischer Skirennläufer
- 11. April: Siggi Kautz, deutscher Schauspieler und Musiker
- 11. April: Benjamin Piwko, deutscher Kampfsportler und Schauspieler
- 12. April: Krešimir Ivanković, kroatischer Handballspieler
- 12. April: Brian McFadden, irischer Popsänger
- 12. April: Erik Mongrain, französisch-kanadischer Gitarrist und Komponist
- 13. April: Ryan Carter, US-amerikanischer Komponist
- 13. April: Jana Cova, tschechische Pornodarstellerin und Fotomodell
- 13. April: Quentin Richardson, US-amerikanischer Basketballspieler
- 14. April: Laila Nielsen, deutsch-schweizerische Schauspielerin
- 15. April: Fanny Cihlar, deutsche Feldhockeyspielerin
- 15. April: Alessija Lause, deutsche Schauspielerin
- 15. April: Ljubomir Pavlović, serbischer Handballspieler
- 15. April: Fränk Schleck, luxemburgischer Radrennfahrer
- 18. April: Rabiu Afolabi, nigerianischer Fußballspieler
- 18. April: Justin Amash, US-amerikanischer Politiker
- 18. April: Yangzom Brauen, Schweizer Schauspielerin, Autorin und Regisseurin
- 18. April: Isaak Dentler, deutscher Schauspieler und Sprecher
- 18. April: Christian Feist, deutscher Schauspieler
- 18. April: Martina Müller, deutsche Fußballspielerin
- 19. April: Jordi Escura, andorranischer Fußballspieler
- 20. April: Jasmin Wagner, deutsche Pop-Sängerin und Moderatorin
- 20. April: Vibeke Skofterud, norwegische Skilangläuferin († 2018)
- 20. April: Lee Wilkie, schottischer Fußballspieler
- 21. April: Manny Marc, deutscher DJ und Rapper
- 22. April: Alexander Dück, deutscher Eishockeyspieler
- 22. April: Nicole Grimaudo, italienische Schauspielerin
- 22. April: Andrea Jansen, Schweizer Fernsehmoderatorin
- 22. April: Nicolas Leblanc, französischer Fußballspieler
- 23. April: Taio Cruz, britischer Sänger
- 23. April: Nils Döring, deutscher Fußballspieler
- 23. April: Jürgen Schweikardt, deutscher Handballspieler, -trainer und -manager
- 23. April: Steve Wyatt, australischer Automobilrennfahrer
- 24. April: Fernando Enrique Arce Ruiz, mexikanischer Fußballspieler
- 24. April: Şener Aşkaroğlu, türkischer Fußballspieler
- 24. April: Karen Asrjan, armenischer Schachspieler († 2008)
- 24. April: Julia Hummer, deutsche Schauspielerin und Musikerin
- 24. April: Jaime Melo, brasilianischer Automobilrennfahrer
- 25. April: Alejandro Valverde, spanischer Radrennfahrer
- 26. April: Jordana Brewster, US-amerikanische Schauspielerin
- 26. April: Channing Tatum, US-amerikanischer Schauspieler
- 27. April: Michele La Rosa, italienischer Automobilrennfahrer
- 27. April: Ananda Mikola, indonesischer Automobilrennfahrer
- 27. April: Terese Pedersen, norwegische Handballspielerin
- 27. April: Marco Sullivan, US-amerikanischer Skirennläufer
- 29. April: Mohammad Amin Haidar al-Aulaqi, saudi-arabischer Fußballspieler

### Mai

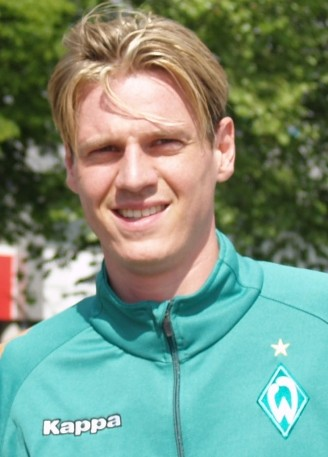
Tim Borowski

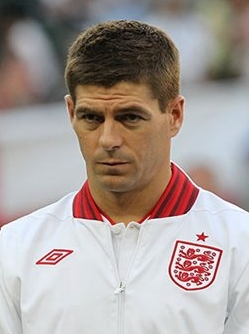
Steven Gerrard

- 01. Mai: Myriam Atz Tammerle, italienische Politikerin
- 01. Mai: Christopher Becker, deutscher Regisseur
- 01. Mai: Julija Gennadijewna Tabakowa, russische Sprinterin
- 01. Mai: Zaz (Isabelle Geffroy), französische Jazzsängerin
- 02. Mai: Tim Borowski, deutscher Fußballspieler
- 02. Mai: Nicole Süßmilch, deutsche Nachwuchssängerin
- 04. Mai: Franziska Weisz, österreichische Schauspielerin
- 05. Mai: Silvan Aegerter, Schweizer Fußballspieler
- 05. Mai: Julia Kleiter, deutsche Opernsängerin
- 05. Mai: Rebecca Rudolph, deutsche Schauspielerin
- 06. Mai: Wolke Hegenbarth, deutsche Schauspielerin
- 06. Mai: Torsten Knabel, österreichischer Fußballspieler
- 08. Mai: David Loosli, Schweizer Radrennfahrer
- 08. Mai: Michelle McManus, britische Sängerin
- 06. Mai: Ricardo Oliveira, brasilianischer Fußballspieler
- 09. Mai: Gerrie Eijlers, niederländischer Handballspieler
- 09. Mai: Grant Hackett, australischer Schwimmer
- 10. Mai: Karoline Dyhre Breivang, norwegische Handballspielerin
- 11. Mai: Nevio Passaro, deutsch-italienischer Musiker
- 12. Mai: Dmitri Anatoljewitsch Afanassenkow, russischer Eishockeyspieler
- 12. Mai: Anna Planken, deutsche Journalistin
- 12. Mai: Rishi Sunak, britischer Politiker
- 13. Mai: Preston Callander, deutsch-kanadischer Eishockeyspieler
- 14. Mai: Morten Ask, norwegischer Eishockeyspieler
- 14. Mai: Zdeněk Grygera, tschechischer Fußballspieler
- 15. Mai: Francesco Meli, italienischer Opernsänger, Tenor
- 15. Mai: O.S.T.R., polnischer Rapper
- 16. Mai: Simon Gerrans, australischer Radrennfahrer
- 16. Mai: Jens Spahn, deutscher Politiker
- 17. Mai: Ilion Lika, albanischer Fußballspieler
- 18. Mai: Ivan Jolić, bosnisch-herzegowinischer Fußballspieler
- 19. Mai: Frida Andreasson, schwedische Badmintonspielerin
- 19. Mai: Drew Fuller, US-amerikanischer Schauspieler
- 19. Mai: Dean Heffernan, australischer Fußballspieler
- 19. Mai: Moeneeb Josephs, südafrikanischer Fußballspieler
- 20. Mai: Agnes Kittelsen, norwegische Schauspielerin
- 21. Mai: Kweku Adoboli, ghanaischer Investmentbanker und Betrüger
- 21. Mai: Lasse Kopitz, deutscher Eishockeyspieler
- 21. Mai: Benoît Peschier, französischer Kanute
- 21. Mai: Chris Raab, US-amerikanischer Schauspieler
- 22. Mai: Lucy Gordon, britische Schauspielerin († 2009)
- 22. Mai: Róbert Gunnarsson, isländischer Handballspieler und -trainer
- 25. Mai: Alex Hofmann, deutscher Motorradrennfahrer
- 25. Mai: Santiago Saitta, argentinischer Komponist und Musikpädagoge
- 27. Mai: Andreas Blank, deutscher Handballspieler
- 27. Mai: Maryan Hary, französischer Radrennfahrer
- 27. Mai: Adam Hauser, US-amerikanischer Eishockeyspieler
- 27. Mai: Stephen Miller, britischer Leichtathlet im Behindertensport
- 28. Mai: Olivier Thomert, französischer Fußballspieler
- 29. Mai: Thomas Antonic, österreichischer Literaturwissenschaftler, Autor und Musiker
- 29. Mai: Ernesto Antonio Farías, argentinischer Fußballspieler
- 29. Mai: Dagmar Geppert, deutsche Schauspielerin
- 30. Mai: Dela Dabulamanzi, deutsche Schauspielerin und Sprecherin
- 30. Mai: Steven Gerrard, englischer Fußballspieler
- 30. Mai: Remy Ma, US-amerikanische Rapperin
- 30. Mai: Joachim Standfest, österreichischer Fußballspieler
- 30. Mai: Eduard Trojanowski, russischer Boxer im Halbweltergewicht und aktueller ungeschlagener Weltmeister der IBF
- 31. Mai: Johnny Aubert, französischer Motocross- und Endurosportler
- 31. Mai: Dirk Caspers, deutscher Fußballspieler
- 31. Mai: Andrew John Hurley, US-amerikanischer Schlagzeuger
- 31. Mai: Georgia Lara, griechische Wasserballspielerin

### Juni

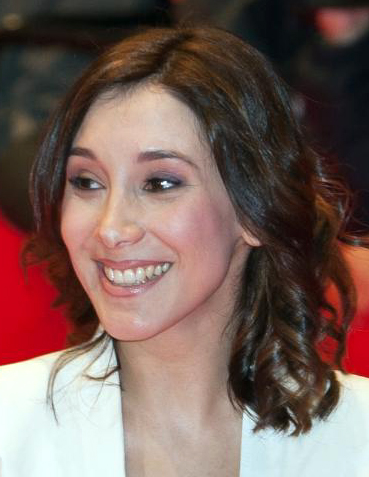
Sibel Kekilli

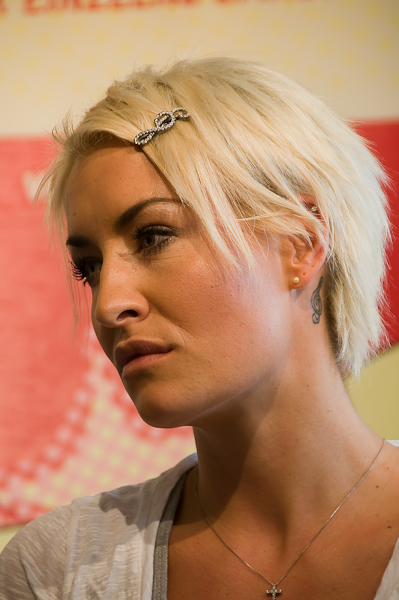
Sarah Connor

- 01. Juni: Franziska Drohsel, deutsche Politikerin
- 03. Juni: Tamim bin Hamad Al Thani, Emir von Katar
- 03. Juni: Amauri, brasilianischer Fußballspieler
- 03. Juni: Kum-ae An, nordkoreanische Judoka
- 03. Juni: Mette Blak Melgaard, dänische Handballspielerin
- 03. Juni: Christian Martin Schäfer, Schweizer Schauspieler
- 04. Juni: Håvard Augensen, norwegischer Handballspieler
- 05. Juni: Rik De Voest, südafrikanischer Tennisspieler
- 05. Juni: Antonio García, spanischer Automobilrennfahrer
- 06. Juni: Lauren Anderson, US-amerikanisches Model
- 06. Juni: Sven Knoll, Südtiroler Politiker
- 07. Juni: Mika Anjō, japanische Badmintonspielerin
- 09. Juni: Navíd Akhavan, deutsch-iranischer Schauspieler
- 10. Juni: Martin Sichert, deutscher Politiker
- 10. Juni: Nicole Söder, deutsche Fußballspielerin
- 11. Juni: Jennifer L. Armentrout, US-amerikanische Autorin
- 11. Juni: Krzysztof Kciuk, polnischer Dartspieler
- 12. Juni: Néstor Martín Aquino, uruguayischer Straßenradrennfahrer
- 12. Juni: Karel Novy, Schweizer Schwimmer
- 12. Juni: Rogério, brasilianischer Fußballspieler
- 12. Juni: Andreas Thiele, deutscher Schauspieler
- 13. Juni: Sarah Connor, deutsche Sängerin
- 13. Juni: Benny Greb, deutscher Schlagzeuger
- 13. Juni: Florent Malouda, französischer Fußballspieler
- 13. Juni: Markus Winkelhock, deutscher Automobilrennfahrer
- 14. Juni: Seb Castang, britischer Schauspieler
- 15. Juni: Mary Carey, US-amerikanisches Model, Pornodarstellerin und Politikerin
- 15. Juni: Chris Cook, US-amerikanischer Skilangläufer
- 15. Juni: Silke Meier, deutsche Handballspielerin
- 15. Juni: Julian Reichelt, deutscher Journalist
- 15. Juni: Iker Romero, spanischer Handballspieler und -trainer
- 16. Juni: Thijs Al, niederländischer Radrennfahrer
- 16. Juni: Brad Gushue, kanadischer Curler
- 16. Juni: Sibel Kekilli, deutsche Filmschauspielerin
- 16. Juni: Martin Stranzl, österreichischer Fußballspieler
- 17. Juni: Branko Tomović, deutscher Schauspieler
- 17. Juni: Venus Williams, US-amerikanische Tennisspielerin
- 17. Juni: Bojan Zajić, serbischer Fußballspieler
- 18. Juni: Musa Audu, nigerianischer Sprinter
- 19. Juni: Milka Loff Fernandes, deutsche Fernsehmoderatorin und Schauspielerin
- 19. Juni: Robbie Neilson, schottischer Fußballspieler
- 20. Juni: Nina Aigner, österreichische Fußballspielerin
- 20. Juni: Franco Semioli, italienischer Fußballspieler
- 20. Juni: Vignir Svavarsson, isländischer Handballspieler
- 20. Juni: Fabian Wegmann, deutscher Radrennfahrer
- 21. Juni: J. T. Holmes, US-amerikanischer Extremskifahrer, Basejumper und Stuntman
- 21. Juni: Richard Jefferson, US-amerikanischer Basketballspieler
- 21. Juni: Gerard de Rooy, niederländischer Rennfahrer und Unternehmer
- 22. Juni: Davy Arnaud, US-amerikanischer Fußballspieler
- 22. Juni: Stephanie Jacobsen, australische Schauspielerin
- 22. Juni: Xavier Maassen, niederländischer Automobilrennfahrer
- 23. Juni: David Emil Andersen, australischer Basketballspieler
- 23. Juni: Peter Arnesson, schwedischer Ski-Orientierungsläufer
- 23. Juni: Sibel Arslan, schweizerische Juristin und Politikerin
- 23. Juni: Michele Bartyan, italienischer Automobilrennfahrer
- 23. Juni: Massimilian Porcello, deutsch-italienischer Fußballspieler
- 23. Juni: Dustin Semmelrogge, deutscher Schauspieler
- 24. Juni: John Bryant Davila, US-amerikanischer Schauspieler
- 25. Juni: Pilar Abella, spanische Schauspielerin
- 25. Juni: Shannon Lucio, US-amerikanische Schauspielerin
- 25. Juni: Robert Müller, deutscher Eishockeyspieler († 2009)
- 26. Juni: Dustin Dollin, australischer Skateboarder
- 26. Juni: Michael Vick, US-amerikanischer American-Football-Spieler
- 27. Juni: Hugo Armando Campagnaro, argentinischer Fußballspieler
- 27. Juni: Sergei Wassiljewitsch Choroschun, russischer Eishockeytorwart
- 27. Juni: Pauline Knof, deutsche Schauspielerin
- 27. Juni: Naoki Yokomizo, japanischer Autorennfahrer
- 28. Juni: Johntá Austin, US-amerikanischer Songwriter, Arrangeur, Produzent und Sänger
- 28. Juni: Maurizio Domizzi, italienischer Fußballspieler
- 28. Juni: Monika Mularczyk, polnische Fußballschiedsrichterin
- 28. Juni: Roi Reinshreiber, israelischer Fußballschiedsrichter
- 29. Juni: James Courtney, australischer Rennfahrer
- 30. Juni: Ramsi Aliani, deutsch-tunesischer Sänger, Songschreiber und Produzent
- 30. Juni: Adil Annani, marokkanischer Marathonläufer
- 30. Juni: Rade Prica, schwedischer Fußballspieler

### Juli

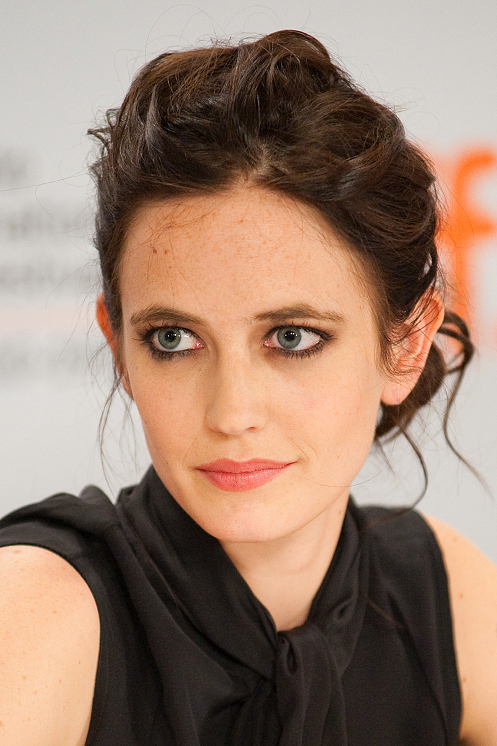
Eva Green

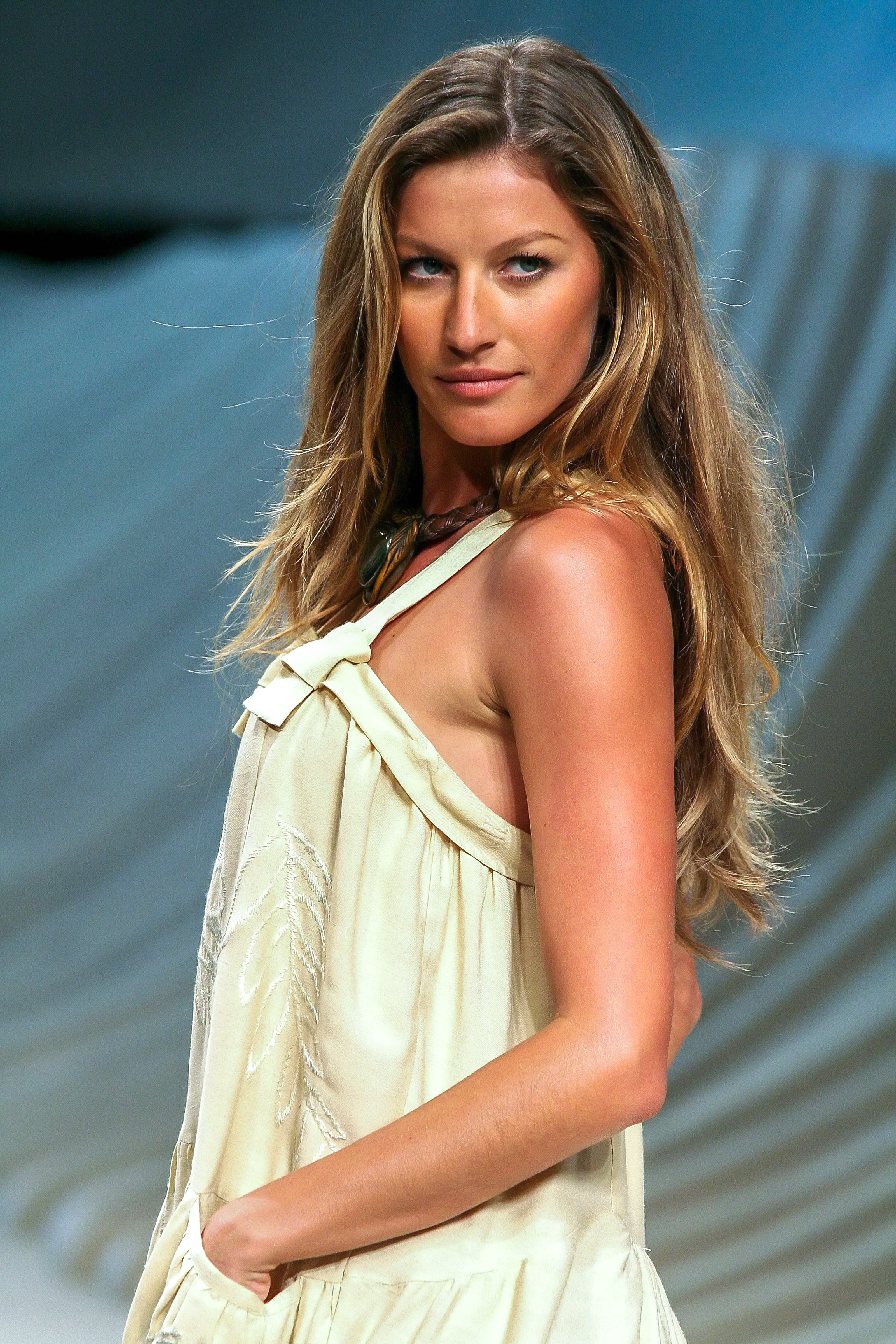
Gisele Bündchen

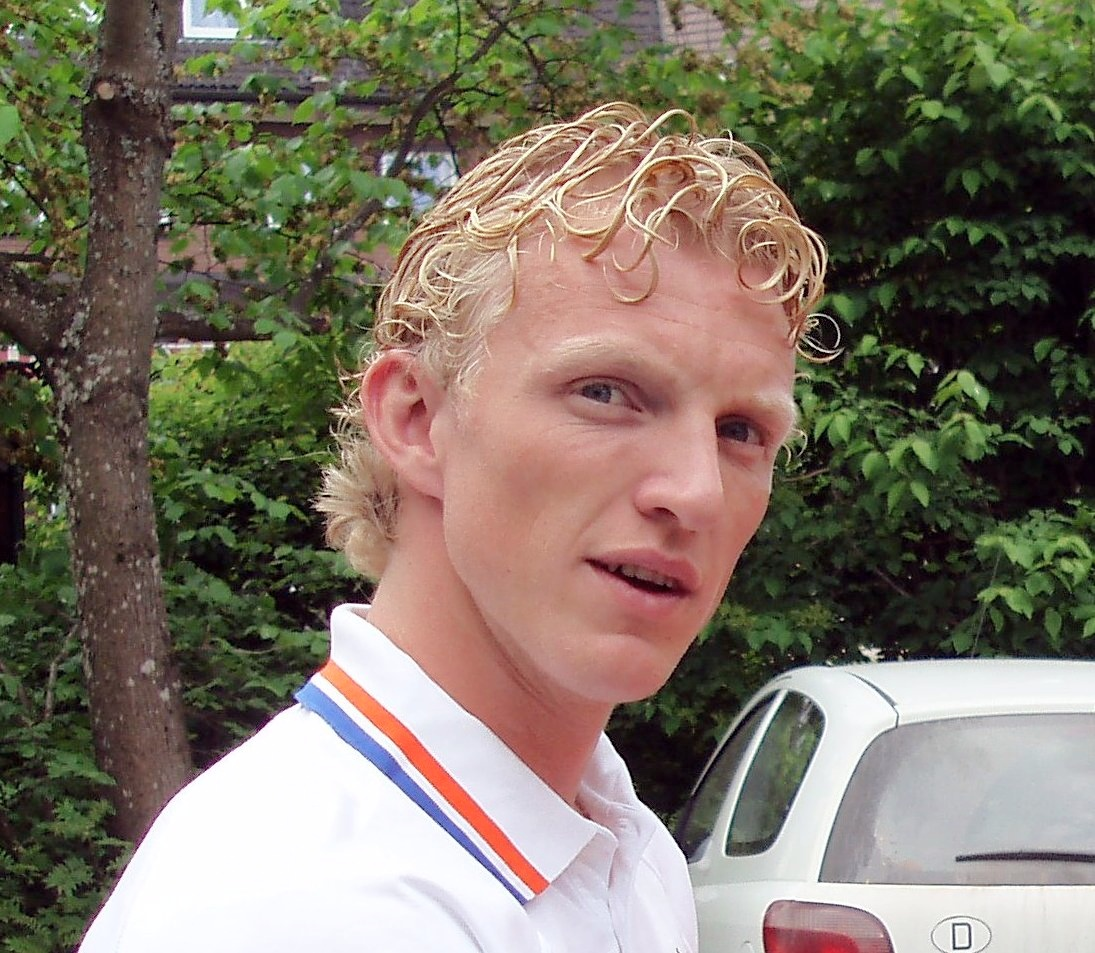
Dirk Kuyt

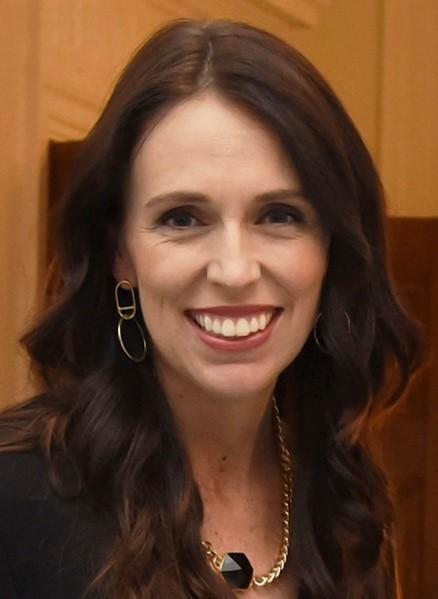
Jacinda Ardern

- 01. Juli: Patrick Aufiero, US-amerikanischer Eishockeyspieler
- 01. Juli: Robert Lechleiter, deutscher Fußballspieler
- 02. Juli: Jiří Homola, tschechischer Fußballspieler
- 02. Juli: Alexander Petersson, lettisch-isländischer Handballspieler
- 03. Juli: Dawn Askin, kanadische Curlerin
- 03. Juli: Tatjana Logunowa, russische Degen-Fechterin und Olympiasiegerin
- 03. Juli: Olivia Munn, US-amerikanische Schauspielerin und Fernsehmoderatorin
- 03. Juli: Roland Mark Schoeman, südafrikanischer Schwimmer
- 03. Juli: Birgit Thumm, deutsche Volleyballspielerin
- 04. Juli: Alpa Gun, deutscher Rapper
- 04. Juli: Marc Lieb, deutscher Automobilrennfahrer
- 05. Juli: Carsten Sträßer, deutscher Fußballspieler
- 06. Juli: Pau Gasol, spanischer Basketballspieler
- 06. Juli: Eva Green, französische Schauspielerin
- 06. Juli: Joell Ortiz, US-amerikanischer Rapper
- 06. Juli: Madleen Wilder, deutsche Fußballspielerin
- 06. Juli: Demorrio Williams, US-amerikanischer American-Football-Spieler
- 06. Juli: Tanja Wörle, deutsche Fußballspielerin
- 07. Juli: Peter Abstreiter, deutscher Eishockeyspieler
- 07. Juli: Michelle Kwan, US-amerikanische Eiskunstläuferin
- 07. Juli: Beren Tuna, deutsche Schauspielerin und Regisseurin
- 08. Juli: Robbie Keane, irischer Fußballspieler
- 09. Juli: Selvin De León, belizischer Fußballspieler
- 09. Juli: Roman Roth, deutscher Schauspieler und Sprecher
- 10. Juli: Ezequiel González, argentinischer Fußballspieler
- 10. Juli: Bruno Magalhães, portugiesischer Rallyefahrer
- 10. Juli: Jessica Simpson, US-amerikanische Popsängerin und Schauspielerin
- 11. Juli: Christina Kampmann, deutsche Politikerin
- 12. Juli: Tan Çağlar, deutsch-türkischer Comedian, Schauspieler, Moderator und Model
- 12. Juli: Johanna Klum, deutsche TV-Moderatorin und Sängerin
- 12. Juli: Katherine Legge, britische Rennfahrerin
- 13. Juli: Tatiele Silveira, brasilianische Fußballtrainerin
- 13. Juli: Sascha Vogt, deutscher Politiker
- 14. Juli: Christian Dingert, deutscher Fußballschiedsrichter
- 15. Juli: Jordi Rubio Benet, andorranischer Fußballspieler
- 15. Juli: Jasper Pääkkönen, finnischer Schauspieler
- 16. Juli: Swetlana Feofanowa, russische Leichtathletin
- 16. Juli: Jesse Jane, US-amerikanische Pornodarstellerin und Fotomodell († 2024)
- 17. Juli: Emil Rosenow Angelow, bulgarischer Fußballspieler
- 17. Juli: Rashid Ramzi, marokkanischer Leichtathlet
- 17. Juli: José Gustavo Sand, argentinischer Fußballspieler
- 18. Juli: Tom Arthurs, britischer Jazzmusiker
- 18. Juli: Kristen Bell, US-amerikanische Schauspielerin
- 18. Juli: Bobby Henderson, US-amerikanischer Autor, Physiker und Erfinder des Fliegenden Spaghettimonsters
- 18. Juli: Katja Rosin, deutsche Schauspielerin
- 19. Juli: Giorgio Mondini, Schweizer Rennfahrer
- 20. Juli: Morten Ågheim, norwegischer Skispringer († 2017)
- 20. Juli: Éric Akoto, togoischer Fußballspieler
- 20. Juli: Gisele Bündchen, brasilianisches Mannequin und Fotomodell
- 20. Juli: Gary Johnson, britischer Motorradrennfahrer
- 22. Juli: Clemens Arvay, österreichischer Sachbuchautor († 2023)
- 22. Juli: Scott Dixon, neuseeländischer Rennfahrer
- 22. Juli: Dirk Kuyt, niederländischer Fußballspieler
- 22. Juli: Marco Marchionni, italienischer Fußballspieler
- 22. Juli: Kate Ryan, belgische Sängerin
- 23. Juli: Mariana Kautz, deutsche Eiskunstläuferin
- 23. Juli: Michelle Williams, US-amerikanische R&B- und Gospelsängerin
- 25. Juli: Peter Riis Andersen, dänischer Radrennfahrer
- 25. Juli: Du-Ri Cha, koreanischer Fußballspieler
- 25. Juli: Dmitry Svetushkin, moldauischer Schachgroßmeister († 2020)
- 26. Juli: Jacinda Ardern, neuseeländische Politikerin, Premierministerin
- 27. Juli: Jessi Combs, US-amerikanische Automobilrennfahrerin († 2019)
- 27. Juli: Allan Davis, australischer Radrennfahrer
- 29. Juli: Fernando González, chilenischer Tennisspieler
- 29. Juli: Daniel Rakete Siegel, deutscher Filmregisseur
- 30. Juli: Wojtek Czyz, deutscher Leichtathlet (Paralympics-Sieger)
- 30. Juli: Sasa Todosijevic, schwedischer Handballspieler
- 31. Juli: Rina Aiuchi, japanische J-Pop-Sängerin
- 31. Juli: Vinícius Bergantin, brasilianisch-italienischer Fußballspieler
- 31. Juli: Maciej Dmytruszyński, polnischer Handballspieler
- 31. Juli: Jiří Fischer, tschechischer Eishockeyspieler
- 31. Juli: Mikko Hirvonen, finnischer Rallyefahrer
- 00. Juli: Sami Yusuf, britischer Sänger, Komponist und Musiker

### August

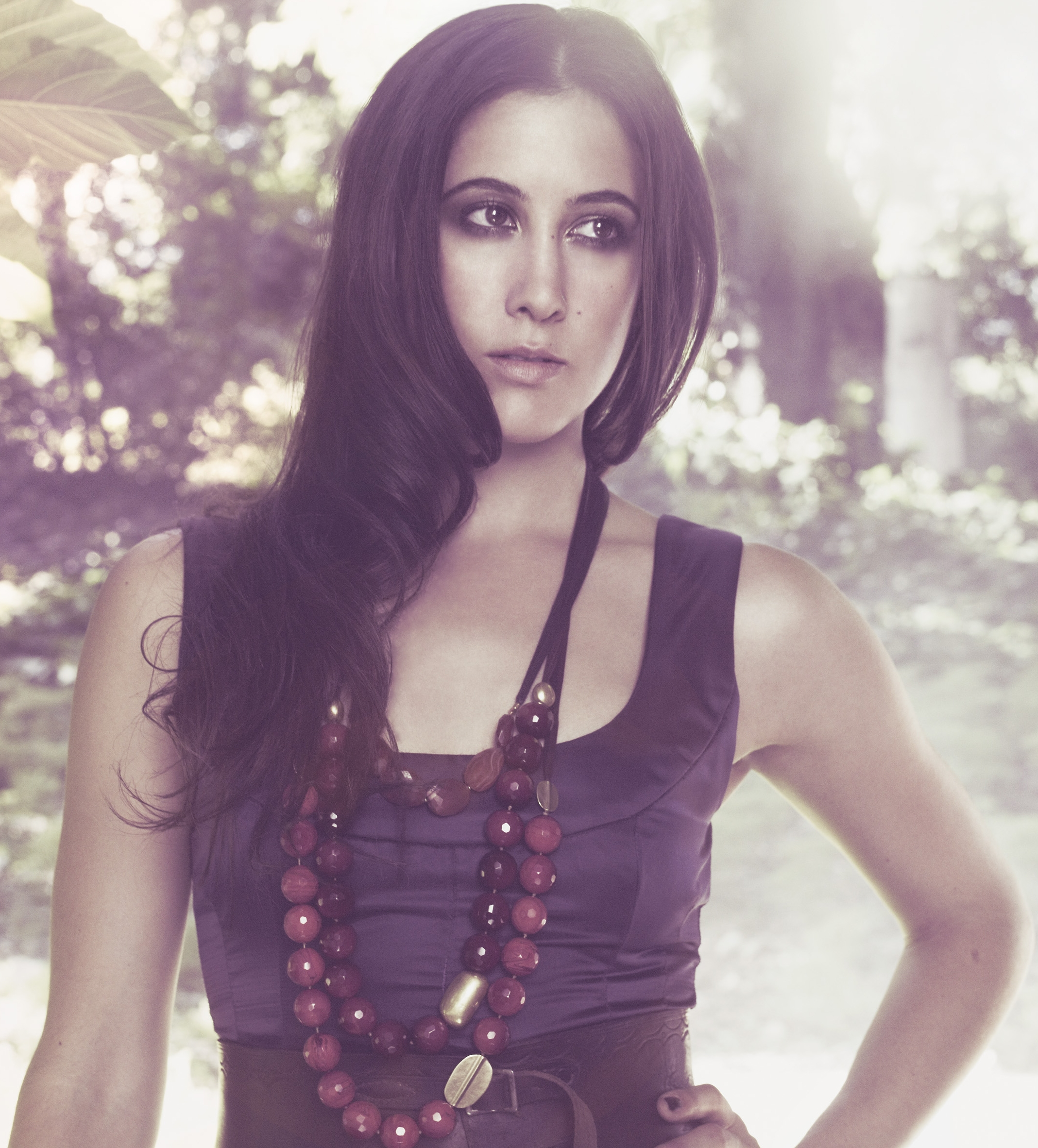
Vanessa Carlton

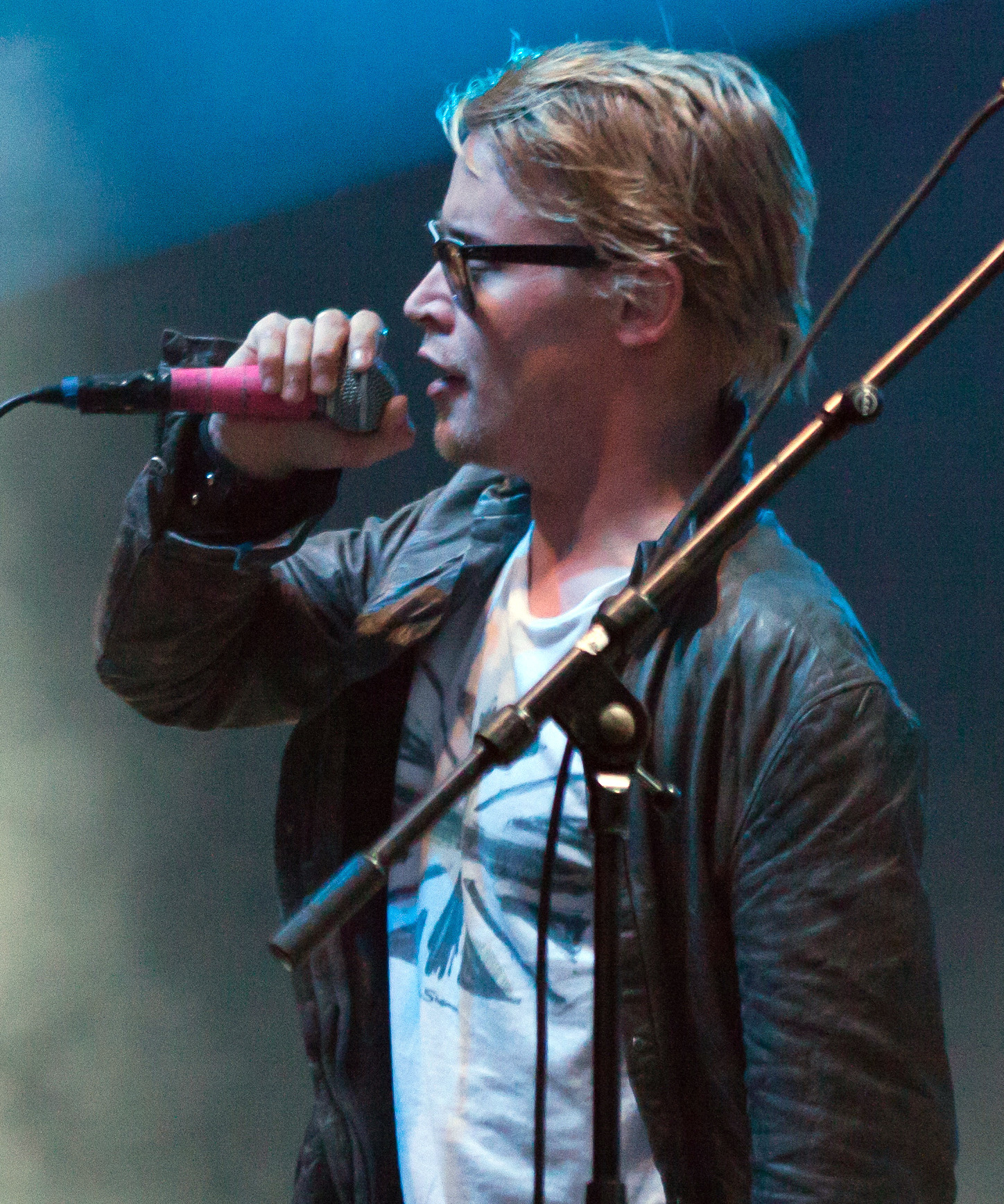
Macaulay Culkin

- 01. August: Sylvain Armand, französischer Fußballspieler
- 01. August: Romain Barras, französischer Zehnkämpfer
- 01. August: Takashi Kogure, japanischer Rennfahrer
- 02. August: Charlotte und Julie Bonaventura, französische Handballschiedsrichterinnen
- 03. August: Nadia Ali, pakistanisch-US-amerikanische Singer-Songwriterin
- 04. August: Fabian Döttling, deutscher Schachspieler
- 04. August: Benjamin Köhler, deutscher Fußballspieler
- 05. August: Juliana Ferreira Braga de Aquino, brasilianische Musicaldarstellerin († 2009)
- 05. August: Wayne Bridge, englischer Fußballspieler
- 05. August: Jason Culina, australischer Fußballspieler
- 05. August: Aleksandar Mitreski, mazedonischer Fußballspieler
- 05. August: Eduardo Ribeiro dos Santos, brasilianischer Fußballspieler
- 06. August: Sergey Antonyuk, israelischer Badmintonspieler
- 06. August: Gabriele Bosisio, italienischer Radrennfahrer
- 06. August: Roman Weidenfeller, deutscher Fußballspieler
- 07. August: Chetan Anand Buradagunta, indischer Badmintonspieler
- 07. August: Shane Moody-Orio, belizischer Fußballspieler
- 08. August: Luca Agamennoni, italienischer Ruderer
- 08. August: Matthew Allan Kemp, australischer Fußballspieler
- 09. August: Franziska Stawitz, deutsche Radiojournalistin
- 09. August: Aleksandr Tadewosjan, armenischer Fußballspieler
- 10. August: Roxanne McKee, britische Schauspielerin und Model
- 11. August: Monika Pyrek, polnische Leichtathletin
- 11. August: Merritt Wever, US-amerikanische Schauspielerin
- 12. August: Jessica Ginkel, deutsche Schauspielerin
- 12. August: Dominique Swain, US-amerikanische Schauspielerin
- 14. August: China, brasilianischer Fußballspieler
- 15. August: Giampaolo Caruso, italienischer Radrennfahrer
- 15. August: Natalie Press, britische Schauspielerin
- 16. August: Julien Absalon, französischer Mountainbiker
- 16. August: Georgy Arsumanjan, armenischer Schachspieler
- 16. August: Vanessa Carlton, US-amerikanische Pop-Sängerin und Pianistin
- 16. August: Linda Chang, deutsche Schauspielerin
- 16. August: Denise Karbon, italienische Ski-Rennfahrerin
- 16. August: Rob Nguyen, australischer Rennfahrer
- 17. August: Doris Golpashin, österreichische Fernsehmoderatorin und Schauspielerin
- 17. August: Jan Kromkamp, niederländischer Fußballspieler
- 18. August: Esteban Cambiasso, argentinischer Fußballspieler
- 18. August: Emir Spahić, bosnisch-herzegowinischer Fußballspieler
- 18. August: Marcel Šterbák, slowakischer Eishockeyspieler
- 19. August: Wiebke Binder, deutsche Fernsehmoderatorin
- 20. August: Samuel Dumoulin, französischer Radrennfahrer
- 21. August: Emir Kurtagic, deutscher Handballspieler und -trainer
- 22. August: Roland Benschneider, deutscher Fußballspieler
- 22. August: Zsófia Boros, ungarische Gitarristin
- 24. August: Rachael Carpani, australische Schauspielerin
- 25. August: Ève Angeli, französische Sängerin
- 25. August: T. J. Bell, US-amerikanischer Automobilrennfahrer
- 26. August: Macaulay Culkin, US-amerikanischer Schauspieler
- 26. August: Jenny Hansson, schwedische Skilangläuferin
- 26. August: Chris Pine, US-amerikanischer Schauspieler
- 27. August: Sarah Christ, deutsch-australische Harfenistin
- 27. August: Caroline Hanke, deutsche Schauspielerin
- 28. August: Gemma Arró Ribot, spanische Skibergsteigerin
- 29. August: Perdita Felicien, kanadische Leichtathletin
- 29. August: William Levy, kubanischer Schauspieler
- 29. August: Faiz Mangat, deutscher Popsänger
- 30. August: Safet Nadarević, bosnisch-herzegowinischer Fußballspieler
- 30. August: Krisztián Szollár, ungarischer Fußballspieler
- 31. August: Joe Budden, US-amerikanischer Rapper
- 31. August: Nikola Prce, bosnisch-herzegowinischer Handballspieler

### September

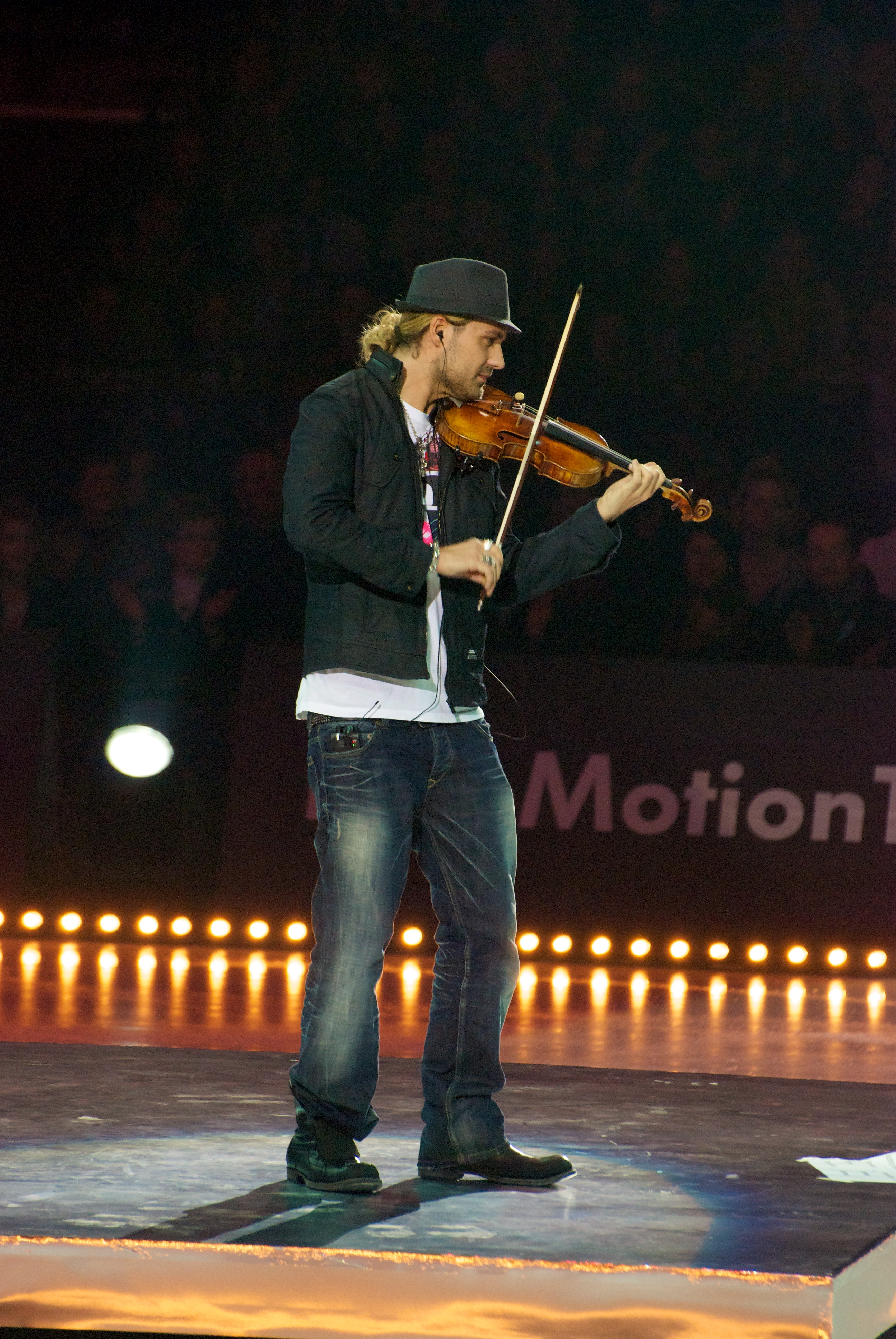
David Garrett

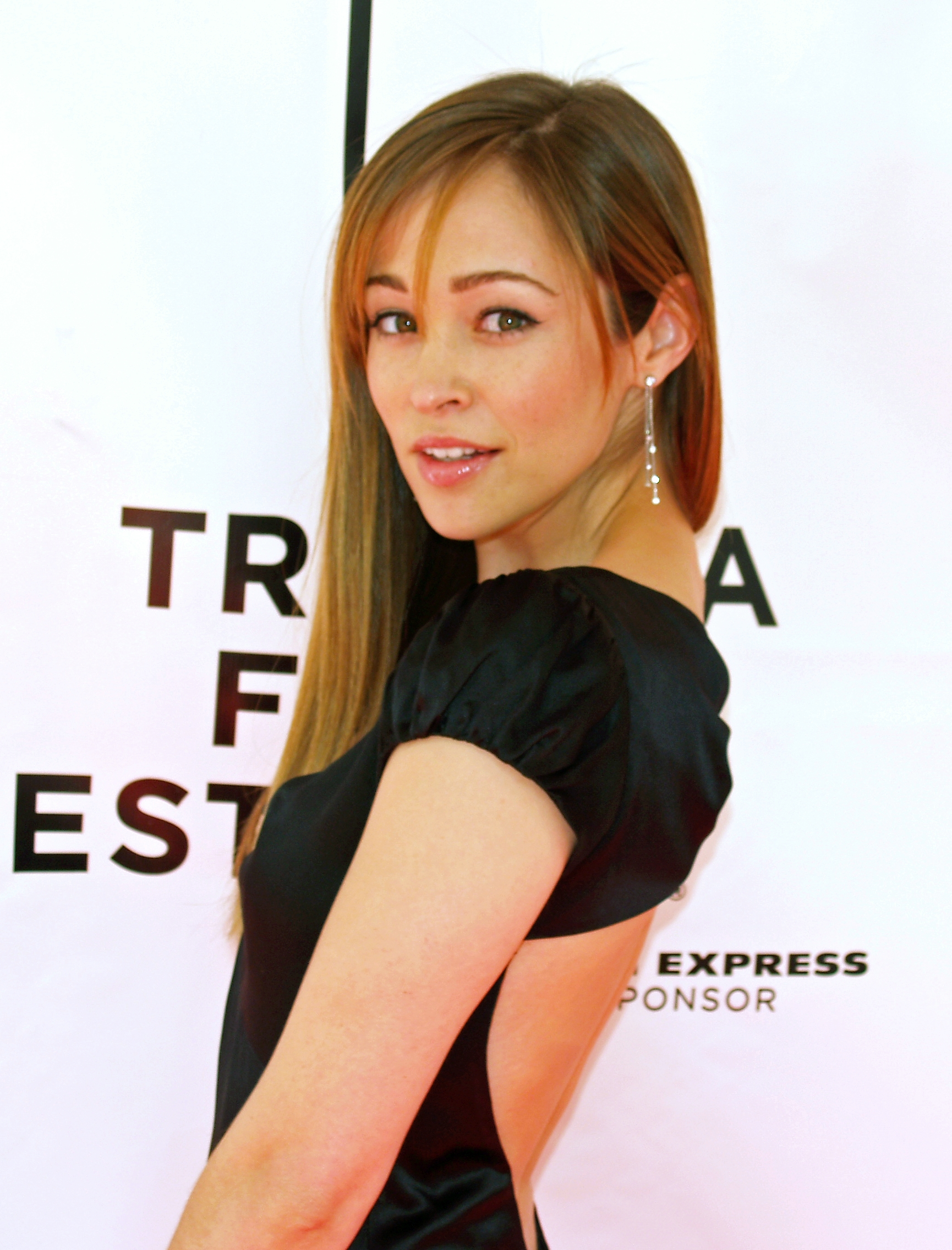
Autumn Reeser

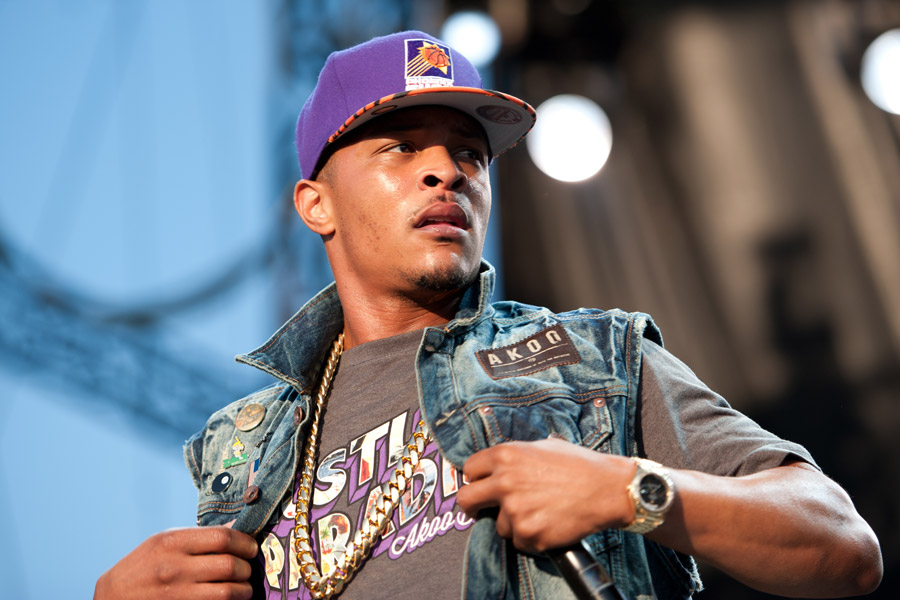
T.I.

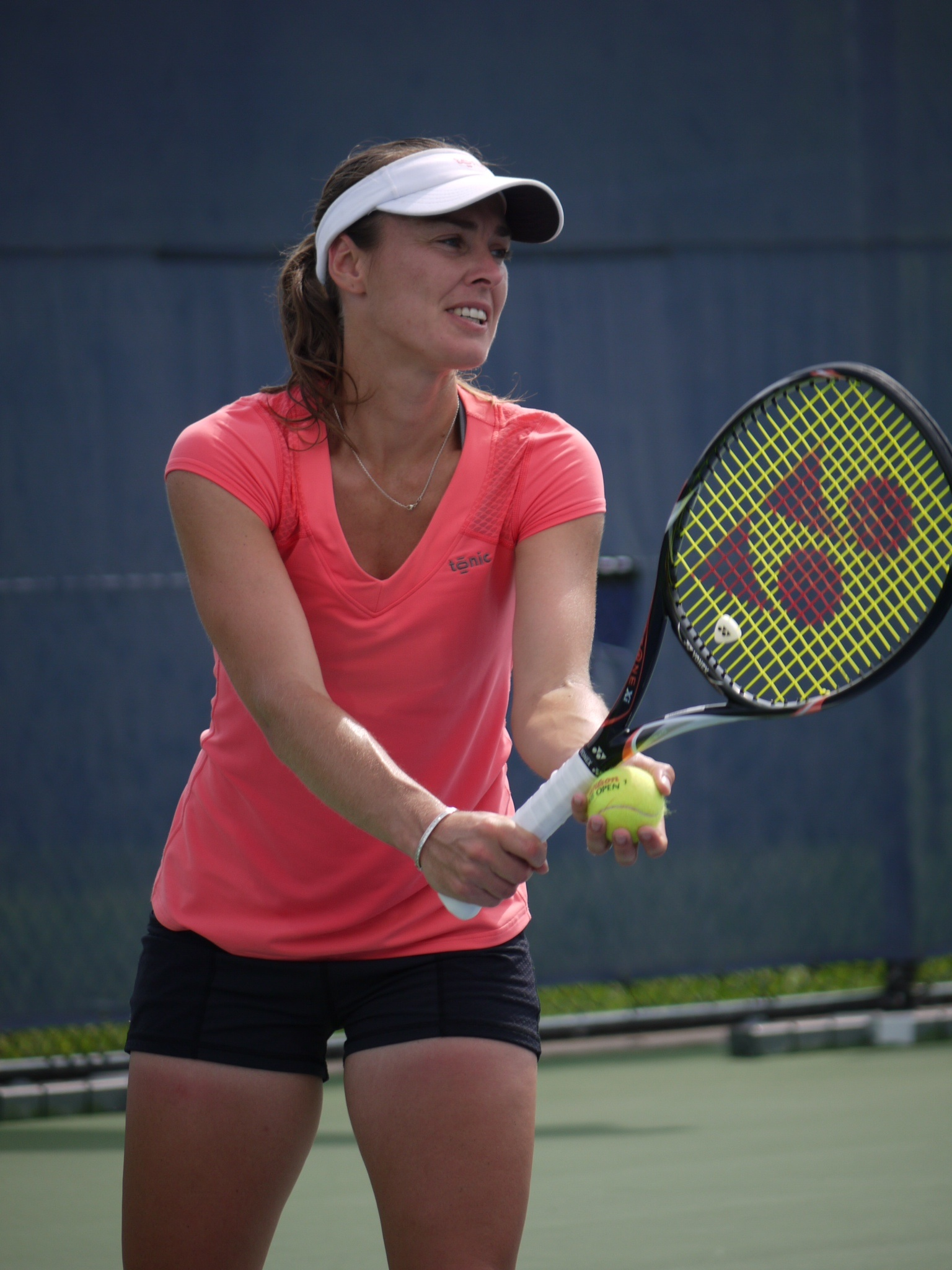
Martina Hingis

- 01. September: Sammy Adjei, ghanaischer Fußballspieler
- 01. September: Chris Riggott, englischer Fußballspieler
- 02. September: Mohama Zanzan Atte-Oudeyi, togolesischer Fußballspieler
- 02. September: Christiane Bärwald, deutsche Schauspielerin
- 02. September: Joey Goebel, US-amerikanischer Autor
- 02. September: Simone Kuhn, Schweizer Beachvolleyballspielerin
- 02. September: Danny Shittu, nigerianischer Fußballspieler
- 02. September: Hiroki/Daiki Yoshimoto, japanischer Automobilrennfahrer und Rocksänger
- 03. September: Stefan Buck, deutscher Fußballspieler
- 03. September: Jason McCaslin, kanadischer Musiker
- 03. September: Carsten Rothenbach, deutscher Fußballspieler
- 04. September: Zachary Abel, US-amerikanischer Schauspieler
- 04. September: David Garrett, deutsch-US-amerikanischer Violinist
- 04. September: Cem İslamoğlu, deutsch-türkischer Fußballspieler
- 06. September: Clemens Doppler, österreichischer Volleyballspieler
- 06. September: Kristian Kjelling, norwegischer Handballspieler
- 07. September: Emre Belözoğlu, türkischer Fußballspieler
- 07. September: Sara Carrigan, australische Radrennfahrerin
- 07. September: Dayan Kodua, deutsche Schauspielerin
- 07. September: Gabriel Alejandro Milito, argentinischer Fußballspieler
- 07. September: Rikke Skov, dänische Handballspielerin
- 08. September: Bernard Goumou, guineischer Manager, Wirtschaftsprüfer und Premierminister
- 08. September: Mbulaeni Mulaudzi, südafrikanischer Mittelstreckenläufer († 2014)
- 08. September: Thomas Panke, deutscher Webvideoproduzent und Einzelhändler
- 08. September: Daniel Steiner, Schweizer Eishockeyspieler
- 08. September: Slim Thug, US-amerikanischer Rapper
- 08. September: Cathrin Schlüter, deutsche Volleyballspielerin
- 09. September: Ragnhild Aamodt, norwegische Handballspielerin
- 09. September: Isabelle Caro, französisches Model († 2010)
- 09. September: Steffen Hofmann, deutscher Fußballspieler
- 09. September: Jani Liimatainen, finnischer Gitarrist
- 09. September: Michelle Williams, US-amerikanische Schauspielerin
- 10. September: Doğan Seyfi Atlı, türkischer Fußballspieler († 2001)
- 10. September: Roger Mason, US-amerikanischer Basketballspieler
- 10. September: Manuel Schmitt, deutscher Regisseur, Drehbuchautor, Programmierer, Spieleentwickler und Let’s Player (SgtRumpel)
- 10. September: Halime Yıldız, türkische Badmintonspielerin
- 11. September: Antonio Pizzonia, brasilianischer Formel-1-Rennfahrer
- 12. September: Roda Antar, libanesischer Fußballspieler
- 12. September: Yao Ming, chinesischer Basketballspieler
- 12. September: Christina Zerbe, deutsche Fußballspielerin
- 13. September: Keith Joseph Andrews, irischer Fußballspieler
- 13. September: Nicky Salapu, amerikanisch-samoanischer Fußballtorhüter
- 14. September: Marcel Queckemeyer, deutscher Industriekaufmann und Politiker
- 14. September: Ivan Radeljić, bosnisch-herzegowinischer Fußballspieler
- 14. September: Jonas Rohrmann, deutscher Schauspieler
- 15. September: David Diehl, US-amerikanischer American-Football-Spieler
- 15. September: Laila Alina Reischer, österreichische Schauspielerin, Drehbuchautorin und Regisseurin
- 17. September: Pavel Košťál, tschechischer Fußballspieler
- 18. September: Ilan Araújo, brasilianisch-italienischer Fußballspieler
- 18. September: Amevou-Ludovic Assemoassa, togoischer Fußballspieler
- 18. September: Carolin Hingst, deutsche Leichtathletin
- 20. September: Christoph Giesa, deutscher Kolumnist, Publizist und Strategieberater
- 20. September: Wladimir Alexandrowitsch Karpez, russischer Radsportler
- 20. September: Igor Vori, kroatischer Handballspieler und -trainer
- 21. September: Ralf Bader, deutscher Handballspieler
- 21. September: Kareena Kapoor, indische Filmschauspielerin
- 21. September: Henriette Mikkelsen, dänische Handballspielerin
- 21. September: Autumn Reeser, US-amerikanische Schauspielerin
- 21. September: Tomas Scheckter, südafrikanischer Rennfahrer
- 22. September: Timo Antila, finnischer Biathlet
- 22. September: Florian Grünberger, österreichischer Politiker
- 23. September: Silvio Adzic, deutscher Fußballspieler
- 24. September: Sebastian Achilles, deutscher Schauspieler
- 24. September: Daniele Bennati, italienischer Radrennfahrer
- 24. September: Diederik Boer, niederländischer Fußballspieler
- 24. September: Petri Pasanen, finnischer Fußballspieler
- 24. September: Sebastian Pelzer, deutscher Fußballspieler
- 24. September: Tanit Phoenix, südafrikanisches Model und Schauspielerin
- 24. September: Nicholas Reinke, deutsch-britischer Schauspieler
- 25. September: T.I., US-amerikanischer Rapper
- 25. September: Matej Jug, slowenischer Fußballschiedsrichter
- 26. September: Patrick Friesacher, österreichischer Rennfahrer
- 26. September: Lars-Uwe Lang, deutscher Handballspieler
- 26. September: Sarah-Lavinia Schmidbauer, deutsche Schauspielerin
- 27. September: Asashōryū Akinori, mongolischer Sumōkämpfer
- 27. September: Elvin Beqiri, albanischer Fußballspieler
- 27. September: Olivier Kapo, französischer Fußballspieler
- 29. September: Emily Lima, brasilianische Fußballtrainerin
- 29. September: Josephine Schmidt, deutsche Schauspielerin und Synchronsprecherin
- 30. September: Roland Bonjour, Schweizer Schauspieler
- 30. September: Dante Guimarães Amaral, brasilianischer Volleyballspieler
- 30. September: Stefan Lindemann, deutscher Eiskunstläufer
- 30. September: Martina Hingis, Schweizer Tennisspielerin

### Oktober
- 03. Oktober: Ryan Hardwick, US-amerikanischer Autorennfahrer
- 03. Oktober: Daniel O’Donoghue, irischer Sänger
- 03. Oktober: Ivan Turina, kroatischer Fußballspieler († 2013)
- 04. Oktober: Giovanni Federico, italienischer Fußballspieler
- 04. Oktober: Ahmed Reda Madouni, algerischer Fußballspieler
- 04. Oktober: Tomáš Rosický, tschechischer Fußballspieler
- 05. Oktober: Damir Doborac, bosnischer Handballspieler
- 05. Oktober: James Toseland, englischer Motorradrennfahrer
- 06. Oktober: Sonja Beißwenger, deutsche Schauspielerin
- 07. Oktober: Şirvan-Latifah Çakici, deutsche Politikerin (Die Linke)
- 07. Oktober: Marjan Shaki, deutsche Musicaldarstellerin
- 07. Oktober: Alessandro Talotti, italienischer Leichtathlet († 2021)
- 08. Oktober: Jakob Augustsson, schwedischer Fußballspieler
- 08. Oktober: Kasper Bøgelund, dänischer Fußballspieler
- 08. Oktober: Mike Scifres, US-amerikanischer American-Football-Spieler
- 09. Oktober: Fabio dos Santos Barbosa, brasilianischer Fußballspieler
- 10. Oktober: Julie Pomagalski, französische Snowboarderin († 2021)
- 12. Oktober: Nadseja Astaptschuk, belarussische Kugelstoßerin
- 12. Oktober: Ledley King, englischer Fußballspieler
- 12. Oktober: Graciete Santana, brasilianischer Marathonläuferin († 2021)
- 13. Oktober: Ashanti Douglas, US-amerikanische Sängerin
- 14. Oktober: Paul Ambrossi, ecuadorianischer Fußballspieler
- 14. Oktober: Daniel Boschmann, deutscher Moderator
- 14. Oktober: Jens Bürkle, deutscher Handballspieler
- 14. Oktober: Niels Lodberg, dänischer Fußballspieler und -trainer
- 14. Oktober: Andy Ost, deutscher Sänger, Songwriter und Comedian
- 14. Oktober: Susan Sideropoulos, deutsche Schauspielerin
- 14. Oktober: Ben Whishaw, britischer Schauspieler
- 15. Oktober: Tom Boonen, belgischer Radrennfahrer
- 15. Oktober: Heikki Kallio, finnischer Schachgroßmeister
- 15. Oktober: Alex Rodríguez, andorranischer Fußballspieler
- 15. Oktober: André Wiwerink, deutscher Fußballspieler
- 16. Oktober: Laura Nativo, US-amerikanische Schauspielerin
- 16. Oktober: Trine Nielsen, dänische Handballspielerin
- 16. Oktober: Sérgio da Silva Pinto, deutsch-portugiesischer Fußballspieler
- 16. Oktober: Jan Wilke, deutscher Komponist und Chorleiter
- 17. Oktober: Alessandro Balzan, italienischer Autorennfahrer
- 17. Oktober: Jekaterina Alexandrowna Gamowa, russische Volleyballspielerin
- 17. Oktober: Peter Schyrba, deutscher Fußballspieler
- 18. Oktober: Sarah Blackwood, kanadische Singer-Songwriterin
- 18. Oktober: Hannes Lambert, deutscher Sänger und Off-Sprecher
- 19. Oktober: Katja Herbers, niederländische Schauspielerin
- 19. Oktober: Martin Stadtfeld, deutscher Pianist
- 20. Oktober: Omar El-Saeidi, deutscher Schauspieler
- 20. Oktober: Darko Maletić, bosnisch-herzegowinischer Fußballspieler
- 20. Oktober: Patrik Sinkewitz, deutscher Radrennfahrer
- 21. Oktober: Leon Bolier, niederländischer Trance-DJ und -Produzent

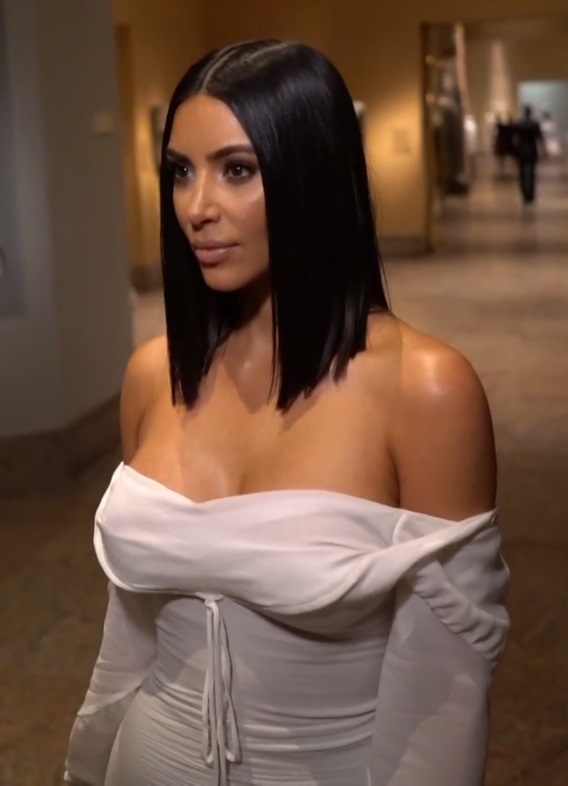
Kim Kardashian

- 21. Oktober: Kim Kardashian, US-amerikanische Schauspielerin
- 22. Oktober: Lili Gesler, ungarische Schauspielerin
- 23. Oktober: Jesper Brian Nøddesbo, dänischer Handballspieler
- 23. Oktober: Wassili Wassiljewitsch Rotschew, russischer Skilangläufer
- 24. Oktober: Matthew Amoah, ghanaischer Fußballspieler
- 24. Oktober: Lukas Perman, österreichischer Musicaldarsteller, Sänger und Schauspieler
- 24. Oktober: Jan Hartmann, deutscher Schauspieler
- 24. Oktober: Christian Vander, deutscher Fußballspieler
- 25. Oktober: Jessica Kessler, deutsche Eiskunstläuferin und Musicaldarstellerin
- 25. Oktober: Nikolai Weber, deutscher Handballspieler
- 26. Oktober: Khalid Abdalla, britisch-ägyptischer Schauspieler
- 27. Oktober: Ünsal Mukadder Arik, türkischer Boxer
- 27. Oktober: Nora Boeckler, deutsche Schauspielerin und Komikerin
- 27. Oktober: Jewgeni Stakanow, tadschikischer Leichtathlet
- 28. Oktober: Peter Windhofer, österreichischer Schauspieler

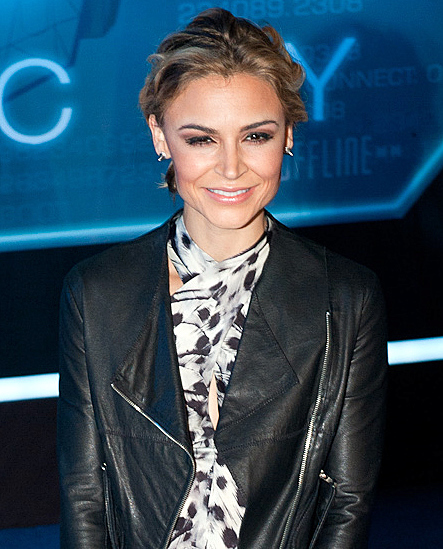
Samaire Armstrong

- 31. Oktober: Samaire Armstrong, US-amerikanische Schauspielerin
- 31. Oktober: Massimo Gobbi, italienischer Fußballspieler
- 31. Oktober: Anlloyd Samuel, palauischer Schwimmer († 2010)

### November

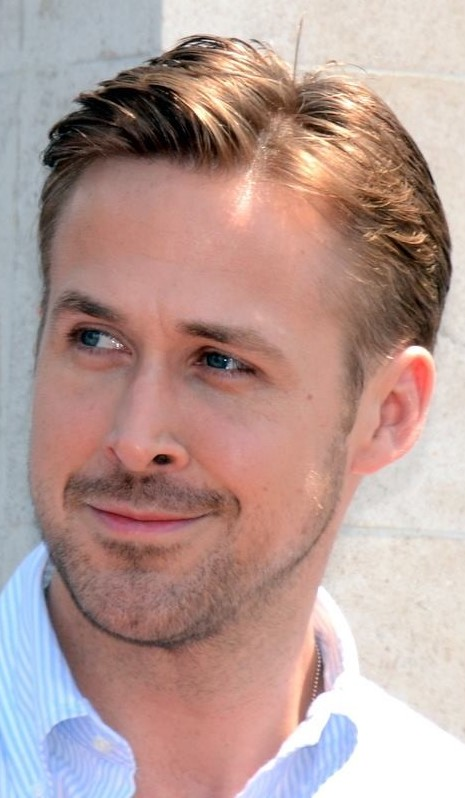
Ryan Gosling

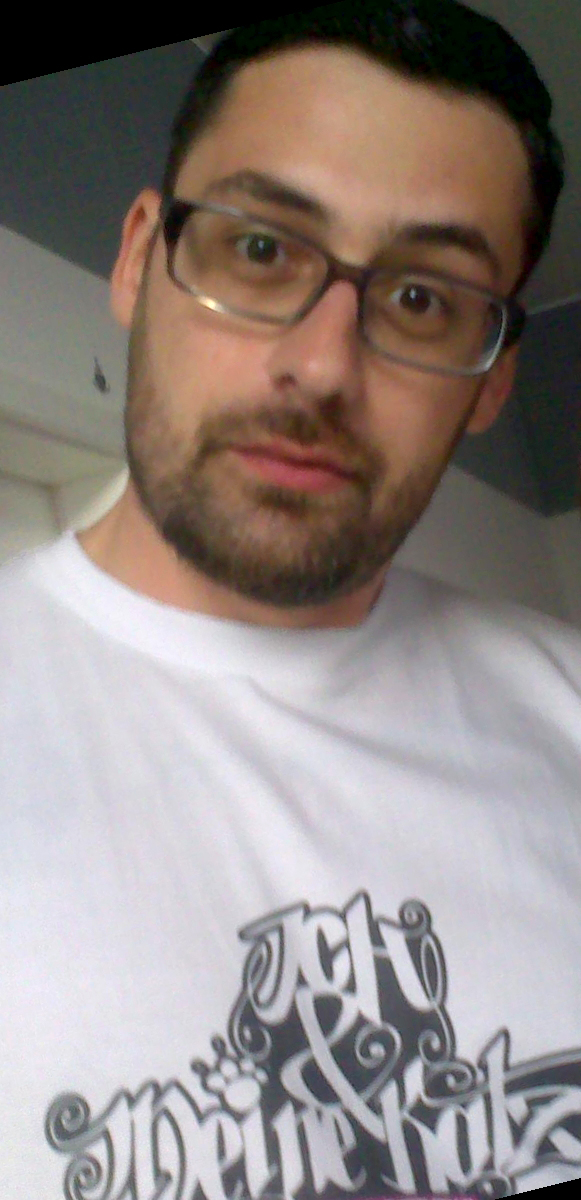
Sido

- 01. November: Florian Anderer, deutscher Schauspieler
- 01. November: Nina Fischer, deutsche Schauspielerin
- 01. November: Fərhad Vəliyev, aserbaidschanischer Fußballtorwart
- 02. November: Kim So-yeon, südkoreanische Schauspielerin
- 03. November: Kjell Landsberg, deutscher Handballspieler
- 04. November: Alexander Wassiljewitsch Archipenko, russischer Skeletonfahrer
- 04. November: Carsten Lichtlein, deutscher Handballtorwart
- 05. November: Ranisav Jovanović, serbisch-montenegrinischer Fußballspieler
- 05. November: Christoph Metzelder, deutscher Fußballspieler
- 05. November: Geneviève Simard, kanadische Skirennläuferin
- 06. November: Marco Christ, deutscher Fußballspieler
- 06. November: Simon Cziommer, deutscher Fußballspieler
- 07. November: Irina Alexejewna Abyssowa, russische Marathon-Schwimmerin und Profi-Triathletin
- 07. November: Sergio Bernardo Almirón, argentinischer Fußballspieler
- 07. November: Anna Katharina Kränzlein, deutsche Violinistin
- 07. November: Matias Tosi-Socolov, argentinischer Opernsänger
- 08. November: Jodie Leslie Ahlborn, deutsche Schauspielerin
- 10. November: Ajssel Achmedowa, bulgarische Fußballspielerin
- 10. November: Rannvá Biskopstø Andreasen, färöische Fußballspielerin
- 10. November: Eddy Lembo, französisch-algerischer Radrennfahrer
- 10. November: Ina Menzer, deutsche Boxerin
- 11. November: Marian Meder, deutscher Schauspieler
- 12. November: Isabellah Andersson, schwedische Langstreckenläuferin
- 12. November: Ryan Gosling, kanadischer Schauspieler und Musiker
- 12. November: Charlie Hodgson, englischer Rugbyspieler
- 12. November: Rémo Meyer, Schweizer Fußballspieler
- 13. November: Denise Djokic, kanadische Cellistin
- 13. November: Karl Dodd, australischer Fußballspieler
- 14. November: Nina Müller, deutsche Handballspielerin
- 16. November: Philip Andersen, dänischer Automobilrennfahrer
- 16. November: Gary Blades, englischer Dartspieler
- 17. November: Santo Anzà, italienischer Radrennfahrer
- 17. November: Seyi Olajengbesi, nigerianischer Fußballspieler
- 18. November: François Duval, Rallyefahrer
- 18. November: Robert Fontaine, französischer Schachgroßmeister
- 18. November: Christian Zeitz, deutscher Handballspieler
- 20. November: Marek Krejčí, slowakischer Fußballspieler († 2007)
- 20. November: Jewhen Sotnykow, ukrainischer Judoka († 2021)
- 22. November: David John Artell, englisch-gibraltarischer Fußballspieler
- 22. November: Julijus Glebovas, litauischer Verwaltungsjurist und Politiker
- 22. November: Frédéric Makowiecki, französischer Rennfahrer
- 24. November: Ronny Arendt, deutscher Eishockeyspieler
- 24. November: Jana Klinge, deutsche Schauspielerin
- 24. November: Thomas Ziegler, deutscher Radrennfahrer
- 25. November: Aleen Bailey, jamaikanische Leichtathletin und Olympiasiegerin
- 26. November: Julia Philippi, deutsche Schauspielerin
- 26. November: Jan Větrovec, tschechischer Handballspieler und -trainer
- 26. November: Robert Vujević, deutscher Fußballspieler
- 27. November: Wladimir Malachow, russischer Schachspieler
- 27. November: Evi Sachenbacher, deutsche Skilangläuferin
- 28. November: Adrián Gustavo „Carucha“ Fernández, argentinischer Fußballspieler
- 28. November: Christoph Zirngibl, deutscher Komponist
- 29. November: Chun Jung-myung, südkoreanischer Schauspieler
- 30. November: Jamie Ashdown, englischer Fußballtorhüter
- 30. November: Sido (Paul Hartmut Würdig), deutscher Rapper

### Dezember

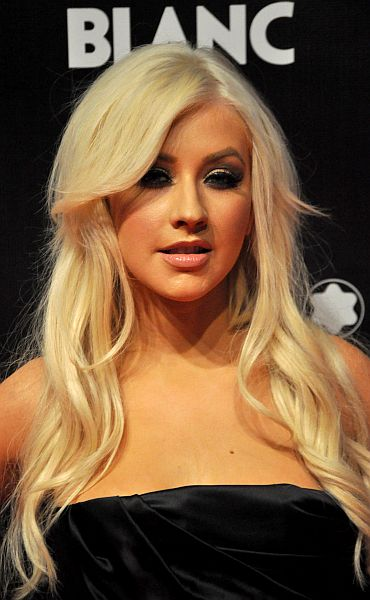
Christina Aguilera

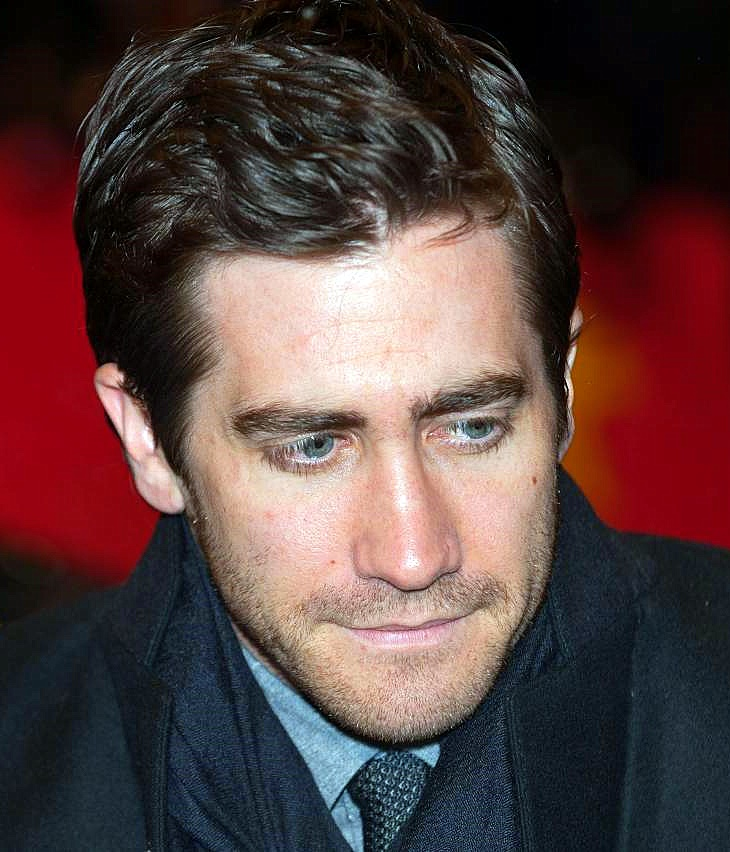
Jake Gyllenhaal

- 01. Dezember: Olivier Andrey, schweizerischer Badmintonspieler
- 02. Dezember: Marco Engelhardt, deutscher Fußballspieler
- 02. Dezember: Patrick Neumann, deutscher Fußballspieler
- 03. Dezember: Iulian Cătălin Apostol, rumänischer Fußballspieler
- 03. Dezember: Joyce Malebogo Arone, botswanische Badmintonspielerin
- 03. Dezember: Anna Chlumsky, US-amerikanische Schauspielerin
- 04. Dezember: Marcel Klinge, deutscher Politiker
- 04. Dezember: Stefan Pfannmöller, deutscher Kanute
- 05. Dezember: Jessica Paré, kanadische Schauspielerin
- 06. Dezember: Sabrina Mockenhaupt, deutsche Leichtathletin
- 07. Dezember: Clément Beaud, kamerunischer Fußballspieler
- 07. Dezember: Clemens Fritz, deutscher Fußballspieler
- 07. Dezember: Sarah Spale, Schweizer Schauspielerin
- 07. Dezember: John Terry, britischer Fußballspieler
- 08. Dezember: Francis Mourey, französischer Radrennfahrer
- 10. Dezember: Marina Orlowa, russische Philologin
- 10. Dezember: Roland Schwarzl, österreichischer Leichtathlet
- 10. Dezember: DJ Smoove, deutscher Musikproduzent († 2018)
- 10. Dezember: Katja Streso, deutsche Sportjournalistin und Fernsehmoderatorin
- 12. Dezember: Wanda Worch, deutsche Schauspielerin
- 13. Dezember: Alan Alborn, US-amerikanischer Skispringer
- 13. Dezember: Patrik Antonius, finnischer Pokerspieler
- 13. Dezember: Nathalia Holt, US-amerikanische Autorin
- 14. Dezember: Samuel Aiken, US-amerikanischer American-Football-Spieler
- 14. Dezember: David Paryla, österreichischer Schauspieler
- 15. Dezember: Annalena Baerbock, deutsche Politikerin
- 15. Dezember: Anne Spiegel, deutsche Politikerin
- 16. Dezember: Dexter Langen, deutscher Fußballspieler
- 17. Dezember: Carmen Casanova, Schweizer Skirennläuferin
- 17. Dezember: Tomonobu Fujii, japanischer Autorennfahrer
- 17. Dezember: Ryan Hunter-Reay, US-amerikanischer Rennfahrer
- 18. Dezember: Christina Aguilera, US-amerikanische Pop-Sängerin
- 18. Dezember: Mario Aschauer, österreichischer Musikwissenschaftler, Cembalist und Dirigent
- 19. Dezember: Thomas Borenitsch, österreichischer Fußballspieler
- 19. Dezember: Jake Gyllenhaal, US-amerikanischer Schauspieler
- 19. Dezember: Daniel Pankofer, deutscher Handballspieler
- 19. Dezember: Diego Alejandro Ruiz Scheuschner, argentinischer Fußballspieler
- 20. Dezember: Michael Albasini, Schweizer Radrennfahrer
- 20. Dezember: Ashley Cole, englischer Fußballspieler
- 20. Dezember: Martín Demichelis, argentinischer Fußballspieler
- 20. Dezember: Sebastian Halgasch, deutscher Schwimmer
- 22. Dezember: Lee Eun-ju, südkoreanische Schauspielerin († 2005)
- 22. Dezember: Grzegorz Tkaczyk, polnischer Handballspieler
- 24. Dezember: José Aguilar, venezolanischer Radrennfahrer
- 24. Dezember: Stephen Appiah, ghanaischer Fußballspieler und -trainer
- 24. Dezember: Anusch Aršakyan, armenische Musikerin
- 24. Dezember: Nneka, nigerianische Sängerin
- 25. Dezember: Joanna Angel, US-amerikanische Pornodarstellerin und -produzentin
- 27. Dezember: Nadia Anjuman, afghanische Dichterin und Journalistin († 2005)
- 27. Dezember: Claudio Castagnoli, Schweizer Wrestler
- 27. Dezember: Elizabeth De Razzo, US-amerikanische Schauspielerin
- 27. Dezember: Nina Moghaddam, deutsche Fernsehmoderatorin
- 28. Dezember: Mircea Pârligras, rumänischer Schachspieler
- 29. Dezember: Yvonne Bönisch, deutsche Judoka
- 29. Dezember: Henrik Stehlik, deutscher Trampolinturner
- 29. Dezember: Dorus de Vries, niederländischer Fußballtorhüter
- 30. Dezember: Eliza Dushku, US-amerikanische Schauspielerin
- 31. Dezember: Jennifer Shahade, US-amerikanische Schach- und Pokerspielerin

### Tag unbekannt
- Mohamed Achour, deutscher Schauspieler und Sprecher
- Christina Adler, deutsche Drehbuchautorin und Regisseurin
- Katharina Adler, deutsche Autorin
- Florian Anders, deutscher Filmregisseur, Drehbuchautor und Filmproduzent
- Jan Andreesen, deutscher Schauspieler und Sprecher
- Olivia Arthur, britische Fotojournalistin
- Inio Asano, japanischer Manga-Zeichner
- Simone Ascher, deutsche Schauspielerin
- Çiğdem Aslan, türkisch-kurdische Musikerin
- Helmut Philipp Aust, deutscher Rechtswissenschaftler
- Lena Baader, deutsche Schauspielerin und Autorin
- Aljoscha Brell, deutscher Schriftsteller und Manager
- Imaani Brown, iranisch-deutscher House-Produzent und DJ
- Annina Butterworth, Schweizer Schauspielerin
- Tobias van Dieken, deutscher Schauspieler
- Rebekah Driscoll, US-amerikanische Komponistin
- Antoaneta Emanuilova, deutsche Cellistin und Musikpädagogin
- Robert Essl, österreichischer Fotograf († 2019)
- Matthi Faust, deutscher Schauspieler
- Lena Ganschow, deutsche Journalistin und Fernseh-Moderatorin
- Stefko Hanushevsky, österreichischer Schauspieler
- Ariella Hirshfeld, deutsche Schauspielerin
- Damineh Hojat, deutsch-persische Schauspielerin, Sängerin und Sprecherin
- Alev Irmak, österreichische Schauspielerin
- Vera Kasimir, deutsche Schauspielerin
- Sara Kelly-Hussain, irische Schauspielerin, Moderatorin, Parodistin und Sprecherin
- Mikhail Kissine, belgischer Sprachwissenschaftler
- Benedikt Klein, deutscher mediävistischer Germanist
- Alexander Koll, deutscher Schauspieler
- Johannes Kreidler, deutscher Komponist und Aktionskünstler
- Daniel Lee, US-amerikanischer Cellist
- Alma Leiberg, deutsche Schauspielerin
- Jan Moldenhauer, deutscher Politiker
- Sebastian Moll, evangelischer Theologe und Autor
- Jochen Paletschek, deutscher Schauspieler und Sprecher
- Cristina Pato, spanische Gaitaspielerin und Pianistin
- Onur Özkaya, türkischer Kontrabassist
- Thomas Schimanski, deutscher Schauspieler
- Nathalie Schott, deutsch-französische Schauspielerin
- Anna Schumacher, deutsche Schauspielerin
- Kai-Olaf Stehrenberg, deutscher Liedermacher
- Laura Sundermann, deutsche Schauspielerin
- Zora Thiessen, deutsche Schauspielerin
- Björn von der Wellen, deutscher Schauspieler
- Jörg Wischnauski, deutscher Schauspieler
- Matthias Ziesing, deutscher Schauspieler

## Gestorben

### Januar
- 02. Januar: Roland Lebrun, kanadischer Singer-Songwriter (Le Soldat Lebrun) (* 1919)
- 03. Januar: Lucien Buysse, belgischer Radrennfahrer (* 1892)
- 06. Januar: Raymond Mays, britischer Automobilrennfahrer und Unternehmer (* 1899)
- 07. Januar: Larry Williams, amerikanischer Sänger, Pianist und Songschreiber (Sam & Dave) (* 1935)
- 08. Januar: Walther Ascher, deutscher Jurist (* 1900)
- 08. Januar: Tryggve Gran, norwegischer Pilot, Entdecker und Autor (erster Alleinflug über die Nordsee 1914) (* 1888)
- 08. Januar: Kuroda Saburō, japanischer Lyriker (* 1919)
- 08. Januar: John William Mauchly, US-amerikanischer Physiker und Computer-Ingenieur (* 1907)
- 11. Januar: Barbara Pym, britische Schriftstellerin (* 1913)
- 11. Januar: Celia Sánchez, kubanische Revolutionärin und Politikerin (* 1920)

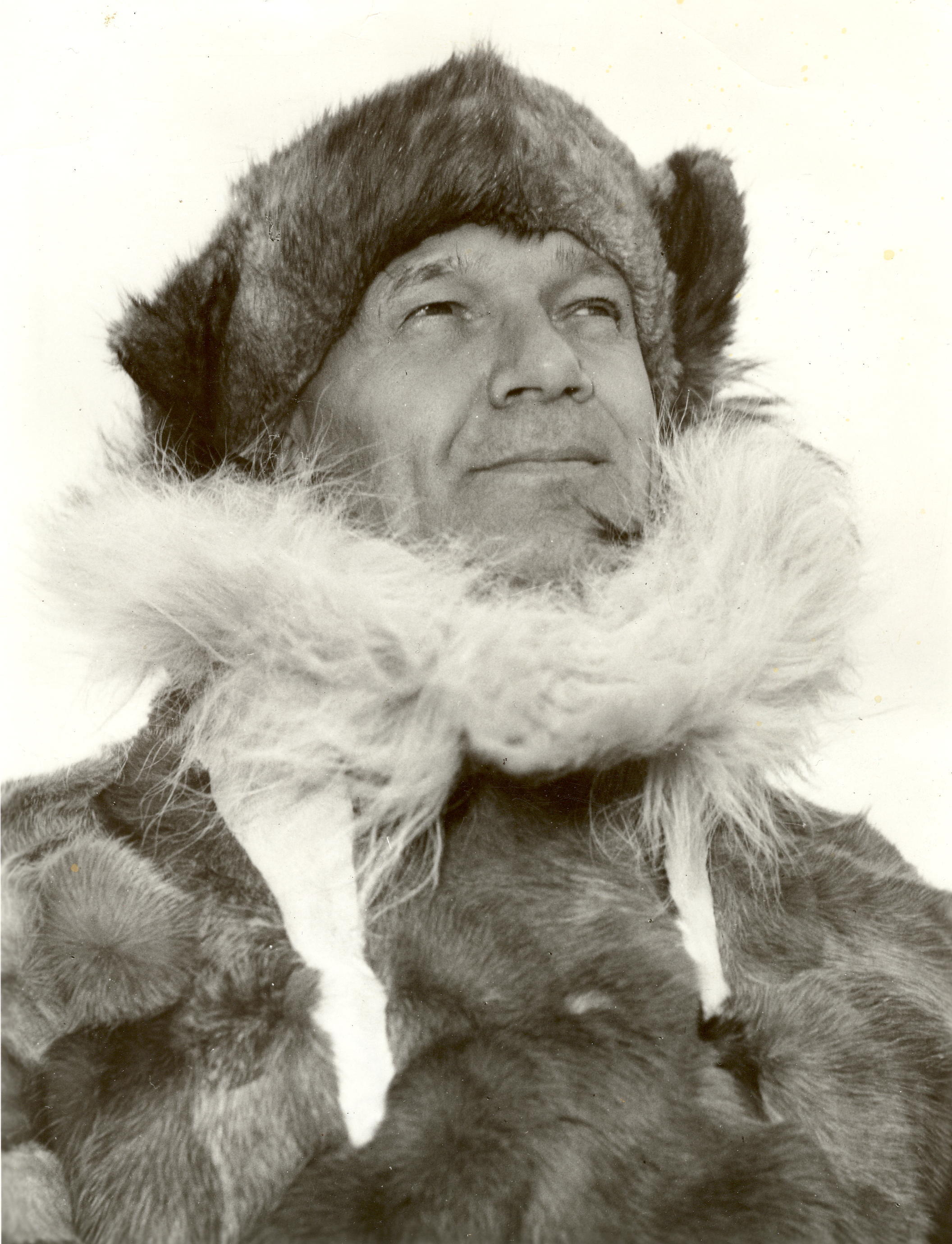
Finn Ronne

- 12. Januar: Finn Ronne, norwegisch-amerikanischer Polarforscher (* 1899)
- 14. Januar: Robert Ardrey, US-amerikanischer Dramatiker, Drehbuchautor und Anthropologe (* 1908)
- 19. Januar: Wanda Chmielowska, polnische Pianistin und Musikpädagogin (* 1891)
- 20. Januar: André Dubonnet, französischer Militärpilot, Sportler, Rennfahrer, Unternehmer und Erfinder (* 1897)
- 22. Januar: Carl G. Bachmann, US-amerikanischer Politiker (* 1890)
- 23. Januar: Lil Dagover, deutsche Schauspielerin (* 1887)
- 23. Januar: Giovanni Michelotti, italienischer Fahrzeugdesigner (* 1921)
- 23. Januar: Ernst Ocwirk, österreichischer Fußballspieler und -trainer (* 1926)
- 23. Januar: Bobby Sherwood, US-amerikanischer Jazzgitarrist (* 1914)
- 27. Januar: Hans Aeschbacher, Schweizer Maler und Bildhauer (* 1906)
- 27. Januar: Rudolf-Christoph Freiherr von Gersdorff, deutscher Offizier und Hitlerattentäter (* 1905)
- 28. Januar: Pat Griffith, britischer Automobilrennfahrer (* 1925)
- 30. Januar: Professor Longhair, US-amerikanischer Sänger und Pianist (* 1918)
- 31. Januar: Emanuel Sperner, deutscher Mathematiker (* 1905)

### Februar
- 01. Februar: Gastone Nencini, italienischer Radrennfahrer (* 1930)
- 02. Februar: Joseph Fontanet, französischer Politiker (* 1921)
- 02. Februar: William Howard Stein, US-amerikanischer Biochemiker und Nobelpreisträger (* 1911)
- 03. Februar: Klaus Brasch, deutscher Schauspieler (* 1950)
- 03. Februar: Walter E. Richartz, deutscher Chemiker und Schriftsteller (* 1927)
- 05. Februar: Nachman Aronszajn, polnisch-US-amerikanischer Mathematiker (* 1907)
- 05. Februar: Earl Leaf, US-amerikanischer Fotograf (* 1905)
- 06. Februar: Franz Schafheitlin, deutscher Schauspieler (* 1895)
- 09. Februar: Clyde T. Ellis, US-amerikanischer Politiker (* 1908)
- 09. Februar: Jean Treunet, französischer Autorennfahrer (* 1895)
- 12. Februar: Hasan Balyuzi, persischer Bahai-Gelehrter (* 1908)
- 13. Februar: A. S. Mike Monroney, US-amerikanischer Politiker (* 1902)

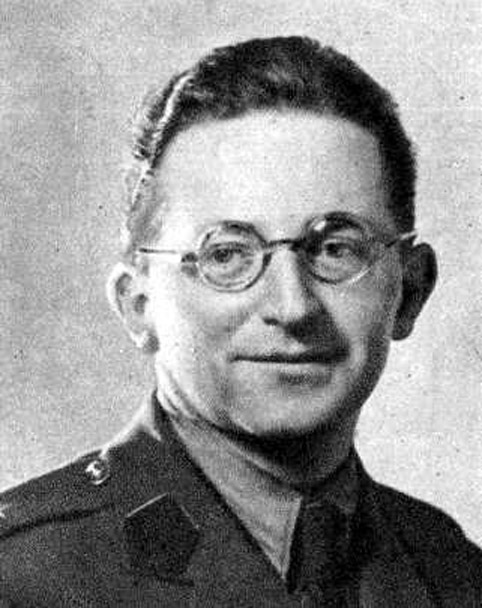
Marian Rejewski

- 13. Februar: Marian Rejewski, polnischer Mathematiker (* 1905)
- 14. Februar: Victor Gruen, österreichischer Stadtplaner und Architekt (* 1903)
- 14. Februar: Albert Walter, deutscher Politiker (* 1885)
- 16. Februar: Edward Thomas Copson, britischer Mathematiker (* 1901)
- 16. Februar: Kurt Frör, deutscher evangelischer Geistlicher und Hochschullehrer (* 1905)
- 16. Februar: Erich Hückel, deutscher Chemiker und Physiker (* 1896)
- 19. Februar: Paul August, deutscher Maler und Grafiker (* 1906)
- 19. Februar: Bon Scott, Rockmusiker (* 1946)
- 20. Februar: Joseph Banks Rhine, US-amerikanischer Psychologe (* 1895)
- 21. Februar: Alfred Andersch, deutscher Schriftsteller und Rundfunkredakteur (* 1914)
- 21. Februar: Aldo Andreotti, italienischer Mathematiker (* 1924)
- 21. Februar: Mario Lanzi, italienischer Leichtathlet (* 1914)
- 21. Februar: Peter Wiepert, Bauer, fehmarnscher Heimatforscher, Autor (* 1890)
- 22. Februar: Jean Géraud André, französischer Filmarchitekt und Ausstatter (* 1916)
- 22. Februar: Oskar Kokoschka, österreichischer Maler und Schriftsteller (* 1886)
- 22. Februar: Jerzy Lefeld, polnischer Komponist, Pianist und Musikpädagoge (* 1898)
- 23. Februar: Enrico Celio, Schweizer Politiker, Bundespräsident (* 1889)
- 24. Februar: Oliver Strunk, US-amerikanischer Musikwissenschaftler und -pädagoge (* 1901)
- 25. Februar: Wilton E. Hall, US-amerikanischer Politiker (* 1901)
- 25. Februar: Hans Staudinger, deutscher Politiker (* 1889)
- 26. Februar: Hobart Baumann Amstutz, US-amerikanischer Theologe und Bischof (* 1896)
- 26. Februar: Anthony John Arkell, britischer Ägyptologe (* 1898)
- 29. Februar: Jigal Allon, israelischer Politiker der Arbeitspartei (* 1918)
- 29. Februar: Gil Elvgren, US-amerikanischer Pin-Up und Werbe-Zeichner (* 1914)

### März
- 01. März: Dixie Dean, englischer Fußballspieler (* 1907)
- 01. März: Eric Oliver, britischer Motorradrennfahrer (* 1911)
- 02. März: Jarosław Iwaszkiewicz, polnischer Schriftsteller (* 1894)
- 02. März: Norbert Schlesinger, österreichischer Architekt (* 1908)
- 03. März: Forrest C. Donnell, US-amerikanischer Politiker (* 1884)
- 04. März: Anna Maria Strackerjan, deutsche Bildhauerin (* 1919)
- 05. März: Wilhelm Hoegner, deutscher Jurist und Politiker (* 1887)
- 05. März: Winifred Wagner, Leiterin der Bayreuther Festspiele (* 1897)
- 06. März: James C. Shannon, US-amerikanischer Politiker und Jurist (* 1896)
- 08. März: Josef Kroll, deutscher Altphilologe (* 1889)
- 08. März: Max Miedinger, Schweizer Grafiker und Typograf (* 1910)
- 08. März: Otto Uhlmann, Schweizer Komponist und Dirigent (* 1891)
- 09. März: Olga Tschechowa, deutsche Schauspielerin (* 1897)
- 10. März: William Kroll, US-amerikanischer Geiger, Komponist und Musikpädagoge (* 1901)
- 11. März: Karl-Maria Schley, deutscher Schauspieler und Hörspielsprecher (* 1908)
- 12. März: Arthur Dobson, britischer Automobilrennfahrer (* 1914)
- 13. März: Tauno Pylkkänen, finnischer Komponist (* 1918)
- 13. März: André Van den Steen, belgischer Radsportler (* 1956)
- 14. März: Manlio Giovanni Brosio, italienischer Politiker (* 1897)
- 14. März: Mohammad Hatta, Vizepräsident und Ministerpräsident von Indonesien (* 1902)
- 14. März: Anna Jantar, polnische Schlagersängerin (* 1950)
- 15. März: Gerald Abrahams, britischer Schachspieler, -komponist und Autor vorwiegend juristischer und schachspezifischer Bücher (* 1907)
- 16. März: Paul Thalmann, Schweizer Autor und Widerstandskämpfer im Spanischen Bürgerkrieg (* 1901)
- 17. März: John M. Slack, US-amerikanischer Politiker (* 1915)
- 18. März: Erich Fromm, deutscher Psychoanalytiker, Philosoph und Sozialpsychologe (* 1900)
- 18. März: Tamara de Lempicka, polnische Malerin (* 1898)
- 19. März: Raymond Dietrich, US-amerikanischer Fahrzeugdesigner (* 1894)
- 21. März: Hans Dichgans, deutscher Politiker (* 1907)
- 23. März: Dietrich Keuning, deutscher Politiker (* 1908)
- 23. März: Anne-Cécile Rose-Itier, französische Automobilrennfahrerin (* 1890)
- 24. März: Ernst Albert Altenkirch, SED-Funktionär (* 1903)
- 24. März: Mario Lepori, Schweizer Bonvivant, Sportler und Automobilrennfahrer (* 1894)
- 24. März: Óscar Romero, römisch-katholischer Bischof (* 1917)
- 25. März: Milton H. Erickson, US-amerikanischer Psychiater und Psychotherapeut (* 1901)
- 25. März: Walter Susskind, englischer Dirigent (* 1913)
- 26. März: Roland Barthes, französischer Philosoph, Schriftsteller und Literaturkritiker (* 1915)
- 27. März: Eduard Ernst Georg Arnold Agatz, deutscher Hafenbauingenieur und Hafenbaudirektor (* 1891)
- 27. März: Philip William Anderson, US-amerikanischer Filmeditor (* 1915)
- 27. März: Heinrich Roloff, deutscher Bibliothekar (* 1911)
- 28. März: Dick Haymes, argentinischer Sänger (* 1918)
- 29. März: Annunzio Mantovani, italienischer Orchesterleiter (* 1905)
- 31. März: Arthur Kleiner, österreichisch-amerikanischer Filmkomponist (* 1903)
- 31. März: Jesse Owens, US-amerikanischer Leichtathlet (* 1913)

### April
- 01. April: Joachim Ansorge, deutscher Synchronsprecher und Schauspieler (* 1939)
- 01. April: Gomi Kōsuke, japanischer Schriftsteller (* 1921)
- 01. April: Ernst Siegfried Hansen, Chefredakteur und Generalsekretär des Bundes deutscher Nordschleswiger (* 1917)
- 02. April: Václav Bobek, tschechoslowakischer Autorennfahrer (* 1914)
- 02. April: George Wallach, britischer Cross- und Langstreckenläufer (* 1883)
- 04. April: Aleksander Ford, polnischer Filmregisseur (* 1908)
- 05. April: Max Brand, österreichisch-amerikanischer Komponist, Pionier der Synthesizer- und elektronischen Musik (* 1896)
- 06. April: Hans Adt, deutscher Papierindustrieller (* 1888)
- 07. April: Charles Frederick Goodeve, kanadischer Chemiker (* 1904)
- 08. April: Lionel Parent, kanadischer Sänger und Komponist (* 1905)
- 12. April: Maria Dietz, deutsche Politikerin und MdB (* 1894)
- 12. April: Clark McConachy, neuseeländischer Snookerspieler und Weltmeister im Englisch-Billiards (* 1895)
- 12. April: William R. Tolbert, Jr., Präsident von Liberia (* 1913)
- 13. April: Abel Ferreira, brasilianischer Komponist, Klarinettist und Saxophonist (* 1915)
- 14. April: Gianni Rodari, italienischer Schriftsteller (* 1920)
- 14. April: Toki Zenmaro, japanischer Journalist, Lyriker und Literaturwissenschaftler (* 1885)
- 15. April: Wendell Engstrom Hoss, US-amerikanischer Hornist (* 1892)
- 15. April: Jean-Paul Sartre, französischer Philosoph, Begründer des Existenzialismus; Literaturnobelpreisträger (* 1905)
- 17. April: Anna Dengel, österreichische Ärztin und Ordensschwester (* 1892)
- 19. April: Reinhard Cherubim, deutscher Schachspieler, Schachjournalist, Schachfunktionär (* 1906)
- 20. April: Dante Agostini, französischer Schlagzeuger (* 1921)
- 20. April: Helmut Käutner, deutscher Filmregisseur und Schauspieler (* 1908)
- 20. April: Heinrich Köppler, deutscher Politiker (* 1925)
- 22. April: August von Finck, deutscher Bankier (* 1898)
- 22. April: Jan Liwacz, polnischer Gefangener des Konzentrationslagers Auschwitz I (* 1898)
- 22. April: Fritz Straßmann, deutscher Naturwissenschaftler (* 1902)
- 24. April: Alejo Carpentier, kubanisch-französischer Schriftsteller (* 1904)
- 24. April: Thomas K. Finletter, US-amerikanischer Jurist und Regierungsbeamter (* 1893)
- 25. April: Mario Bava, italienischer Filmregisseur, Kameramann und Drehbuchautor (* 1914)
- 25. April: Katia Mann, Ehefrau von Thomas Mann (* 1883)
- 25. April: Albert Tönjes, deutscher Politiker und MdB (* 1920)
- 28. April: Andrija Anković, jugoslawischer Fußballspieler und -trainer (* 1937)

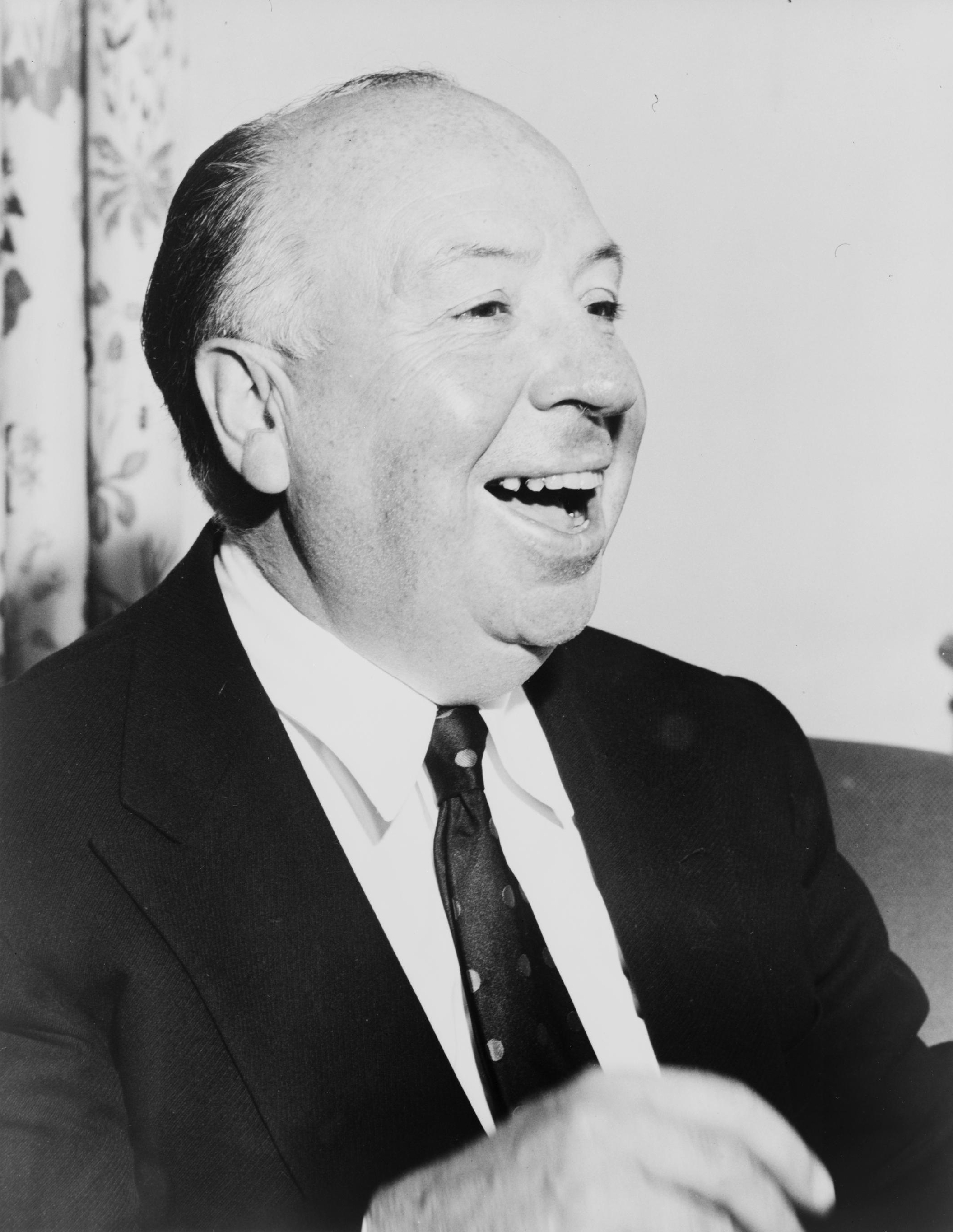
Alfred Hitchcock († 29. April)

- 29. April: Alfred Hitchcock, englischer Filmregisseur und Filmproduzent (* 1899)

### Mai
- 02. Mai: George Pal, ungarischer Filmproduzent und Regisseur (* 1908)
- 04. Mai: Siegfried Böhm, SED-Funktionär und Minister der Finanzen der DDR (* 1928)
- 04. Mai: Joe Henderson, britischer Klavierspieler (* 1920)

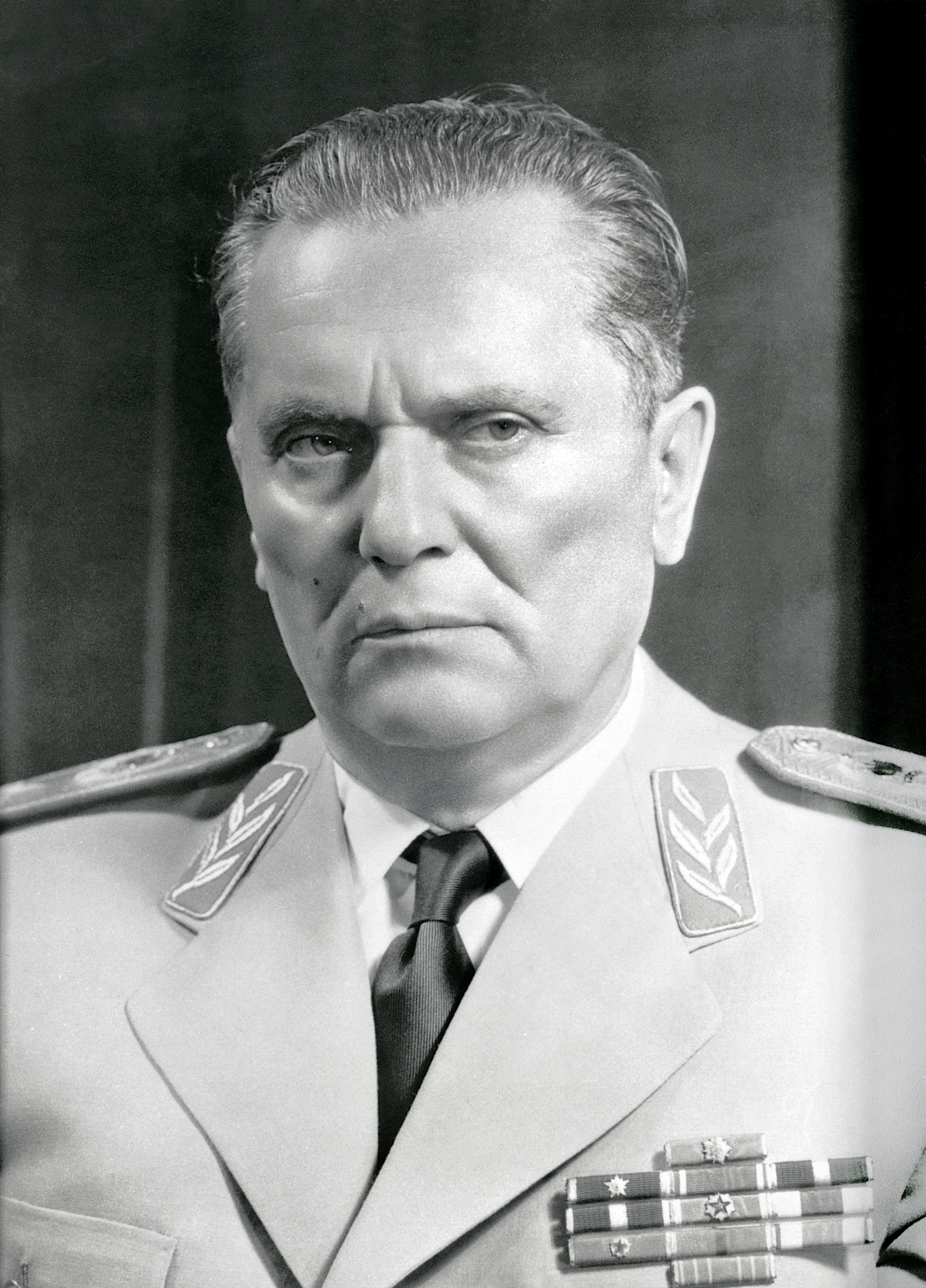
Josip Broz Tito, 1961

- 04. Mai: Josip Broz Tito, jugoslawischer Politiker, Ministerpräsident und Staatspräsident (* 1892)
- 06. Mai: Klas Anshelm, schwedischer Architekt und Künstler (* 1914)
- 06. Mai: Adele Kern, deutsche Opern- und Operettensängerin (* 1901)
- 08. Mai: Sam Coon, US-amerikanischer Politiker (* 1903)
- 08. Mai: Higashiyama Chieko, japanische Schauspielerin (* 1890)
- 08. Mai: Farrochru Parsa, iranische Ministerin, Pädagogin und Ärztin (* 1922)
- 09. Mai: Joseph Breitbach, deutscher Schriftsteller, Journalist (* 1903)
- 10. Mai: Hans Bohn, deutscher Typograf, Grafiker und Lehrer (* 1891)
- 15. Mai: Jóhann Hafstein, isländischer Politiker (* 1915)
- 15. Mai: Len Lye, neuseeländischer Bildhauer, Künstler, Schriftsteller und Filmemacher (* 1901)
- 16. Mai: Heinrich Beerbom, Bürgermeister und Stadtdirektor von Bramsche (* 1892)
- 17. Mai: Harold Joseph Connolly, kanadischer Journalist und Premierminister (* 1901)
- 17. Mai: Maria Kurenko, russische Sängerin (* 1890)
- 18. Mai: Antoine Adam, französischer Romanist und Literaturwissenschaftler (* 1899)
- 18. Mai: Reid Blackburn, US-amerikanischer Fotograf (* 1952)
- 18. Mai: Ian Curtis, Sänger der englischen Rockband Joy Division (* 1956)
- 18. Mai: David A. Johnston, US-amerikanischer Vulkanologe (* 1949)
- 18. Mai: Robert Landsburg, US-amerikanischer Fotograf (* 1931)
- 18. Mai: Gerry Martin, US-amerikanischer Navy-Offizier und Funkamateur (* 1915)
- 18. Mai: Harry R. Truman, US-amerikanischer Gastwirt, der beim Ausbruch des Mount St. Helens 1980 eine Evakuierung verweigerte (* 1896)
- 20. Mai: Francesco Severi, italienischer Automobilrennfahrer (* 1907)
- 21. Mai: Ida Kamińska, polnisch-jüdische Schauspielerin (* 1899)
- 21. Mai: Vivian Langrish, englischer Pianist und Musikpädagoge (* 1894)
- 22. Mai: Elisabeth de Meuron, aristokratische Persönlichkeit in Bern (* 1882)
- 25. Mai: Josef Giggenbach, deutscher Motorradrennfahrer (* 1906)
- 25. Mai: Herbert Nachbar, deutscher Schriftsteller (DDR) (* 1930)
- 26. Mai: Adolfo Costa du Rels, bolivianischer Schriftsteller, Diplomat und Politiker (* 1891)
- 27. Mai: Karaki Junzō, japanischer Literaturwissenschaftler (* 1904)
- 27. Mai: Richard Oelze, deutscher Maler des Surrealismus (* 1900)
- 28. Mai: Rolf Nevanlinna, finnischer Mathematiker (* 1895)
- 00. Mai: Jimmy Voytek, US-amerikanischer Country- und Rockabilly-Musiker (* 1938)

### Juni

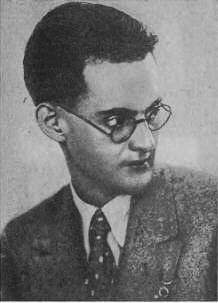
Vasja Pirc

- 01. Juni: Ernst Metz, deutscher Generalmajor des Heeres der Bundeswehr (* 1916)
- 02. Juni: Vasja Pirc, slowenischer Schachspieler (* 1907)
- 03. Juni: Naum Iljitsch Achijeser, ukrainischer Mathematiker (* 1901)
- 05. Juni: Margret Dünser, österreichische Journalistin (* 1926)
- 05. Juni: Lauritz Lauritzen, deutscher Politiker (* 1910)
- 06. Juni: Ruth Hughes Aarons, US-amerikanische Tischtennisspielerin (* 1918)
- 07. Juni: Henry Miller, US-amerikanischer Schriftsteller (* 1891)
- 07. Juni: Marian Spychalski, polnischer stalinistischer Politiker (* 1906)
- 08. Juni: Alfredo Brilhante da Costa, brasilianischer Fußballspieler (* 1904)
- 08. Juni: Ernst Busch, deutscher Sänger, Kabarettist, Schauspieler und Regisseur (* 1900)
- 08. Juni: Greta Schröder, deutsche Schauspielerin (* 1892)
- 10. Juni: Hans-Dietrich von Diepenbroick-Grueter, deutscher Antiquar und Sammler von Porträts (* 1902)
- 10. Juni: Gerhard Jacobi (* 1913), deutscher Brigadegeneral
- 11. Juni: Ángel Sanz Briz, spanischer Diplomat (* 1910)
- 11. Juni: Bolesław Woytowicz, polnischer Komponist, Pianist und Musikpädagoge (* 1899)
- 12. Juni: Gerónimo Arnedo Álvarez, argentinischer Politiker (* 1897)
- 12. Juni: Josef Knecht, deutscher Verleger (* 1897)

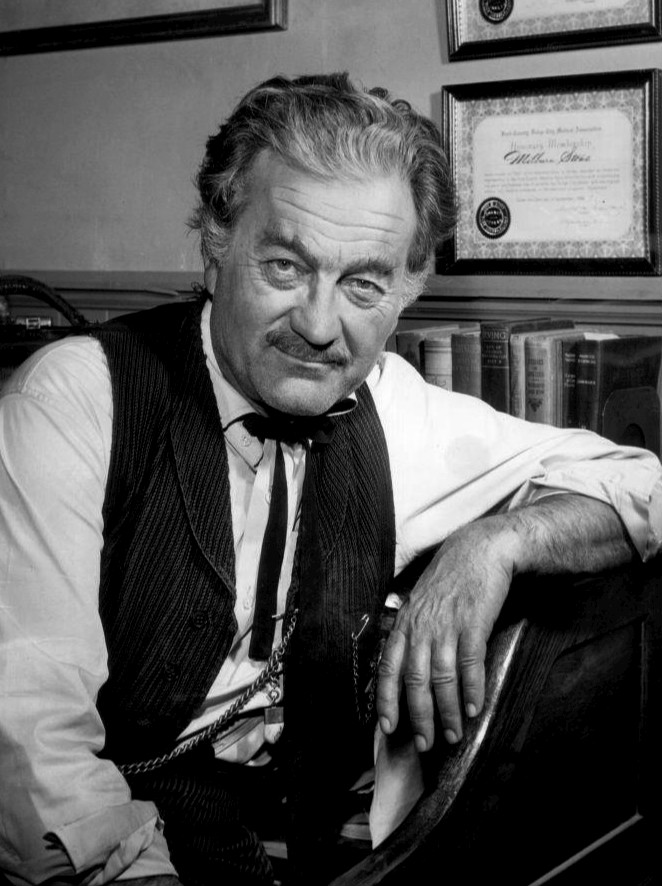
Milburn Stone als Dr. Galen „Doc“ Adams in der Fernsehserie Rauchende Colts

- 12. Juni: Milburn Stone, US-amerikanischer Schauspieler (* 1904)
- 13. Juni: Ludwig Raiser, Professor für Bürgerliches, Handels- und Wirtschaftsrecht (* 1904)
- 13. Juni: Walter Rodney, Historiker und Politiker aus Guyana (* 1942)
- 14. Juni: Herman Autrey, Mitglied der Band „Fats Waller & his Rhythm“ (* 1904)
- 15. Juni: Sergio Pignedoli, Kardinal der römisch-katholischen Kirche (* 1910)
- 16. Juni: August Eichhorn, deutscher Musiker und Professor (* 1899)
- 16. Juni: Fritz Huth, deutscher Hornist und Horn-Lehrer (* 1908)
- 16. Juni: Bob Nolan, Gründungsmitglied der Sons Of The Pioneers (* 1908)
- 17. Juni: Eduard Büchsel, deutscher Organist und Kantor und Kirchenmusikdirektor (* 1917)
- 18. Juni: Robert Hoernschemeyer, US-amerikanischer American-Football-Spieler (* 1925)
- 18. Juni: Kazimierz Kuratowski, polnischer Mathematiker (* 1896)
- 18. Juni: André Leducq, französischer Radrennfahrer (* 1904)
- 19. Juni: Georges Hugon, französischer Komponist (* 1904)
- 21. Juni: Bert Kaempfert, deutscher Komponist und Orchesterleiter (* 1923)
- 23. Juni: Adrien Drancé, französischer Automobilrennfahrer (* 1891)
- 23. Juni: Sanjay Gandhi, indischer Politiker, Sohn von Indira Gandhi (* 1946)
- 23. Juni: Clyfford Still, US-amerikanischer Maler (* 1904)
- 23. Juni: Eugène Verpault, französischer Automobilrennfahrer (* 1885)
- 26. Juni: Walter Dornberger, Ingenieur und Chef des deutschen Raketenwaffen-Programms (* 1895)
- 26. Juni: K-Ximbinho, brasilianischer Klarinettist und Komponist (* 1917)
- 27. Juni: Barney Bigard, US-amerikanischer Klarinettist (* 1906)
- 28. Juni: Harold Gleason, US-amerikanischer Organist, Musikpädagoge und -wissenschaftler (* 1892)
- 28. Juni: Yoshiro Irino, japanischer Komponist (* 1921)
- 29. Juni: Vera Schwarz, deutsche Cembalistin (* 1929)
- 30. Juni: Franz Xaver von Hornstein, Schweizer katholischer Geistlicher, Pastoraltheologe und Hochschullehrer (* 1892)
- 30. Juni: Walter Zimmermann, deutscher Biologe und Botaniker (* 1892)

### Juli
- 01. Juli: Charles Percy Snow, englischer Wissenschaftler und Schriftsteller (* 1905)
- 02. Juli: Sócrates Nolasco, dominikanischer Schriftsteller, Essayist, Historiker, Politiker und Diplomat (* 1884)
- 04. Juli: Gregory Bateson, angloamerikanischer Anthropologe und Kybernetiker (* 1904)
- 04. Juli: Erich Dethleffsen, deutscher Generalmajor der Wehrmacht und Abteilungsleiter des Bundesnachrichtendienstes (* 1904)
- 04. Juli: Friedrich Tamms, Architekt, Professor an der TH Berlin im Faschismus (* 1904)
- 05. Juli: Thaddäus Troll, deutscher Schriftsteller (* 1914)
- 09. Juli: Jorge Délano Frederick, chilenischer Maler, Karikaturist, Regisseur und Drehbuchautor (* 1895)
- 09. Juli: Vinícius de Moraes, brasilianischer Dichter (* 1913)
- 11. Juli: Zygmunt Berling, polnischer General und Politiker (* 1896)
- 12. Juli: William Armstrong, britischer Regierungsbeamter und Banker (* 1915)
- 13. Juli: Juan García Oliver, spanischer Anarchist und Syndikalist (* 1901)
- 13. Juli: Seretse Khama, erster Präsident von Botswana (* 1921)
- 15. Juli: Friedrich Behrens, Hauptvertreter des Neuen Ökonomischen Systems in der DDR (* 1909)
- 15. Juli: Ben Selvin, US-amerikanischer Bandleader (* 1898)
- 16. Juli: William Chalmers, schottischer Fußballspieler und -trainer (* 1907)
- 18. Juli: Josef Blatný, tschechischer Komponist und Organist (* 1891)
- 18. Juli: Andrée Vaurabourg-Honegger, französische Pianistin und Musikpädagogin (* 1894)
- 19. Juli: Margaret Craven, US-amerikanische Schriftstellerin (* 1901)
- 19. Juli: Wolfgang Frank, deutscher Schriftsteller (* 1909)
- 19. Juli: Heinrich Kiefer, deutscher Maler und Grafiker (* 1911)
- 19. Juli: Hans Morgenthau, deutscher Jurist und Politikwissenschaftler (* 1904)
- 21. Juli: Salah ad-Din al-Bitar, arabischer Nationalist (* 1912)
- 21. Juli: Keith Godchaux, US-amerikanischer Musiker (* 1948)
- 22. Juli: Hans-Georg Bürger, deutscher Automobilrennfahrer (* 1952)
- 23. Juli: Mollie Steimer, russische Anarchistin (* 1897)
- 23. Juli: William H. Wright, US-amerikanischer Film- und Fernsehproduzent sowie Drehbuchautor (* 1902)

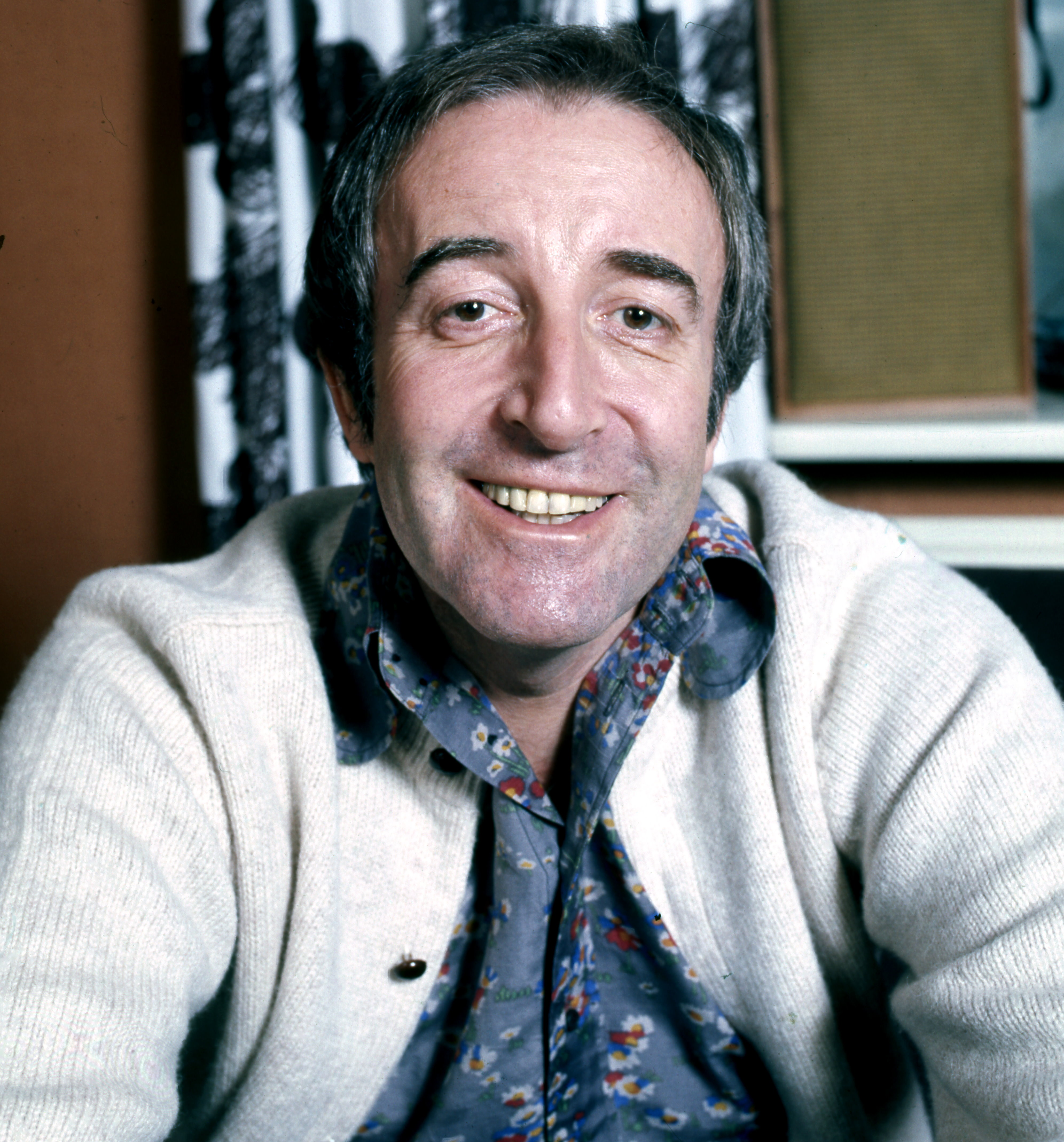
Peter Sellers, 1973

- 24. Juli: Peter Sellers, englischer Schauspieler (* 1925)
- 25. Juli: Juliane Plambeck, deutsche Terroristin (* 1952)
- 25. Juli: Wilhelm Reitz, deutscher Politiker und MdB (* 1904)
- 25. Juli: Wladimir Semjonowitsch Wyssozki, russischer Schauspieler, Dichter und Sänger (* 1938)
- 26. Juli: Federico Munerati, italienischer Fußballspieler und -trainer (* 1901)
- 27. Juli: Rushdy Said Bughdady Abaza, ägyptischer Schauspieler (* 1926)
- 27. Juli: Mohammad Reza Pahlavi, Schah von Persien (* 1919)
- 29. Juli: Adelbert Mühlschlegel, deutscher Bahai (* 1897)
- 30. Juli: Elli Schmidt, Vorsitzende des Demokratischen Frauenbunds Deutschlands (DFD) in der DDR (* 1908)

### August
- 02. August: Eduard Platner, deutscher Politiker (* 1894)
- 04. August: Joseph Ashbrook, US-amerikanischer Astronom (* 1918)
- 04. August: Georg Aumann, deutscher Mathematiker (* 1906)
- 04. August: Vicente de la Mata, argentinischer Fußballspieler (* 1918)
- 05. August: Harold L. Runnels, US-amerikanischer Politiker (* 1924)
- 08. August: Marino Auriti, italo-amerikanischer Künstler (* 1891)

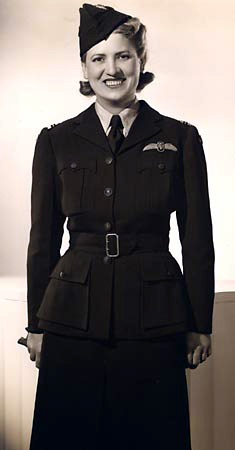
Jacqueline Cochran

- 09. August: Jacqueline Cochran, US-amerikanische Pilotin (* 1906)
- 11. August: Willi Forst, österreichischer Schauspieler, Drehbuchautor, Regisseur und Produzent (* 1903)
- 12. August: Tachihara Masaaki, japanischer Schriftsteller (* 1926)
- 12. August: Manuel Tato, argentinischer Theologe (* 1907)
- 17. August: Harold Campbell Adamson, US-amerikanischer Komponist, Filmkomponist und Liedtexter (* 1906)
- 17. August: Gwen Bristow, US-amerikanische Journalistin und Schriftstellerin (* 1903)
- 18. August: Norman Cazden, US-amerikanischer Komponist (* 1914)
- 19. August: Otto Frank, Vater von Anne Frank (* 1889)
- 20. August: Joe Dassin, französischer Sänger (* 1938)
- 21. August: Alfred Neubauer, Rennleiter des Mercedes-Grand-Prix-Teams von 1926 bis 1955 (* 1891)
- 22. August: Gabriel González Videla, chilenischer Politiker (* 1898)
- 22. August: Cosmé McMoon, mexikanisch-US-amerikanischer Pianist und Komponist (* 1901)
- 22. August: Erich Sternberg, deutsch-russischer Gerontopsychiater (* 1903)
- 23. August: Gerhard Hanappi, österreichischer Fußballspieler (* 1929)
- 26. August: Tex Avery, Regisseur und Zeichner von Zeichentrickfilmen (* 1908)
- 29. August: Franco Basaglia, italienischer Psychiater (* 1924)
- 30. August: Henri Lapierre, französischer Autorennfahrer (* 1898)

### September
- 03. September: Fabian von Schlabrendorff, deutscher Offizier und Widerstandskämpfer gegen Hitler (* 1907)
- 04. September: Wolfgang Gentner, deutscher Physiker (* 1906)
- 05. September: Barbara Loden, US-amerikanische Schauspielerin (* 1932)
- 07. September: Ernst Cramer, Schweizer Gärtner und Landschaftsarchitekt (* 1898)
- 08. September: Wilhelm Andersen, deutscher Theologe (* 1911)
- 08. September: Hermann Claudius, deutscher Dichter (* 1878)
- 08. September: Willard Frank Libby, US-amerikanischer Chemiker, Physiker und Nobelpreisträger (* 1908)
- 09. September: José de Anchieta Fontana, brasilianischer Fußballspieler (* 1940)
- 12. September: Magdalena Aebi, Schweizer Philosophin (* 1898)
- 12. September: János Balogh, ungarischer Fernschachspieler (* 1892)
- 12. September: André Chéron, französischer Endspieltheoretiker im Schach (* 1895)
- 13. September: Joseph Suder, deutscher Komponist und Dirigent (* 1892)
- 14. September: Gerhard Latzel, deutscher Problemkomponist (* 1912)
- 15. September: Bill Evans, US-amerikanischer Jazzpianist (* 1929)
- 15. September: Hans Herbert Schweitzer, im Dritten Reich Reichsbeauftragter für Künstlerische Formgebung (* 1901)
- 16. September: Kaspar Muther, schweizerischer Komponist, Klarinetten- und Sopransaxophonspieler (* 1909)
- 16. September: Jean Piaget, Schweizer Entwicklungspsychologe (* 1896)
- 17. September: Anastasio Somoza Debayle, Präsident von Nicaragua (* 1925)
- 17. September: Bianca Stagno Bellincioni, italienische Sängerin und Schauspielerin (* 1888)
- 20. September: Josias Braun-Blanquet, Schweizer Botaniker (* 1884)
- 21. September: Waldir Azevedo, brasilianischer Komponist und Cavaquinhospieler (* 1923)
- 21. September: Ernest White, kanadischer Organist und Orgelbauer, Chorleiter und Musikpädagoge (* 1901)
- 22. September: Jimmy Bryant, US-amerikanischer Country-Gitarrist (* 1925)
- 22. September: Kawakami Tetsutarō, japanischer Schriftsteller (* 1902)
- 23. September: Jiří Hrzán, tschechischer Schauspieler (* 1939)
- 25. September: John Bonham, Schlagzeuger (* 1948)
- 25. September: Charles H. Elston, US-amerikanischer Politiker (* 1891)
- 25. September: Lewis Milestone, US-amerikanischer Filmregisseur, Drehbuchautor und Filmproduzent (* 1895)
- 26. September: Pat Hare, US-amerikanischer Blues-Musiker (* 1930)
- 26. September: Gundolf Köhler, deutscher Neonazi (* 1959)
- 27. September: Dietrich von Saucken, deutscher General (* 1892)
- 29. September: Bindo Maserati, italienischer Ingenieur, Unternehmer und Automobilrennfahrer (* 1883)

### Oktober
- 03. Oktober: Albéric O’Kelly de Galway, belgischer Schachspieler (* 1911)
- 03. Oktober: Melvin Thompson, amerikanischer Politiker, Gouverneur von Georgia (* 1903)
- 04. Oktober: Eugène Aisberg, russisch-französischer Wissenschaftsjournalist (* 1905)
- 06. Oktober: Felix Slavik, österreichischer Mechaniker und Politiker (* 1912)
- 08. Oktober: Maria Holst, österreichische Theater- und Filmschauspielerin (* 1917)
- 08. Oktober: Maurice Martenot, Erfinder der Ondes Martenot (* 1898)
- 08. Oktober: Roland Schnell, deutscher Motorradrennfahrer (* 1921)
- 10. Oktober: Carlo Annovazzi, italienischer Fußballspieler (* 1925)
- 10. Oktober: Auguste Veuillet, französischer Automobilrennfahrer und Unternehmer (* 1910)
- 13. Oktober: Charles Philip „Gabby“, hawaiischer Steel-Gitarrist (* 1921)
- 15. Oktober: Michail Alexejewitsch Lawrentjew, russischer Mathematiker und Physiker (* 1900)
- 15. Oktober: Bobby Lester, US-amerikanischer Sänger (* 1930)
- 17. Oktober: Karl Brückel, deutscher Schauspieler, Theaterregisseur, Sänger und Hörspielsprecher (* 1881)

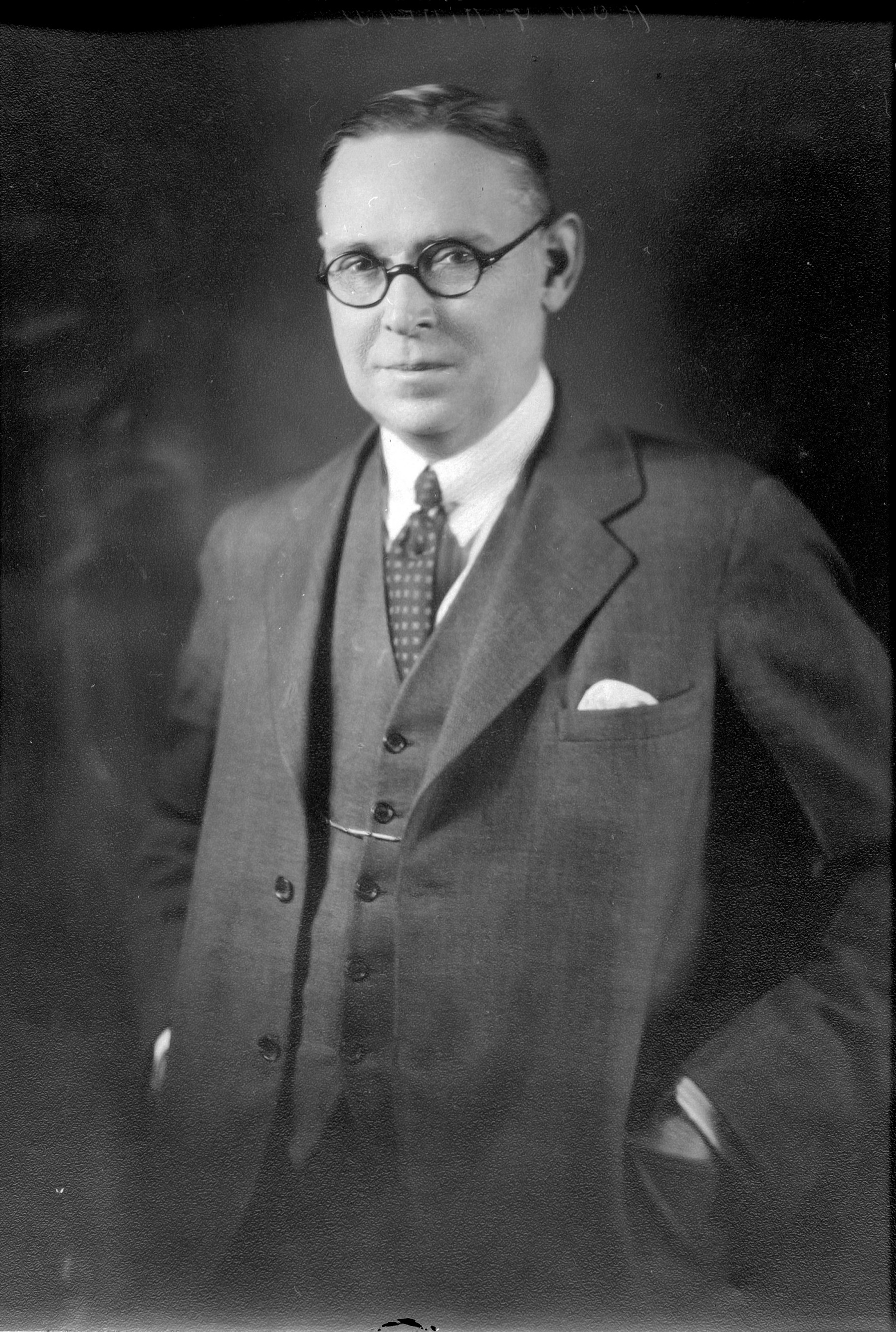
Richard Gavin Reid

- 17. Oktober: Richard Gavin Reid, kanadischer Politiker (* 1879)
- 18. Oktober: Hans Ehard, deutscher Jurist und Politiker (CSU) (* 1887)
- 19. Oktober: Georg Rasch, dänischer Statistiker (* 1901)
- 20. Oktober: Robert Whittaker, US-amerikanischer Botaniker, Klimatologe und Universitätsprofessor (* 1920)
- 21. Oktober: Hans Asperger, österreichischer Kinderarzt (* 1906)
- 22. Oktober: Sammy Angott, US-amerikanischer Leichtgewichts-Boxer (* 1915)
- 24. Oktober: Jean Rilliet, Schweizer evangelischer Geistlicher und Hochschullehrer (* 1908)
- 24. Oktober: Clemens Scheitz, deutscher Musiker und Schauspieler (* 1899)
- 25. Oktober: Virgil Keel Fox, US-amerikanischer Organist (* 1912)
- 25. Oktober: Herb Stein, US-amerikanischer American-Football-Spieler (* 1898)
- 26. Oktober: Marcelo Caetano, portugiesischer Diktator (* 1906)
- 27. Oktober: Günther Becker, deutscher Entomologe und Holzforscher (* 1912)
- 27. Oktober: John H. van Vleck, US-amerikanischer Physiker und Nobelpreisträger (* 1899)
- 28. Oktober: Benvenuto Terzi, italienischer Komponist und Konzertgitarrist (* 1892)
- 30. Oktober: Eberhard Brünen, deutscher Politiker (* 1906)
- 31. Oktober: Edelmiro Julián Farrell, argentinischer Präsident (* 1887)

### November
- 01. November: Rudolf Singer, deutscher Vorsitzender des Staatlichen Komitees für Rundfunk (* 1915)
- 03. November: Ludwig Hohl, Schweizer Autor (* 1904)
- 03. November: Schaggi Streuli, schweizerischer Drehbuchautor, Kabarettist und Dialekt-Schauspieler (* 1899)
- 04. November: Peter Broeker, kanadischer Automobilrennfahrer (* 1929)
- 06. November: Erik Asklund, schwedischer Schriftsteller und Drehbuchautor (* 1908)
- 06. November: Jean-François Piot, französischer Rallye- und Rundenstreckenrennfahrer (* 1938)
- 06. November: Pierre Villon, Gründer der Zeitung L’Humanité, französischer Politiker (* 1901)
- 07. November: Steve McQueen, US-amerikanischer Schauspieler und Amateurrennfahrer (* 1930)
- 07. November: Adrienne Thomas, deutsche Schriftstellerin (* 1897)
- 07. November: Wolfgang Weyrauch, deutscher Schriftsteller und Hörspielautor (* 1904)
- 08. November: Friedo Dörfel, deutscher Fußballspieler (* 1915)
- 09. November: Fritz Lattke, deutscher Maler (* 1895)
- 10. November: Rudolf Jubelt, deutscher Mineraloge, Petrograph und Hochschullehrer (* 1912)
- 10. November: Hans Reiffenstuel, gegenständlicher Maler (* 1894)
- 11. November: Louis Charavel, französischer Autorennfahrer (* 1890)
- 12. November: Andrei Alexejewitsch Amalrik, russischer Historiker, Publizist, Schriftsteller und Dissident (* 1938)
- 13. November: Herbert Krebs, deutscher Forstmann und Jagdautor (* 1901)
- 14. November: Jeanne Halbwachs, Feministin und Pazifistin (* 1890)
- 14. November: Friedrich Heinrichsen, deutscher Schriftkünstler (* 1901)
- 15. November: Harri Larva, finnischer Mittelstreckenläufer und Olympiasieger (* 1906)
- 15. November: Emilio Pujol, spanischer Gitarrist und Komponist (* 1886)
- 16. November: Frank Luther, US-amerikanischer Country-Musik (* 1900)
- 16. November: O. V. Wright, US-amerikanischer Gospel- und R&B-Sänger (* 1939)
- 17. November: Bruno Gleitze, deutscher Wirtschaftswissenschaftler und Politiker (* 1903)
- 19. November: Abu’l-Qasim Faizi, iranischer Bahai (* 1906)
- 20. November: Albert von Riccabona, österreichischer Mediziner und Hochschullehrer (* 1907)
- 20. November: Eugenia Umińska, polnische Geigerin und Musikpädagogin (* 1910)
- 22. November: Mae West, US-amerikanische Filmschauspielerin und Drehbuchautorin (* 1893)
- 23. November: Hans Sylvius Hermann Maria von Aulock, deutscher Bankier und Numismatiker (* 1906)
- 24. November: George Raft, US-amerikanischer Schauspieler (* 1901)
- 26. November: Peter DePaolo, US-amerikanischer Automobilrennfahrer (* 1898)
- 26. November: Conrad A. Nervig, US-amerikanischer Filmeditor (* 1889)
- 26. November: Konrad Wachsmann, deutscher Architekt und Ingenieur (* 1901)
- 27. November: René Dreux, französischer Automobilrennfahrer (* 1891)
- 27. November: Andrzej Rudziński, polnischer Grafiker und Kunstpädagoge (* 1910)
- 28. November: Mia May, österreichische Stummfilmschauspielerin (* 1884)
- 29. November: Dorothy Day, US-amerikanische Sozialaktivistin (* 1897)
- 29. November: Ray Hanken, US-amerikanischer American-Football-Spieler (* 1911)

### Dezember
- 02. Dezember: Takakichi Asō, japanischer Unternehmer und Politiker (* 1911)
- 02. Dezember: Romain Gary, französischer Schriftsteller (* 1914)
- 03. Dezember: Oswald Mosley, britischer faschistischer Politiker (* 1896)
- 04. Dezember: Hamilton Shirley Amerasinghe, UN-Politiker und Diplomat aus Sri Lanka (* 1913)
- 04. Dezember: Stanisława Walasiewicz, polnisch-US-amerikanische Leichtathletin (* 1911)
- 05. Dezember: Mary Lavater-Sloman, deutsche Schriftstellerin (* 1891)
- 07. Dezember: Darby Crash, US-amerikanischer Punkrockmusiker (* 1958)

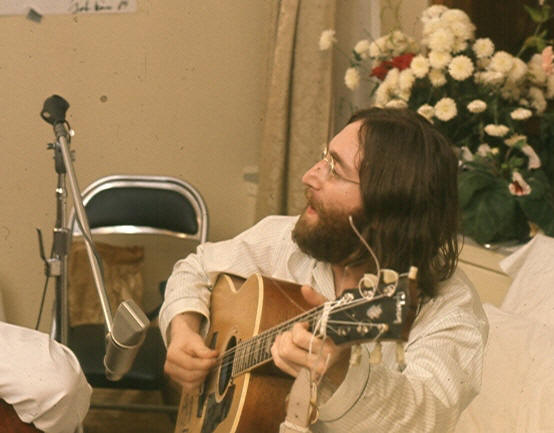
John Lennon († 8. Dezember)

- 08. Dezember: John Lennon, britischer Musiker (The Beatles) (* 1940)
- 08. Dezember: Petar Trifunović, jugoslawischer Schachmeister (* 1910)
- 09. Dezember: Heinz Burchardt, deutscher Generalmajor (* 1915)
- 11. Dezember: Viktoria Luise von Preußen, Herzogin von Braunschweig-Lüneburg, Prinzessin von Preußen (* 1892)
- 12. Dezember: Jean Lesage, kanadischer Politiker (* 1912)
- 13. Dezember: Hans von Helms, deutscher NS-Politiker, SA-Gruppenführer (* 1899)
- 15. Dezember: Peter Gregg, US-amerikanischer Automobilrennfahrer (* 1940)
- 16. Dezember: Hellmuth Walter, deutscher Techniker, Unternehmer (* 1900)
- 18. Dezember: Conrad Ahlers, deutscher Politiker der SPD (* 1922)
- 18. Dezember: Alexei Nikolajewitsch Kossygin, Ministerpräsident der Sowjetunion (* 1904)
- 19. Dezember: Nasrollah Entezam, iranischer Politiker (* 1900)
- 22. Dezember: Thomas Valentin, deutscher Schriftsteller (* 1922)
- 23. Dezember: Alec Wilder, US-amerikanischer Komponist (* 1907)
- 24. Dezember: Karl Dönitz, Oberbefehlshaber der deutschen Kriegsmarine im Zweiten Weltkrieg (* 1891)
- 25. Dezember: Erwin Moritz Herbert Guttmann, deutscher Schachproblemkomponist (* 1909)
- 26. Dezember: Egidio Vagnozzi, Kardinal der römisch-katholischen Kirche (* 1906)
- 27. Dezember: Fritz Schröder-Jahn, deutscher Schauspieler und Hörspielregisseur (* 1908)
- 29. Dezember: Oskar Matzner, deutscher Politiker (* 1898)
- 29. Dezember: Tim Hardin, US-amerikanischer Musiker (* 1941)
- 30. Dezember: Guus de Serière, niederländischer Fußballspieler (* 1893)
- 30. Dezember: Volker von Törne, deutscher Lyriker und Schriftsteller (* 1934)
- 31. Dezember: Marshall McLuhan, Kommunikations- und Literaturwissenschaftler (* 1911)
- 31. Dezember: Raoul Walsh, US-amerikanischer Filmregisseur (* 1887)
- 00. Dezember: Placide Morency, kanadischer Sänger (* 1887)

### Tag unbekannt
- Rosa Alarco Larrabure, peruanische Musikwissenschaftlerin, Komponistin und Chorleiterin (* 1911)
- Josef Augustin, deutscher Volksmusiker (* 1929)
- Glore Becker-Bettermann, deutsche Malerin (* 1904)
- Franz Bieber, deutscher Motorradrennfahrer, Motorsportfunktionär und Unternehmer (* 1892)
- Abdollah Davami, iranischer Sänger (* 1899)
- Fritz Rosen, deutscher Grafiker (* 1890)

## Wissenschaftspreise

### Nobelpreise
- Physik: James Cronin und Val Fitch
- Chemie: Paul Berg, Walter Gilbert und Frederick Sanger
- Medizin: Baruj Benacerraf, Jean Dausset und George D. Snell
- Literatur: Czesław Miłosz
- Friedensnobelpreis: Adolfo Maria Pérez Esquivel
- Wirtschaftswissenschaft: Lawrence Klein

### Turing Award
- Tony Hoare, für Definition und Design von Programmiersprachen.

## Musik

### Band-Gründungen
- Böhse Onkelz
- Bad Religion
- Depeche Mode
- Grave Digger
- Manowar
- Mötley Crüe
- New Order
- New Model Army
- R.E.M.

### Sonstiges
- Die schwedische Popgruppe ABBA veröffentlicht neben den beiden Hit-Singles The Winner Takes It All und Super Trouper ihr 7. Album Super Trouper, das sich bis Jahresende über 4 Millionen Mal verkauft.
- AC/DCs erfolgreichstes Album Back in Black wird veröffentlicht
- Veröffentlichungen zahlreicher Debütalben von Bands der New Wave of British Heavy Metal, darunter die von Iron Maiden, Def Leppard und Angel Witch.
- Van Halen bringen Women and Children First heraus
- Johnny Logan gewinnt am 19. April in Den Haag mit dem Lied What’s Another Year für Irland die 25. Auflage des Eurovision Song Contest
- Liste der Nummer-eins-Hits in Deutschland (1980)
- Liste der Nummer-eins-Hits in Österreich (1980)
- Liste der Nummer-eins-Hits in der Schweiz (1980)

## Oscargewinner
- Bester Film: Eine ganz normale Familie
- Beste Regie: Robert Redford für die Regie-Arbeit bei Eine ganz normale Familie
- Beste Hauptdarstellerin: Sissy Spacek für ihre Rolle in Nashville Lady
- Bester Hauptdarsteller: Robert De Niro für seine Rolle in Wie ein wilder Stier
- Bester fremdsprachiger Film: Die Blechtrommel